# Arquitectura seljúcida
L'arquitectura seljúcida comprén les tradicions de construcció emprades per la dinastia seljúcida quan governà la major part d'Orient Mitjà i Anatòlia entre el segle xi i el segle xiii. L'Imperi seljúcida (segles xi-xii) va contribuir significativament a l'arquitectura iraniana i de les àrees circumdants, introduint innovacions com el disseny simètric de quatre iwans i la primera creació generalitzada de madrasses patrocinades per l'estat. Els seus edificis es construïren en general en rajola, decorant-los amb aparells, teules i estuc tallat.

Després del segle xi, el Soldanat de Rum d'Anatòlia va emergir de l'Imperi seljúcida i desenvolupà la seua pròpia arquitectura, més eclèctica i influïda per les tradicions arquitectòniques armènia, bizantina i iraniana. A diferència de l'anterior arquitectura seljúcida de l'est, els seus edificis es feren en pedra i presentaven una important decoració de pedra tallada, així com una decoració de taulells. Si bé el Sultanat seljúcida va desaparéixer a la fi del segle xiii, la seua arquitectura va continuar florint i diversificant-se en estats més petits, els beilicats d'Anatòlia, que incloïen els primers otomans.

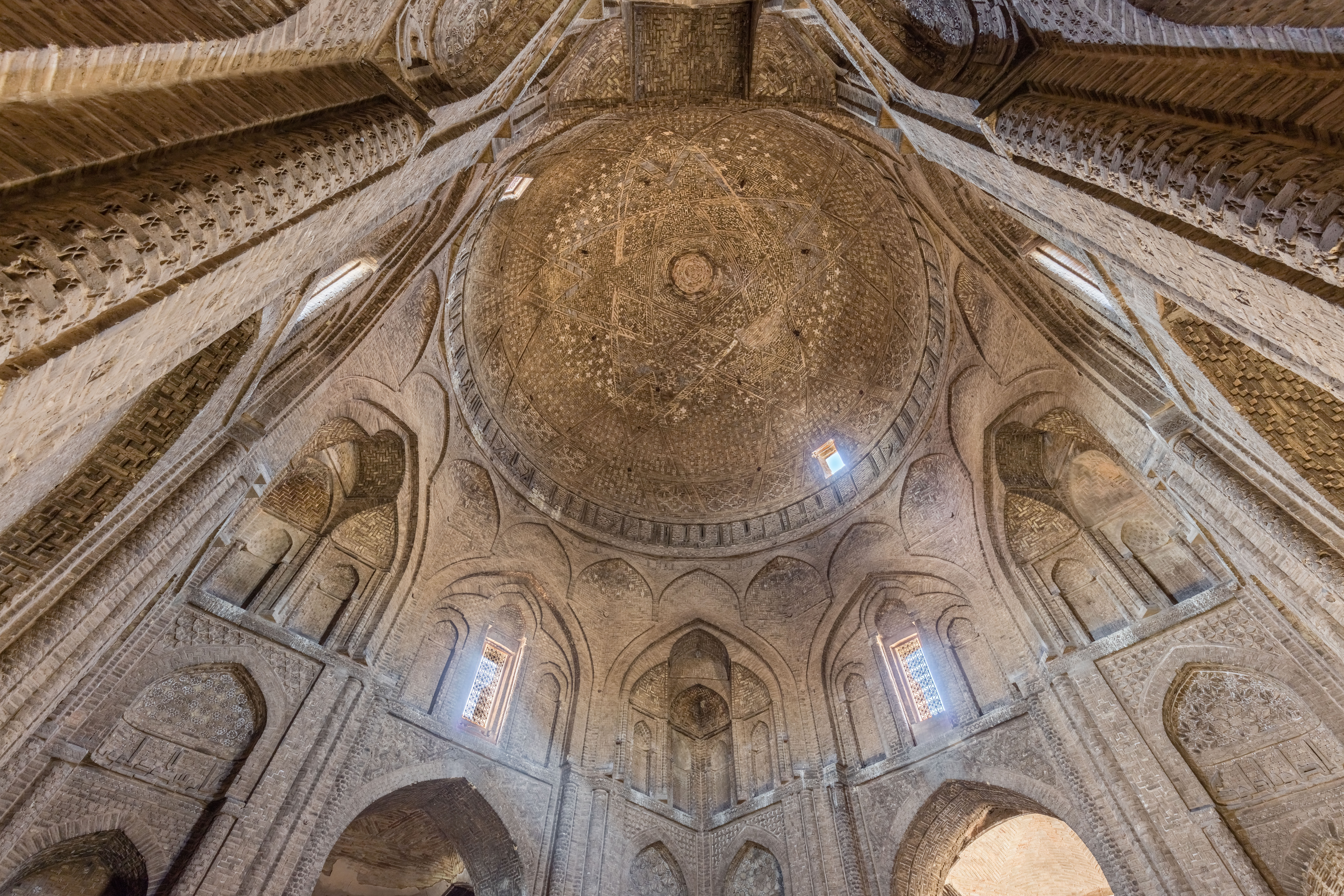
Cúpula de Taj-al-Mulk de la mesquita aljama d'Esfahan (1088-1089)
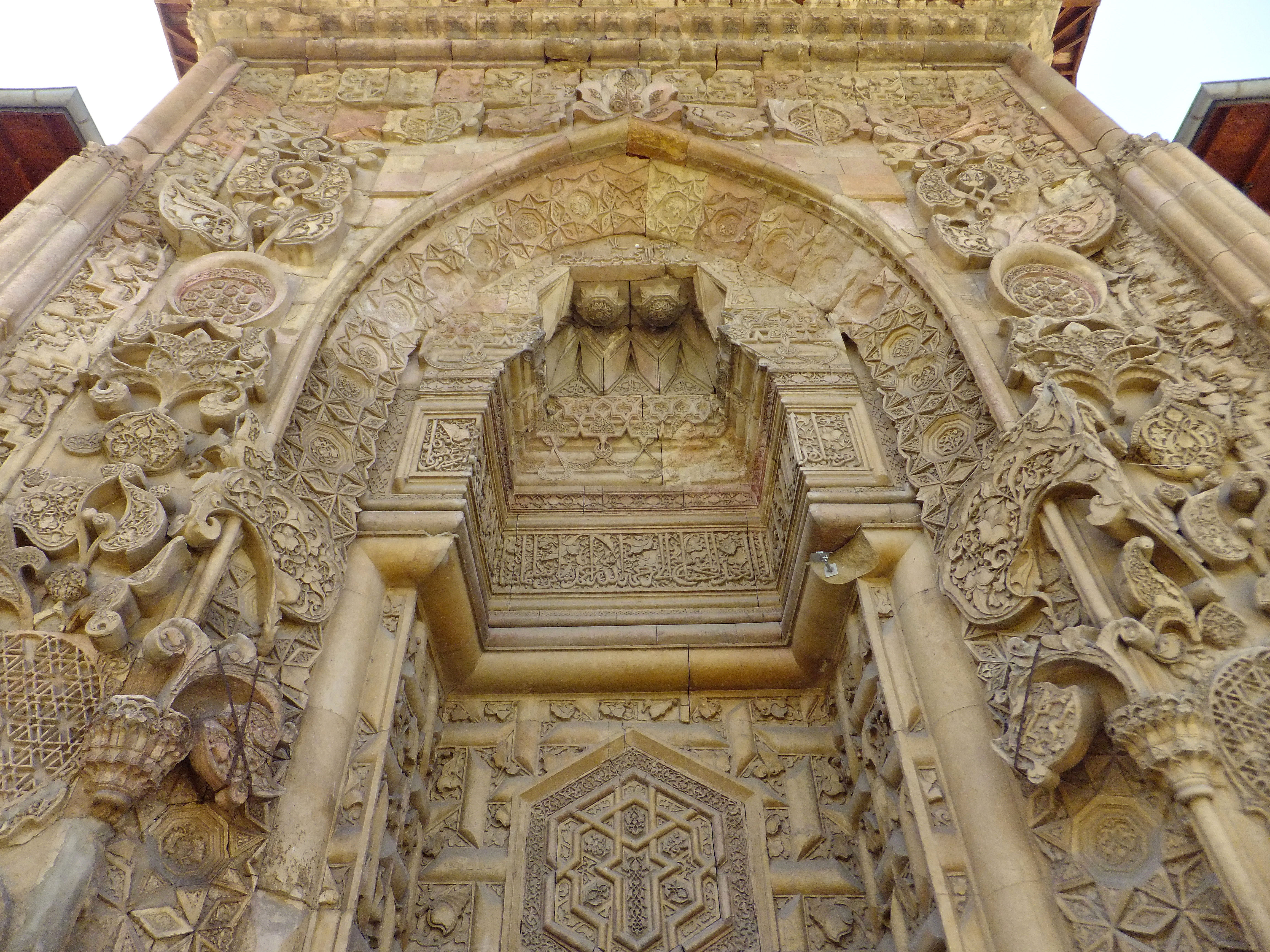
Gran mesquita de Divriği (1228-1229)
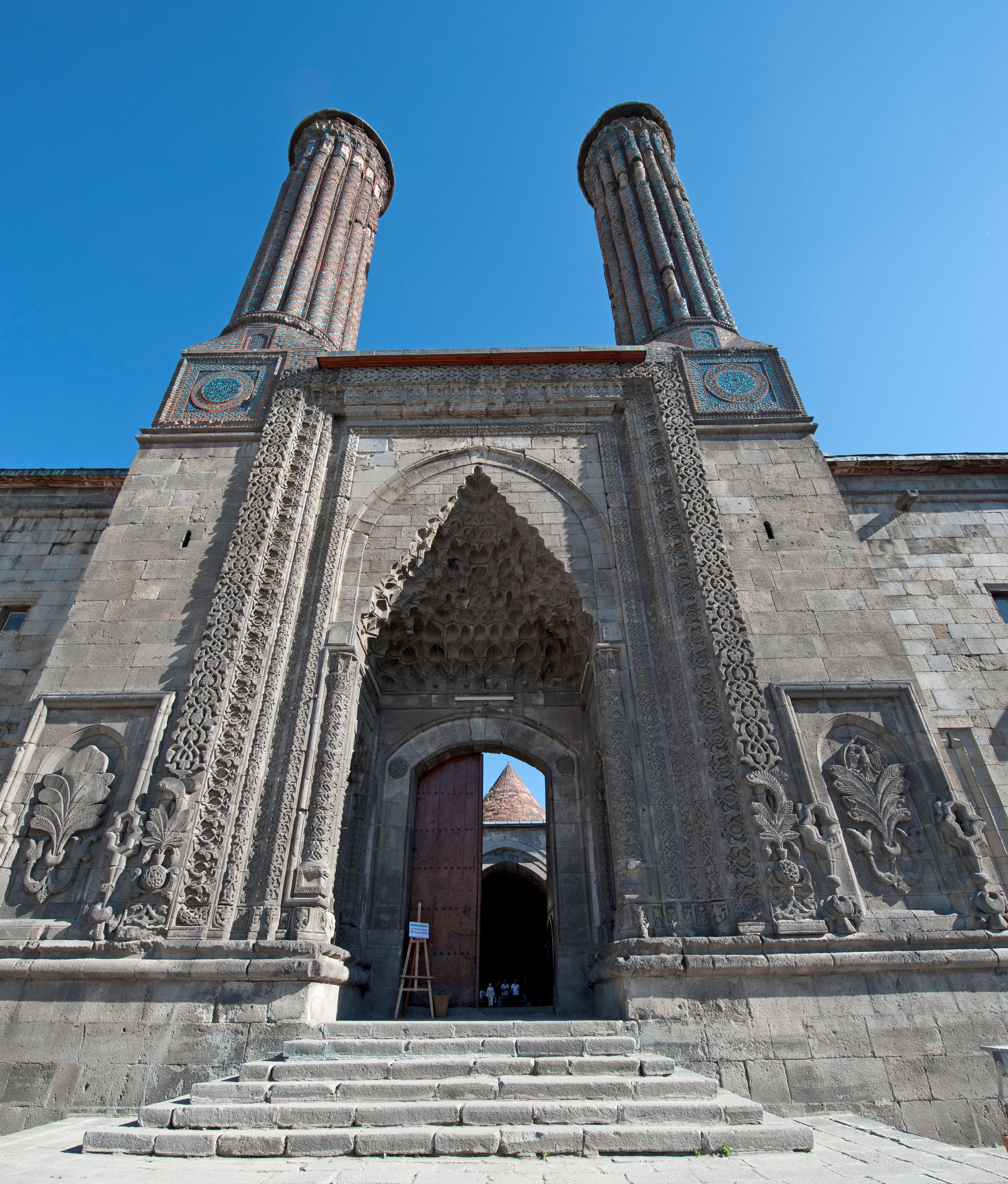
Madrassa Cifte Minareli d'Erzurum (c. 1250)

## Antecedents històrics
Els turcs seljúcides van crear l'Imperi seljúcida al segle XI, i conqueriren tot l'Iran i altres territoris extensos des de l'Hindú Kush fins a l'est d'Anatòlia i des d'Àsia Central fins al golf Pèrsic. El 1050, Esfahan es va establir com a capital de l'Imperi seljúcida sota Alp Arslan. L'origen d'aquesta tradició de construcció era Turkmenistan i l'Iran, on es construïren els primers edificis seljúcides. Les invasions mongoles i els terratrèmols, però, van destruir la majoria d'aquests edificis i només en resten uns pocs.
Després del declivi dels grans seljúcides a la fi del segle xii, algunes dinasties túrquiques van formar estats i imperis més petits. Una branca de la dinastia seljúcida governà un sultanat a Anatòlia, els zengites i ortúkides van governar l'Alta Mesopotàmia (coneguda com a Al-Yazira) i les àrees properes, i l'Imperi corasmi governà sobre l'Iran i Àsia Central fins a les invasions mongoles del segle xiii. L'edat d'or del seu imperi d'Anatòlia, amb la capital a Konya, fou a començament del segle xiii. Els seljúcides, durant la primera meitat del seu govern, no es van involucrar pas en moltes construccions, ja que estaven bregant en diferents guerres i tractant d'establir-se. Després d'aconseguir estabilitat política, van dedicar gran part de la seua energia a construir i la seua arquitectura.
L'autoritat seljúcida d'Anatòlia va declinar després de la seua derrota a mans dels mongols en la batalla del Kösedağ del 1243. A l'Anatòlia oriental, els mongols de l'Ilkanat van governar indirectament mitjançant vassalls seljúcides al principi i abans de prendre el control directe després del 1308. Van sorgir-hi principats i emirats més petits, coneguts col·lectivament com a beilicats. Fins i tot quan l'Imperi seljúcida s'estava afeblint en el s. XIII, la seua intensa activitat constructora no es va aturar pas. Malgrat aquest declivi, la tradició arquitectònica seljúcida va persistir en gran manera i va continuar evolucionant sota aquests nous governants.

## Arquitectura de l'Imperi seljúcida

### Principals monuments i tipus d'edificis
Els seljúcides van desenvolupar els seus tipus d'edificis únics, com el caravanserrall i la madrassa. El monument religiós més important del període seljúcida fou la mesquita aljama d'Esfahan, ampliada i modificada amb patrons seljúcides a la fi del segle XI i començament del s. XII. Se li van agregar dues cambres cupulades importants i innovadores a la fi del segle xi. A la primeria del segle xii es van erigir quatre grans iwans al voltant del pati donant lloc a la «planta de quatre iwans». La planta de quatre iwans va revolucionar la forma i funció de les mesquites de l'àrea i va introduir nous tipus d'edificis que incloïen madrasses i caravanserralls que es van estendre per l'Iran, Anatòlia i Síria. Poc després o alhora que el treball d'Esfahan, la planta de quatre iwans aparegué en mesquites com la mesquita aljama de Zavareh (construïda al voltant del 1135-1136) i la mesquita aljama d'Ardestan (renovada per un visir seljúcida el 1158-1160).
Una altra innovació dels seljúcides fou la «mesquita de quiosc». Aquest edifici es caracteritza per una planta inusual que consta d'una sala cupulada, i descansa sobre arcs amb tres costats oberts, que li donen el caràcter de quiosc. A més a més, els minarets fets pels seljúcides tenien una nova dimensió, i adoptaren la preferència iraniana per les formes cilíndriques amb elaborats patrons. Aquest estil era diferent dels típics minarets nord-africans de forma quadrada.
A la fi del segle xi, el visir seljúcida Nidham al-Mulk (que n'ocupà el càrrec entre el 1064 i el 1092) creà un sistema de madrasses estatals anomenades "mwj Niẓāmiyyas" (que duen el seu nom) en ciutats seljúcides i abbàssides que anaven des de Mesopotàmia fins al Gran Khorasan. Pràcticament cap d'aquestes madrasses fundades llavors ha sobreviscut, tot i que hi ha restes parcials d'una madrassa a Khargird, a l'Iran, amb un iwan i una inscripció que l'atribueix a Nidham al-Mulk. És clar, però, que els seljúcides van construir moltes madrasses en tot l'imperi en un període relativament curt, i difongueren així la idea d'aquesta institució i els models arquitectònics en què se'n basaren exemples posteriors. Tot i que les institucions de tipus madrassa semblen haver existit a l'Iran abans de Nidham al-Mulk, aquest període és considerat per molts el punt de partida de la proliferació de les primeres madrasses formals en la resta del món musulmà.

Es van construir grans caravanserralls com una manera de fomentar el comerç i afirmar l'autoritat seljúcida en el món rural. En general, eren un edifici amb una aparença exterior fortificada, un portal d'entrada monumental i un pati interior envoltat de sales. Alguns exemples notables, conservats només en part, en són els caravanserralls de Ribat-i Malik (c. 1068-1080) i Ribat-i Sharaf (segle xii) a Transoxiana i Khorasan, respectivament.

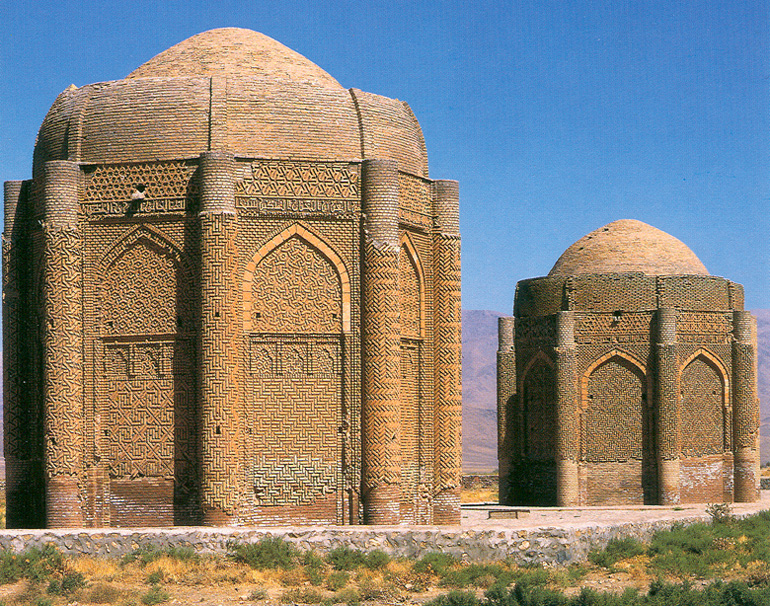
Torres de Kharraqan, mausoleus de prínceps seljúcides, del 1068 i 1093 a l'Iran
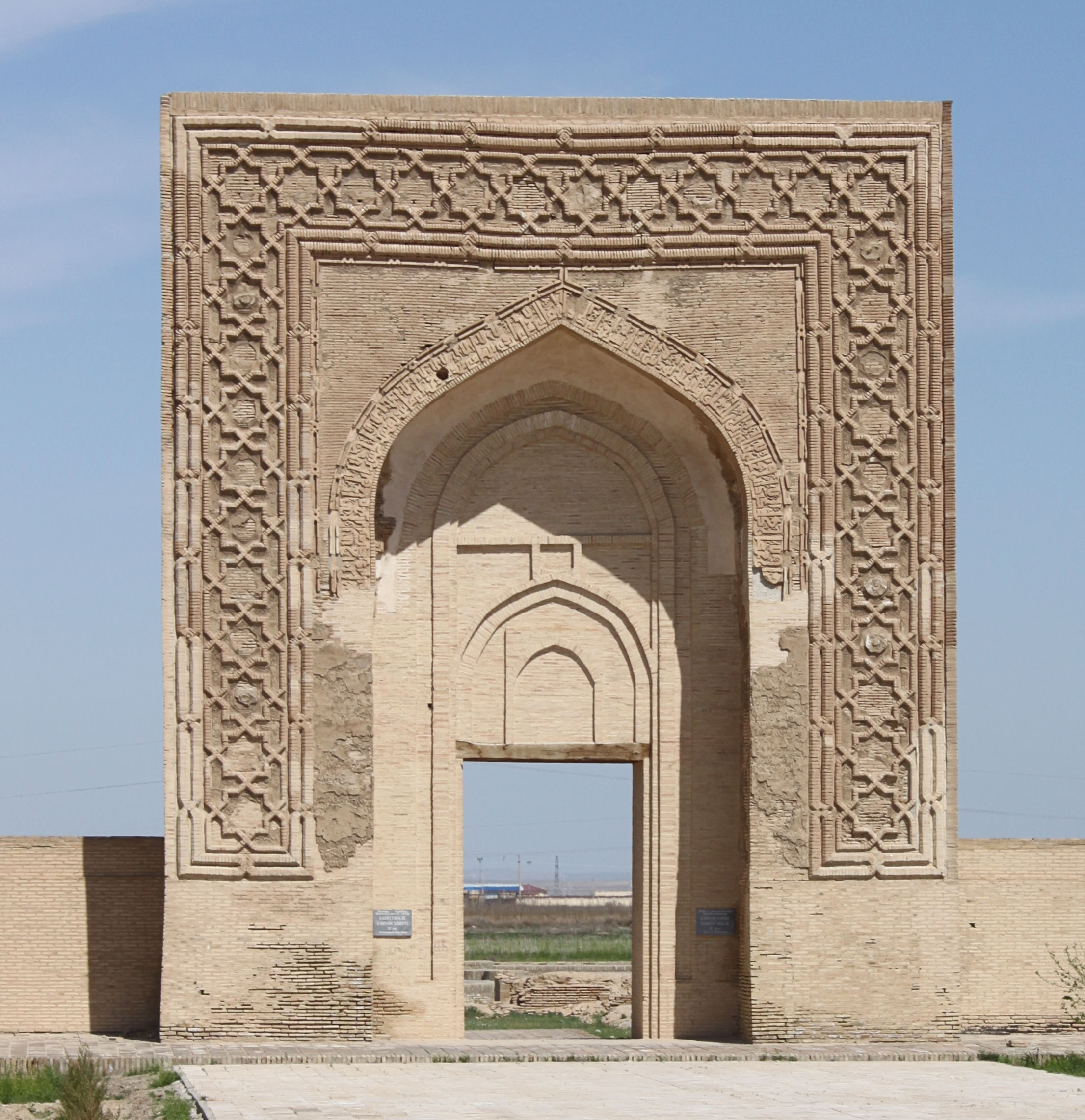
Portal d'entrada del caravanserrall de Rabati Malik a la carretera entre Bukharà i Samarcanda (c. 1068–1080)
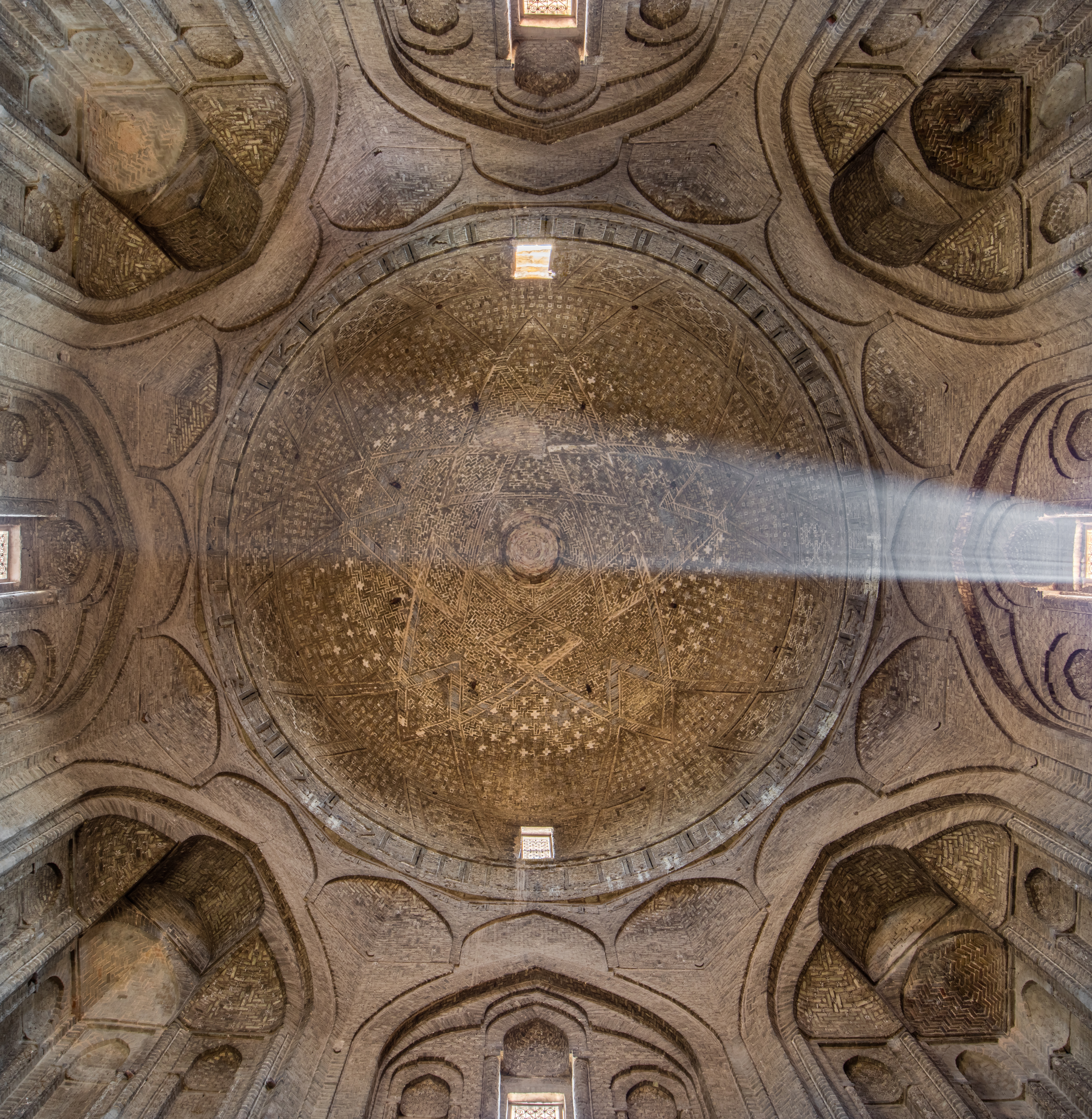
Cúpula a la mesquita aljama d'Esfahan, Patrimoni de la Humanitat, Iran, agregada el 1088-1089 pel visir seljúcida Taj-al-Mulk
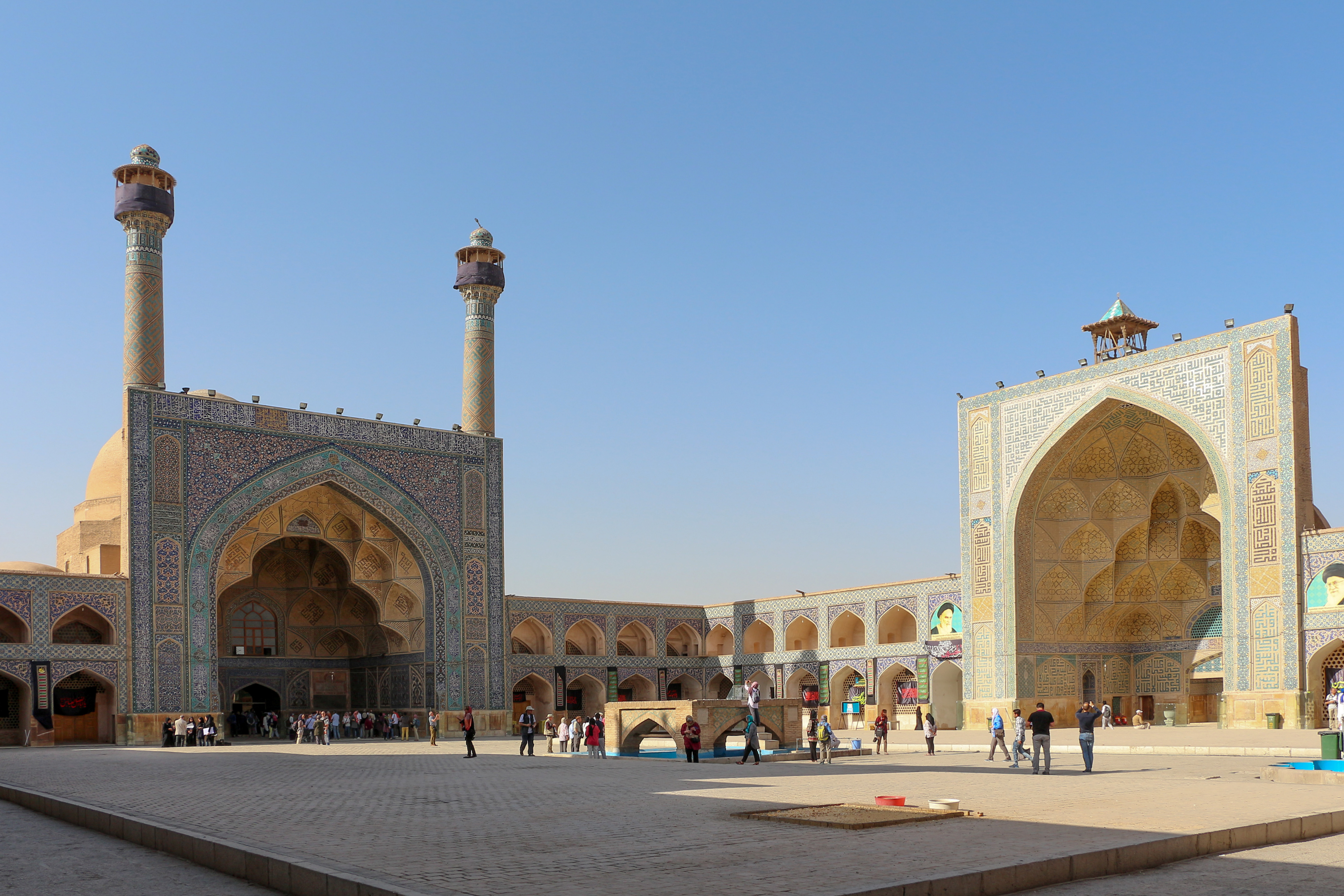
Pati de la mesquita aljama d'Esfahan, amb quatre iwans, del segle XII
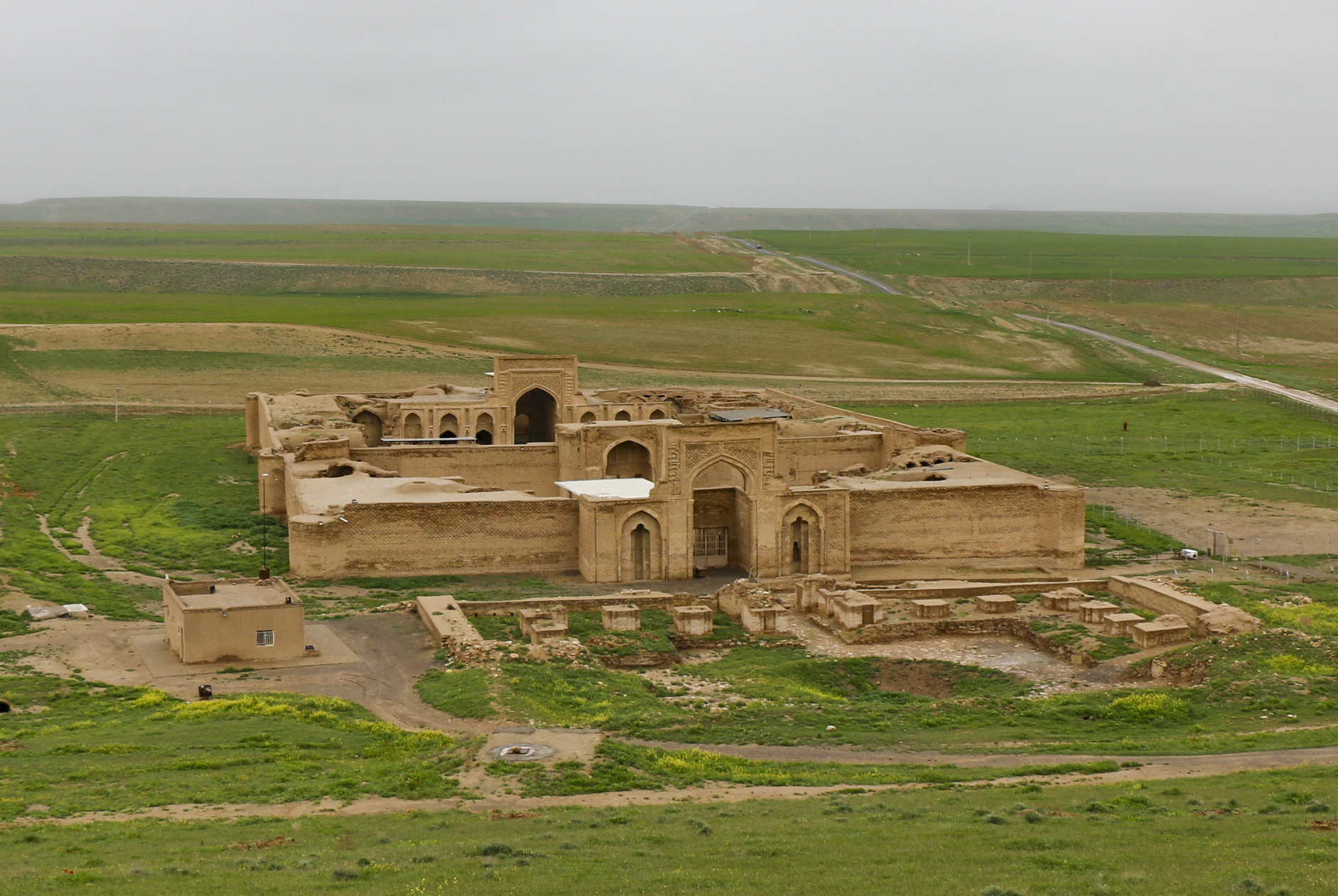
Caravanserrall de Ribat-i Sharaf a Khorasan (nord-est de l'Iran), del 1114-1115
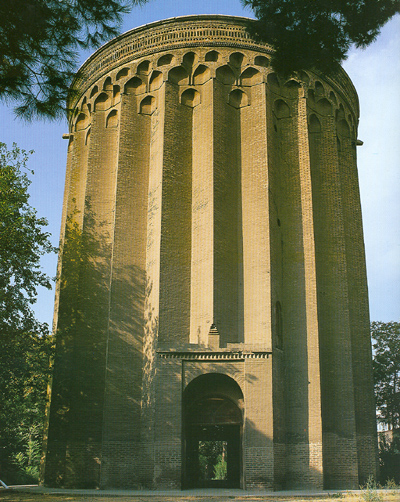
Torre Toghrol de Rayy, al sud de Teheran, del 1139, tomba del soldà Toghril Beg I
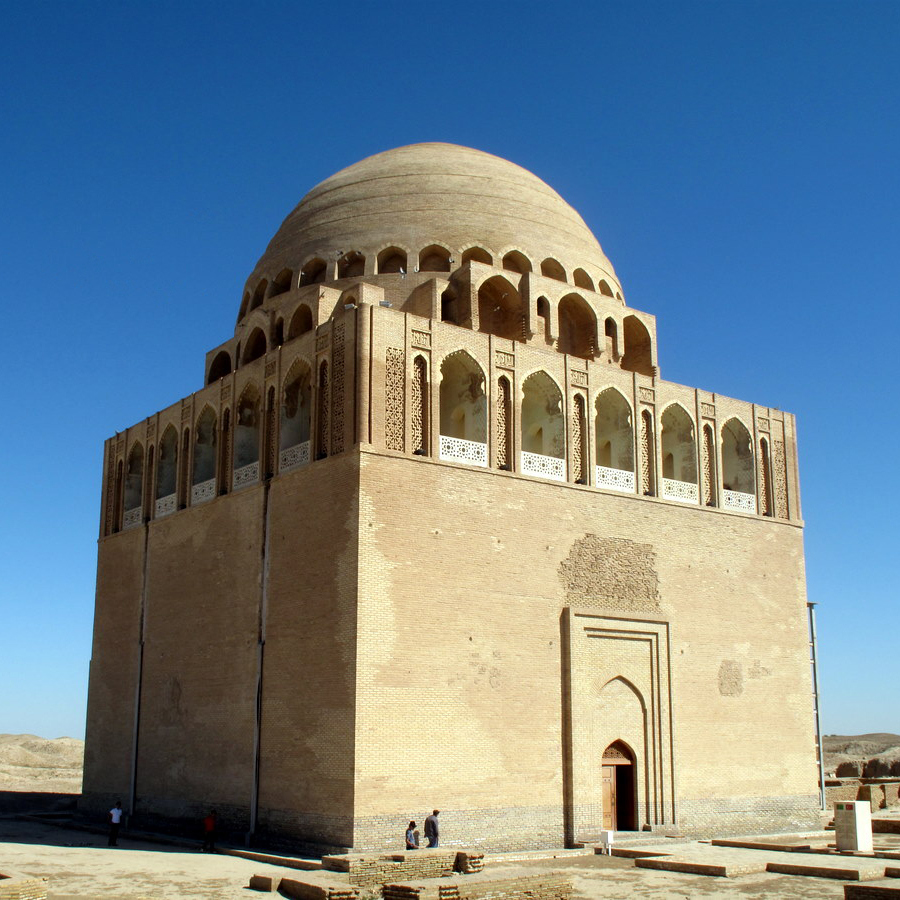
Mausoleu del sultà Àhmad Sanjar (c. 1152) a Merv (Turkmenistan)

### Materials i decoració

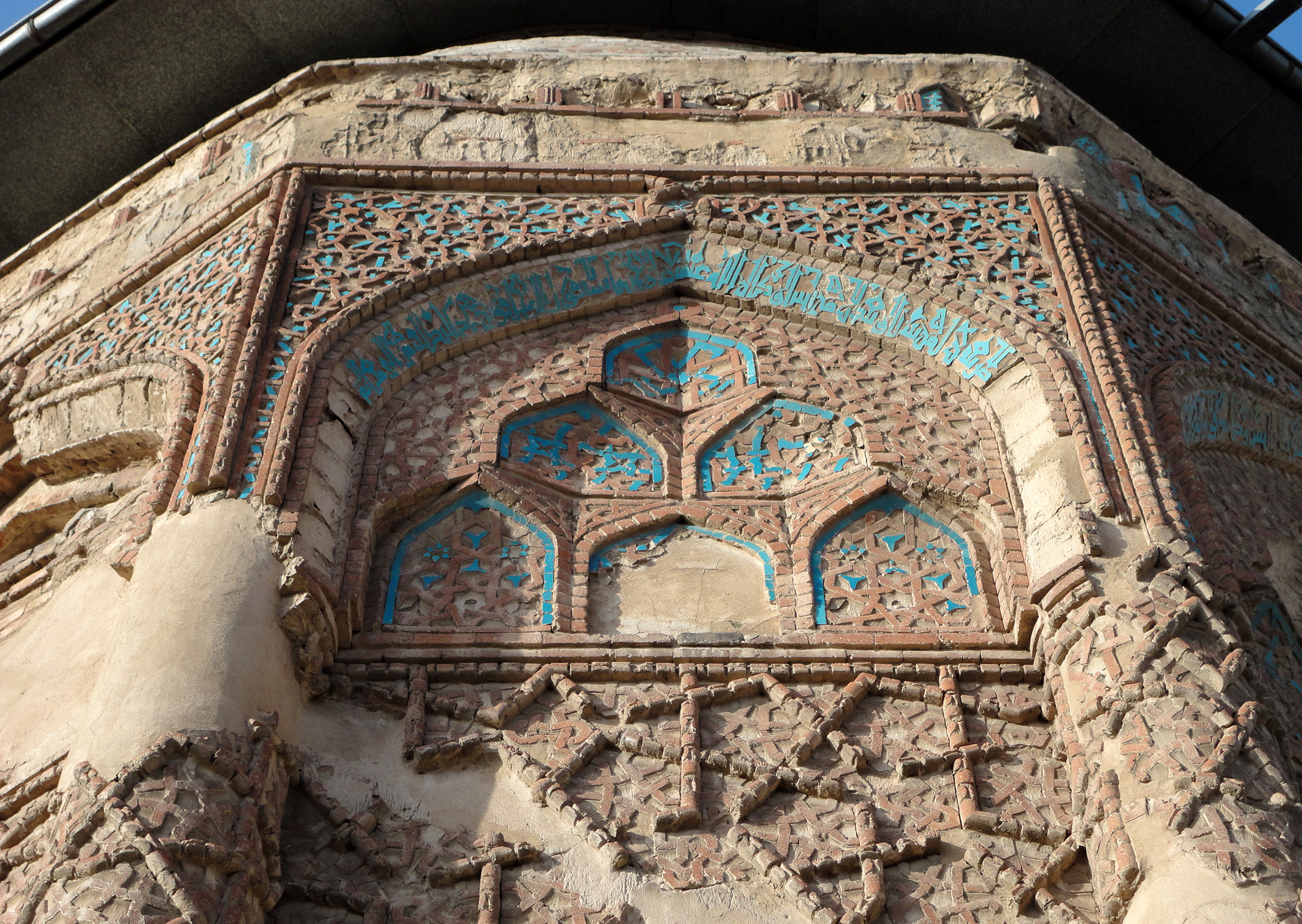
Combinació de decoració de maons i taulells a la tomba de Gonbad-e Kabud de Maragha (1196–1197)

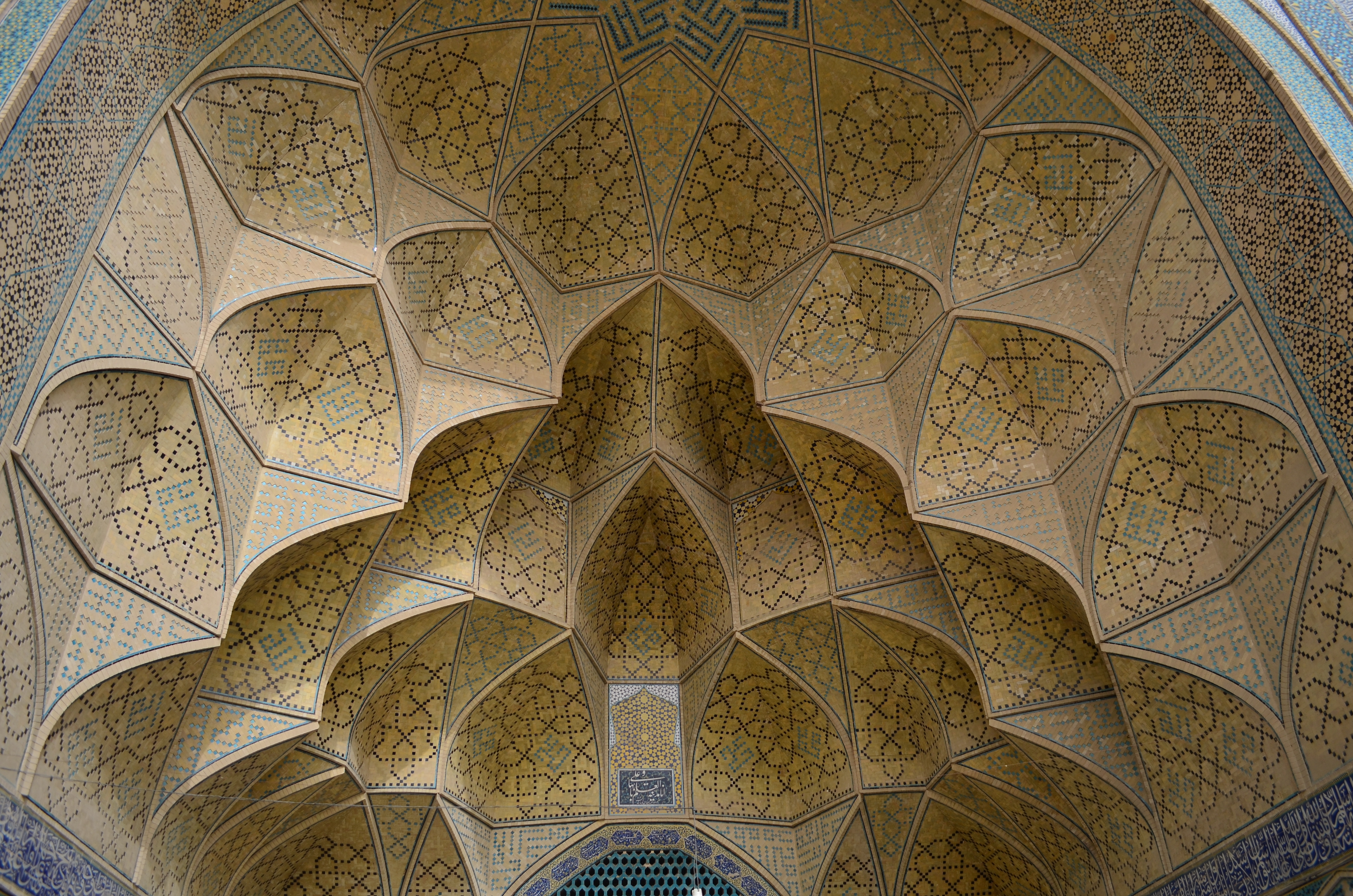
Mocàrabs a liwan meridional de la mesquita aljama d'Esfahan (segle XII)

L'escassetat de fusta en l'altiplà iranià feu que fos la rajola el material de construcció per excel·lència, particularment els maons enfornats d'alta qualitat. També va encoratjar l'ús de voltes i cúpules, i això va conduir a innovacions en els mètodes de suports estructurals. Els patrons d'unió dels aparells es van aprofitar per a obtenir un efecte decoratiu: combinant rajoles en diferents orientacions i alternant-les amb sortints, se'n feren diferents patrons. Aquesta tècnica arribà a l'auge al segle xi. En alguns casos, es van inserir en els espais entre els maons peces de taulells vidriades per a donar-hi més color i contrast. Les rajoles es podien gravar amb altres motius o tallar inscripcions a les façanes dels monuments.

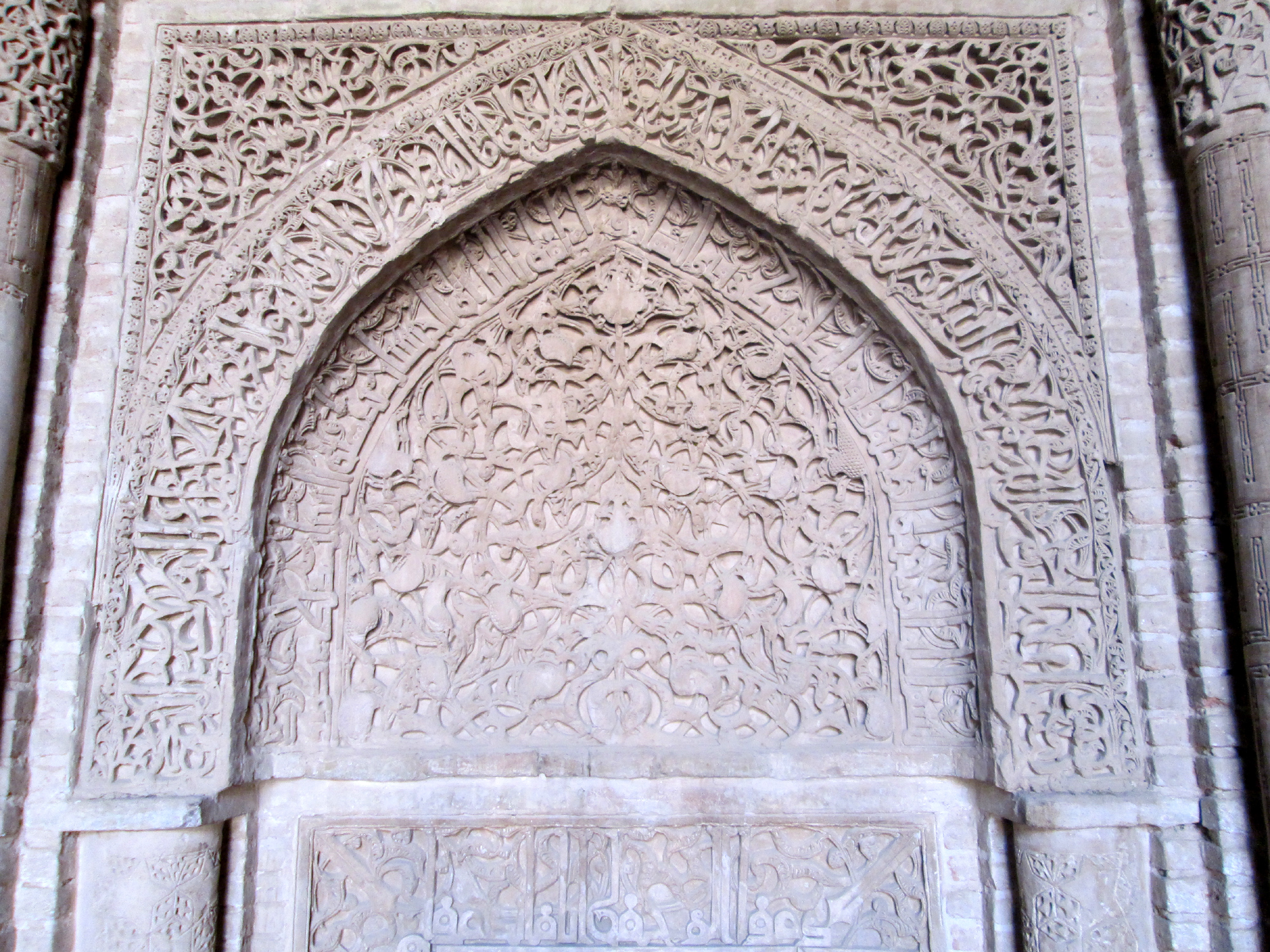
Mihrab amb decoració d'estuc tallat a la mesquita aljama d'Ardestan (circa 1160)

Si bé la decoració amb rajola va afavorir els motius geomètrics, també s'hi va utilitzar l'estuc o el guix per a revestir superfícies i aquest material podia tallar-se amb una gamma més àmplia de motius vegetals i florals (arabescos). Els taulells i el color tingueren més importància a la fi del segle XII i una extensa decoració de taulells vidriats apareix en molts monuments d'aquest segle. També hi hagué una tendència creixent a cobrir les parets i les grans àrees amb una decoració que n'amagava l'estructura. Aquesta tendència es feu més pronunciada en l'arquitectura posterior de l'Iran i l'Àsia Central.
Al segle xi es va difondre la decoració amb mocàrab arreu del món islàmic, tot i que els estudiosos no comprenen en coneixen els orígens exactes ni com se'n va estendre. Els mocàrabs s'empraren per a realitzar arcades i transicions entre elements estructurals, com entre una cambra quadrada i una cúpula redona (trompes). Es troben exemples primerencs de trompes amb mocàrabs en monuments iranians i d'Àsia Central durant els segles anteriors, però l'ús deliberat i significatiu dels mocàrabs és visible en edificacions seljúcides com en la mesquita aljama d'Esfahan.
Un signe tradicional dels seljúcides utilitzat en l'arquitectura era una estrela de vuit puntes que tenia un significat filosòfic, considerada com el símbol de l'existència i l'evolució eterna. Es poden trobar molts exemples d'aquesta estrela seljúcida en taulells, ceràmiques i estores del període seljúcida, i l'estrela fins i tot s'ha incorporat a l'emblema estatal de Turkmenistan. Un altre símbol seljúcida típic és la roseta de deu puntes o la gran quantitat de diferents tipus de rosetes als mihrabs seljúcides i en portals que representen els planetes que són, segons l'antiga tradició d'Àsia Central i les creences religioses xamàniques, símbols de l'altre món. Es poden trobar exemples d'aquest símbol en l'arquitectura.

## Arquitectura seljúcida d'Anatòlia

### Característiques generals
L'arquitectura seljúcida d'Anatòlia es concentra a les principals ciutats del període, com ara Konya (la capital principal), Kayseri, Sivas, Niğde i Erzurum; obres seljúcides, però, es poden trobar en quasi qualsevol ciutat de l'Anatòlia central i oriental. Al llarg de les costes, els seljúcides van ocupar Antalya i Sinope i van construir un nou port fortificat a Alanya. Els zengites i ortúkides, dues dinasties que al principi servien als grans seljúcides i després van controlar els seus propis regnes, també es van convertir en ciutats com ara Mossul, Amed, Heskif i Mardin en importants centres amb exemples arquitectònics que tingueren influència a llarg termini a les àrees més àmplies d'Anatòlia i Síria.
Els seljúcides d'Anatòlia governaren un territori multiètnic i acabat de poblar per musulmans. Com a resultat, la seua arquitectura fou eclèctica i adoptà influències d'altres cultures. La fluïdesa de la societat a la frontera del món islàmic, junt amb el fet que els seljúcides van gaudir d'un breu període de govern estable abans de la invasió mongola, els va impedir arribar a un estil arquitectònic "imperial" unificat. Si bé Konya fou un centre de mecenatge a començament del segle xiii, no imposà els seus propis estils artístics en altres ciutats. En canvi, l'arquitectura d'Anatòlia estigué fortament influenciada per la creativitat dels artesans autòctons i pels tallers mòbils d'artesans que viatjaven per l'àrea a la recerca de patrons. Juntament amb les influències perses, l'arquitectura seljúcida també estigué influenciada per l'arquitectura armènia, com per tenir arquitectes musulmans que nasqueren a l'Armènia històrica, i per tenir arquitectes i paletes armenis. Més tard, aquesta arquitectura d'Anatòlia es transmetria al Sultanat de Delhi. La influència d'altres cultures en els seljúcides d'Anatòlia també es pot veure per l'ús d'spolia en l'arquitectura seljúcida d'Anatòlia. Hi ha exemples d'arquitectura seljúcida anatòlica que utilitza material spolia en llocs visibles en edificis públics dels centres i en entrades de les ciutats, com en la Madrassa Atabey Ertokuş d'Atabey-Ispata, a Turquia. L'alta qualitat de l'spolia en certs casos, combinada amb les lleis vigents que impedien la demolició d'importants edificis públics, ajudà a preservar elements d'antigues tradicions arquitectòniques.

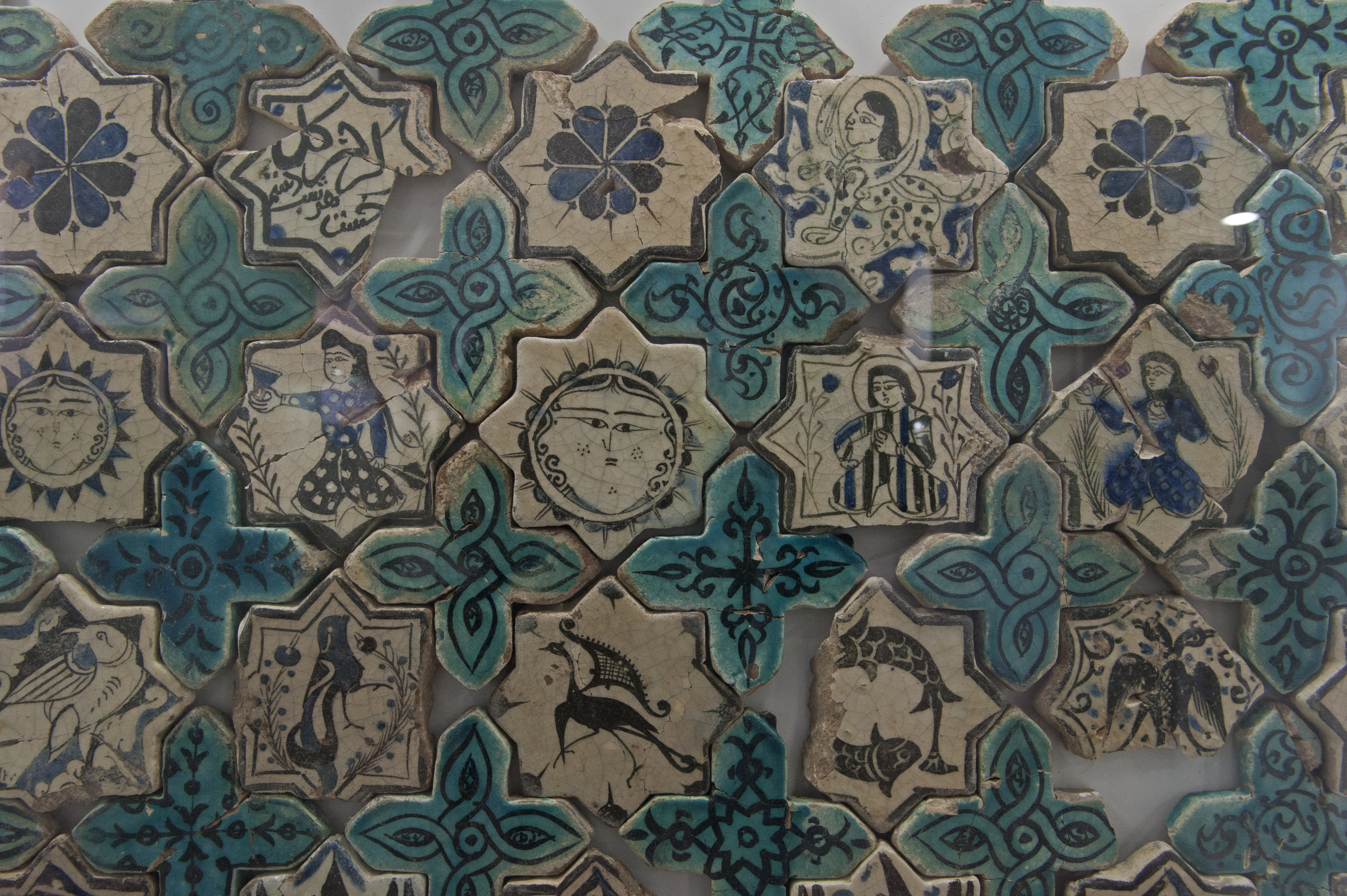
Decoració de mosaics seljúcides del Kubadabad (Anatòlia, segle XIII)

En contrast amb les construccions seljúcides de més a l'est, l'arquitectura d'Anatòlia era feta de pedra i la majoria dels monuments es van preservar fins als temps moderns. La majoria d'obres seljúcides d'Anatòlia són de pedra llaurada, i reserven la rajola per als minarets. L'ús de pedra a Anatòlia és la major diferència amb els edificis seljúcides de l'Iran, que són de rajola. En la construcció de caravanserralls, madrasses i mesquites, els seljúcides d'Anatòlia van traduir l'arquitectura seljúcida iraniana de rajola i guix a l'ús de pedra. La decoració en l'arquitectura seljúcida d'Anatòlia es concentrà en certs elements com ara els portals d'entrada, les finestres i els mihrabs de les mesquites. El tallat en pedra fou un dels mitjans de decoració més reeixits, amb motius que van des dels primers estucs iranians fins als motius locals bizantins i armenis. També es van utilitzar mocàrabs. Les madrasses de Sivas i d'Ince Minareli de Konya se'n troben entre els exemples més notables, mentre que la Gran Mesquita i Hospital de Divriği es distingeix per la decoració de pedra en relleu més extravagant i eclèctica al voltant dels seus portals d'entrada i mihrab. L'estil sirià de marbre ratllat ablaq també apareix al portal d'entrada de la Madrassa Karatay i en la Mesquita Alaeddin de Konya. Tot i que els taulells s'usaven comunament a l'Iran, l'arquitectura d'Anatòlia innovà en l'ús de revestiments de taulells per a cobrir superfícies senceres independentment d'altres formes de decoració, com es pot veure en la Madrassa Karatay.
Els seljúcides d'Anatòlia emfasitzaven molt l'hospitalitat combinada amb rituals de devoció. Aquestes creences impulsaren la creació d'edificis com caravanserralls, albergs i altres, per donar refugi i menjar als viatgers. Les madrasses no sols s'usaven per a l'ensenyament, sinó que també albergaven rituals i allotjament als convidats. Les múltiples orientacions de la madrassa mostren la seua adaptabilitat a les situacions religioses canviants. També hi havia rituals en oferir hospitalitat als convidats. El ritual consistia a presentar primer un menjar al visitant, després portar els convidats a banyar-se i després oferir fruites i dolços abans d'escoltar la recitació de l'Alcorà. Les cabanes i edificis similars servien com a animats centres comunitaris que estaven connectats amb el món exterior. Aquestes edificacions mostren la mobilitat social a Seljuk i l'èmfasi en la comoditat i la generositat.

### Mesquites
L'arquitectura de la mesquita seljúcida d'Anatòlia és una combinació de la cultura turcoislàmica i les tradicions anatòliques. La planta de quatre iwans, desenvolupada sota els primers seljúcides a l'Iran, no apareix pas en les mesquites seljúcides d'Anatòlia. Les mesquites aljames (també conegudes com Ulu Cami o ‘gran mesquita’') construïdes pels seljúcides d'Anatòlia incloïen construccions hipòstiles més conservadores amb plans de planta menys tradicionals. Les edificacions hipòstiles tenien amplis passadissos amb fileres de columnes o pilars. Els principals exemples en són la Gran Mesquita de Sivas (1197) i la Mesquita Alaeddin de Konya (construïda en molts períodes entre el 1156 i el 1235, amb afegits posteriors). La majoria de les grans mesquites del segle xii a les àrees del sud-est i del nord-est de l'Imperi seljúcida tenien una cúpula davant del mihrab. Els minarets de les mesquites seljúcides es van construir de pedra o rajola, generalment descansant sobre una base de pedra, i solien tenir un eix cilíndric o poligonal que és menys esvelt que els minarets otomans posteriors. A vegades s'embellien amb rajoles o decoració de ceràmica vidriada fins al nivell de les balconades.
El tipus més menut de mesquita és el «mescid» (de l'àrab masjid). Evolucionà al segle xiii a l'Anatòlia central i es componia d'una cambra quadrada amb cúpula. Aquest tipus de mesquita podia ser una edificació independent o integrar-se en un edifici més gran. Un altre tipus de mesquita petita és la de la ciutadella, o «kale mescidi», que aparegué a l'est de Turquia durant el segle xii. Aquestes mesquites de ciutadella tenien plantes més complexes en comparança a altres mesquites petites, amb un interior dividit en corredors coberts amb voltes de canó i de creueria. Exemples d'aquest tipus són les mesquites ciutadella de Divriği (1180-1181) i d'Erzurum (segle xii).
També es van construir mesquites de tipus «basilical», anomenades així perquè tenien un disseny més lineal, amb un eix llarg alineat amb el mihrab i l'alquibla (direcció de l'oració). Aquest tipus té els antecedents en les mesquites ciutadella del segle xii i pot haver estat influenciat per l'arquitectura local de les esglésies. Exemples més desenvolupats es donaren en el segle xiii, com ara la mesquita d'Alaeddin de Niğde (1223), que té tres «naus» que corren longitudinalment cap al mur de l'alquibla i tres cúpules que cobreixen les buits davant d'aquesta paret. La mesquita Burmali Minare i la mesquita Gök Madrassa, totes dues a Amasya i del segle xiii, també tenen planta basilical, però les tres cúpules es col·loquen en línia sobre la nau central perpendicular al mur de l'alquibla. La col·locació de cúpules d'aquesta manera accentuà la tradició existent de col·locar una cúpula enfront del mihrab.
La Gran Mesquita de Divriği (1228-1229) té un disseny que pot ser tant hipòstil com basilical. Consta de tres naus, la central més àmplia. Una cúpula cobreix un buit quadrat davant del mihrab i una altra cúpula perforada amb un òcul cobreix el tram al bell mig de la mesquita. Se'n poden trobar trets semblants en la Mesquita de Hunat Hatun o Huand Hatun de Kayseri, que forma part d'un conjunt més gran dels segles 1237-1238. Aquesta mesquita té una nau central que s'emfasitza amb dues cúpules (una enfront del mihrab i una altra al mig de la mesquita), amb més naus o passadissos. Les naus laterals corren paral·leles al mur de l'alquibla i perpendiculars a la nau central. La cúpula del mig és una construcció del segle xix que cobreix el que al principi era un petit pati descobert. La mateixa disposició amb dues cúpules, una de les quals era originàriament un petit pati obert, es troba en la Gran Mesquita (Ulu Cami) de Kayseri, fundada el 1135 pels danixmendites, i restaurada i modificada diverses vegades en segles posteriors, fins i tot pels seljúcides el 1205-1206.
La «mesquita de fusta», una variació de la mesquita hipòstila amb columnes i sostres de fusta, va sorgir al centre occidental d'Anatòlia en el segle xiii. L'exemple més antic n'és la Gran Mesquita de Sivrihisar (1232), i altres exemples són la gran mesquita de Afyonkarahisar (1272) i la d'Arslanhane d'Ankara (c. 1290). L'exemple més reeixit n'és la Mesquita Esrefoglu de Beyşehir, construïda el 1297 pels eshrefids, una dinastia Beylik de curta durada. Les columnes de fusta d'algunes d'aquestes mesquites estan tallades de forma ornamentada, i podrien haver estat influïdes pel passat dels túrquics de l'Àsia Central i les seues grans tendes sostingudes per pals de fusta tallats de manera semblant.

Al sud-est d'Anatòlia, que estava sota el control de les dinasties artúquides, un dels monuments més notables n'és la gran mesquita de Diyarbakir. Originàriament fundada en el segle VII, fou reconstruïda pels artúquides en el segle xii. És semblant en forma a la mesquita dels Omeies de Damasc i les seues façanes del pati reutilitzen elements clàssics romans amb motius islàmics. Una altra mesquita artúquida important de l'àrea és la mesquita aljama iniciada el 1204 a Kızıltepe (també coneguda com Dunaysir o Koçhisar), que hi té un disseny similar i destaca pel tallat de pedra del mihrab. Més tard, sota els beilicats, l'arquitectura de la mesquita es diversificà, amb exemples com la mesquita aljama Saruhanid (Ulu Cami) de Manisa (1371), la d'Isa Bey de Selçuk (1374) i la d'Ilyas Bey de Milet (1404). A mesura que passaven els anys, va haver-hi un èmfasi creixent en l'àrea cupulada enfront del mihrab, que acabà culminant en les mesquites cupulades de l'arquitectura otomana.

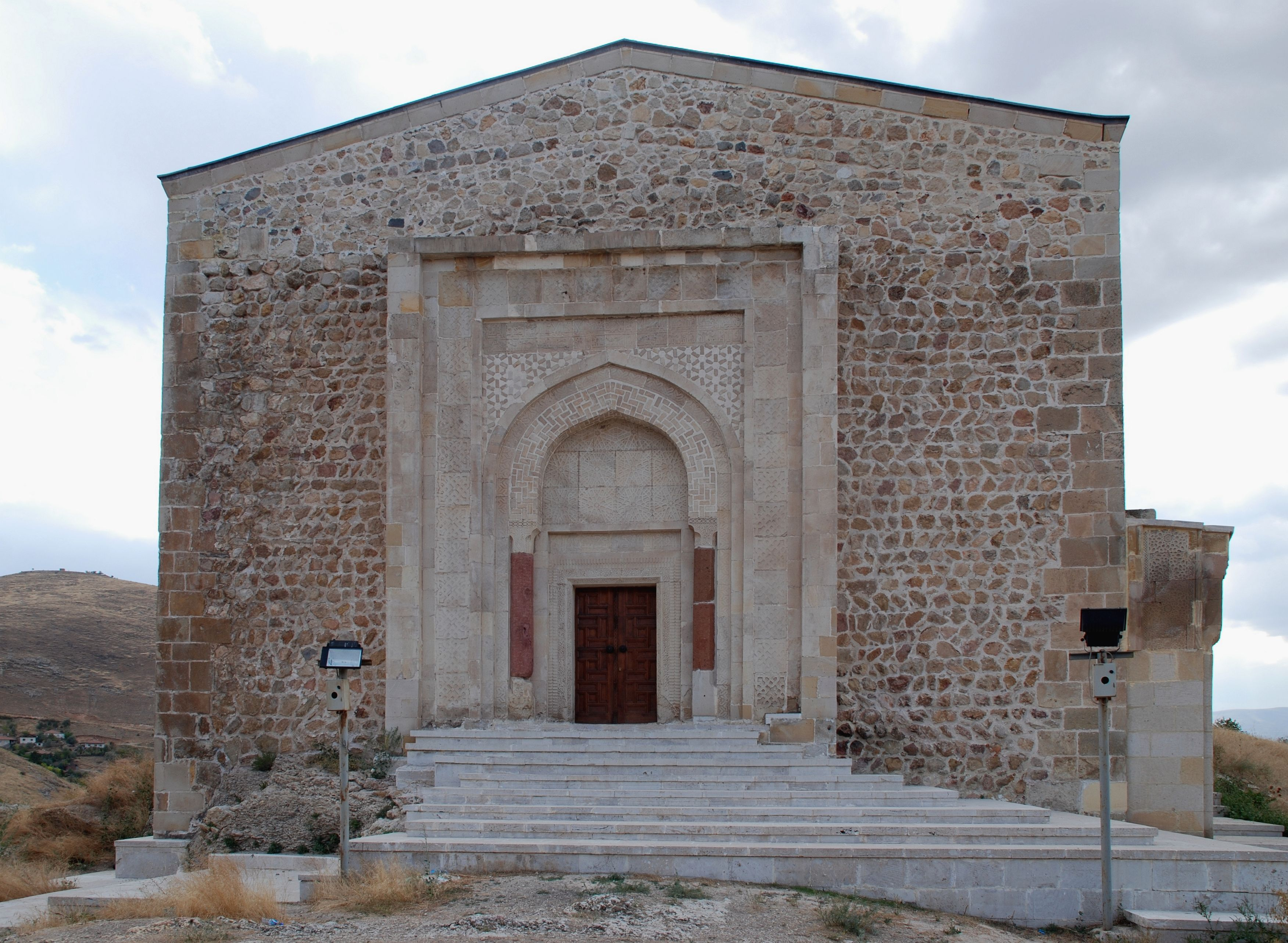
Mesquita de la Ciutadella de Divriği (1180-1181)
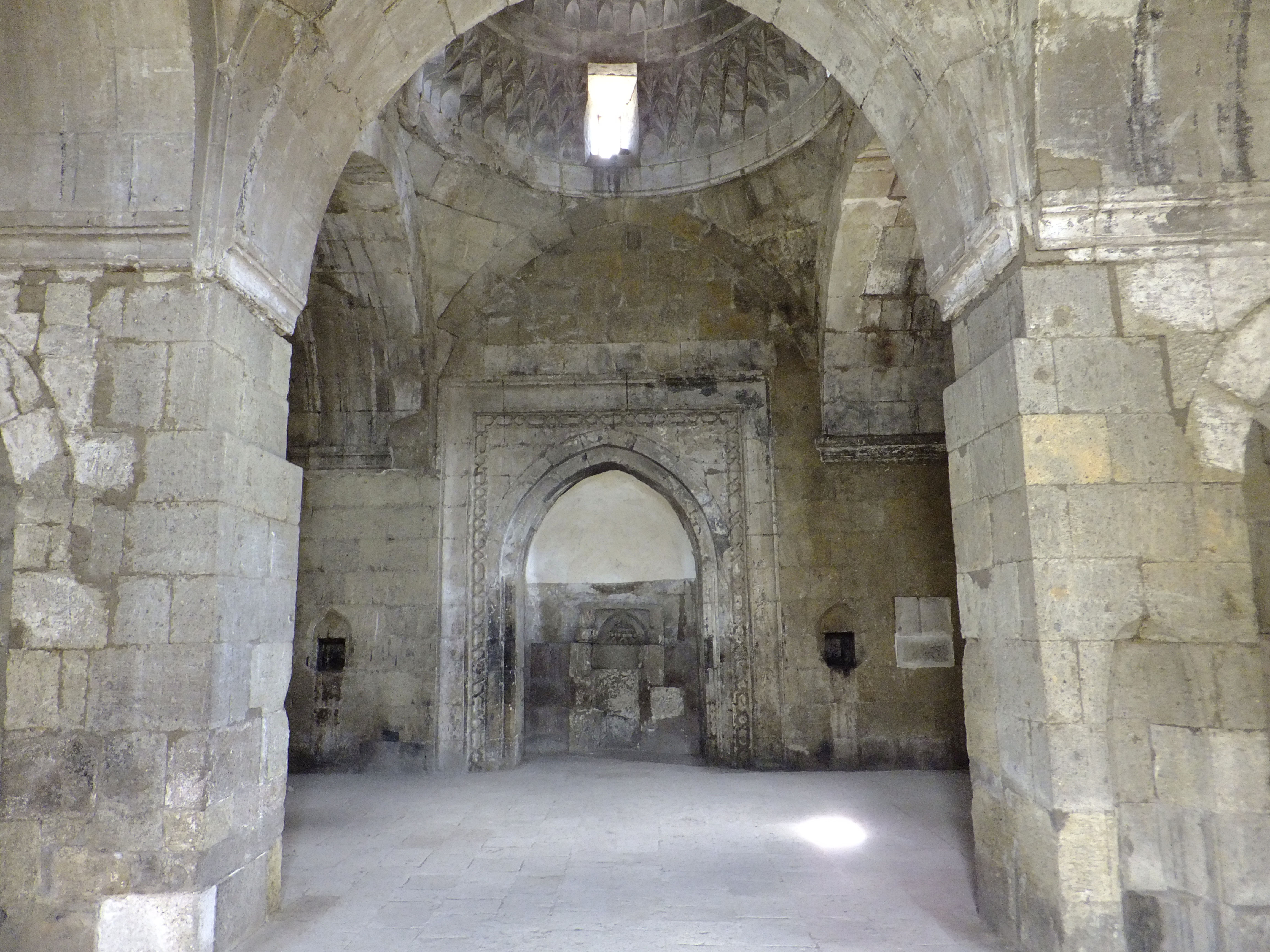
Interior de la mesquita de la ciutadella d'Erzurum (s. XII)
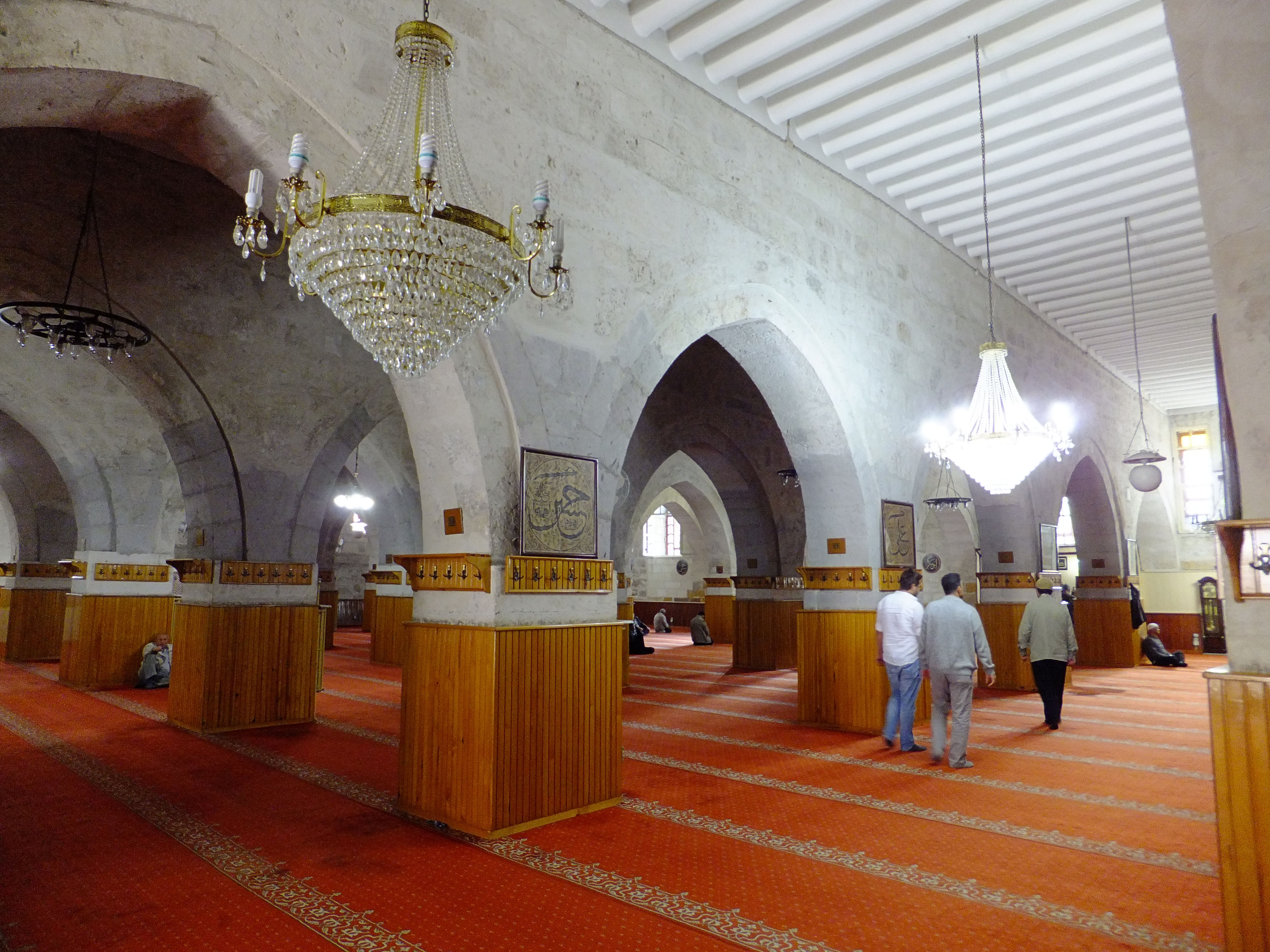
Gran mesquita de Sivas (1197)
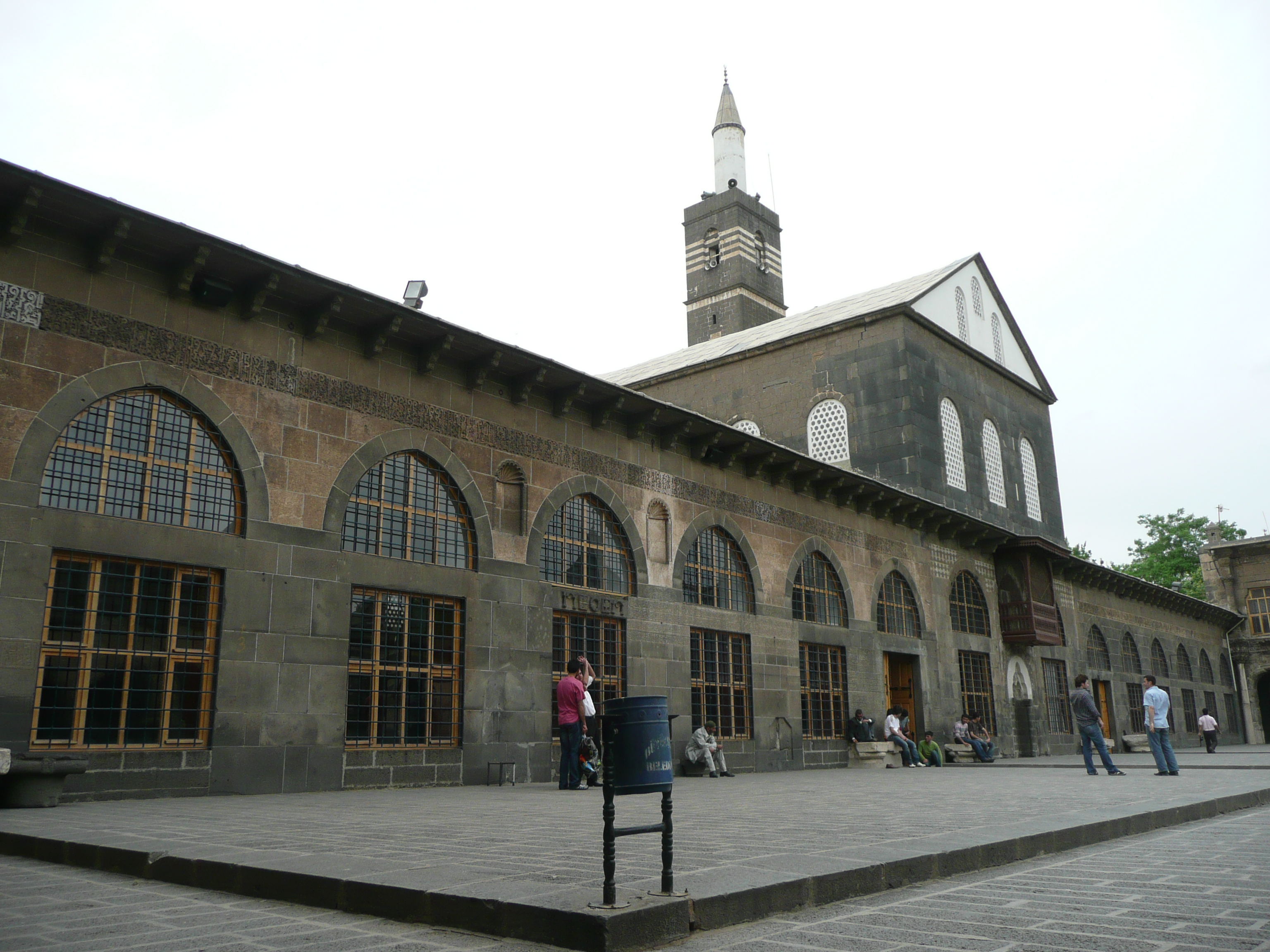
Gran mesquita de Diyarbakir (fundada el s. VII, reconstruïda al XII)
Façana del pati oriental de la gran mesquita de Diyarbakir
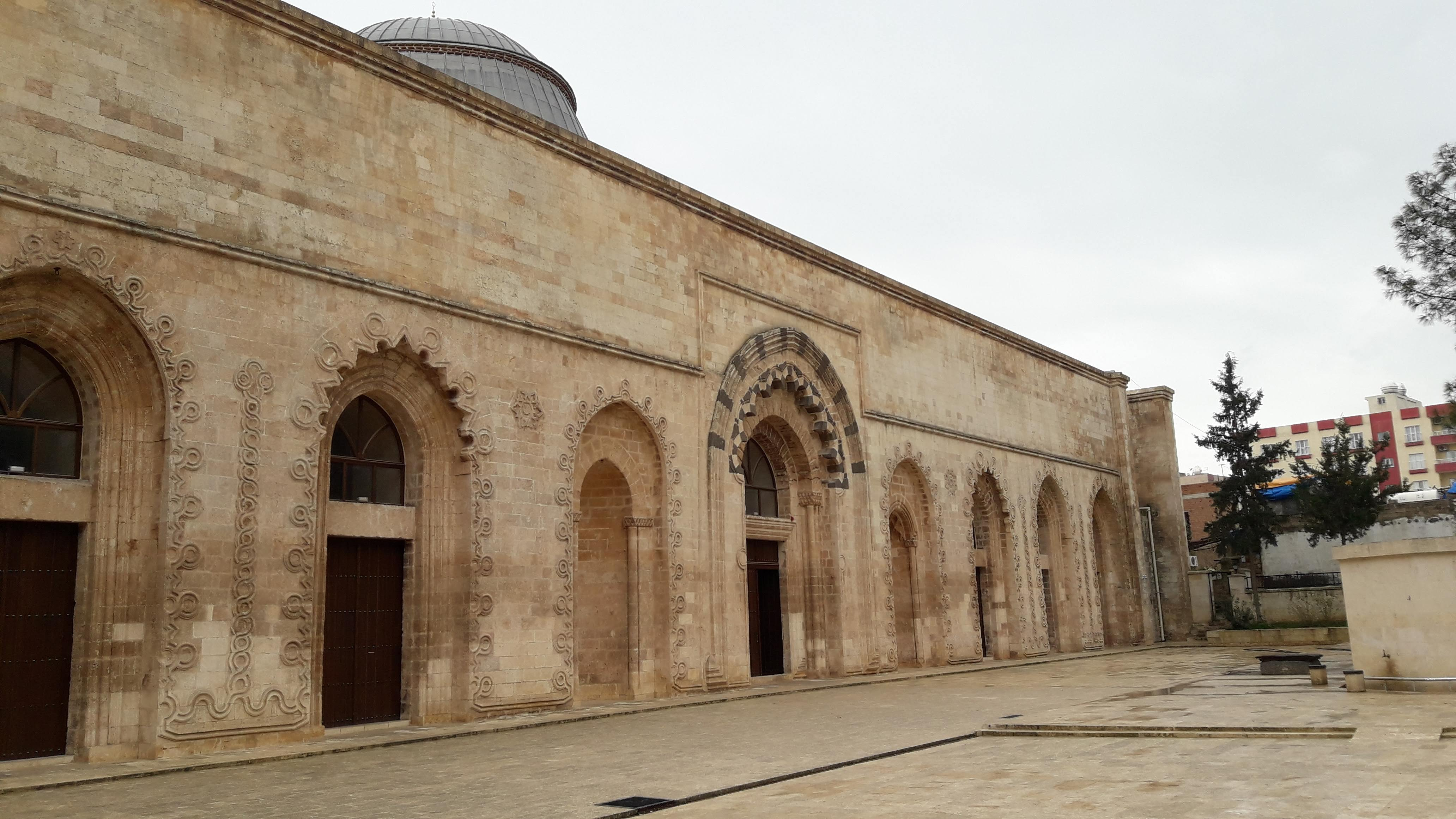
Façana de la gran mesquita de Kızıltepe, iniciada pels ortúkides el 1204
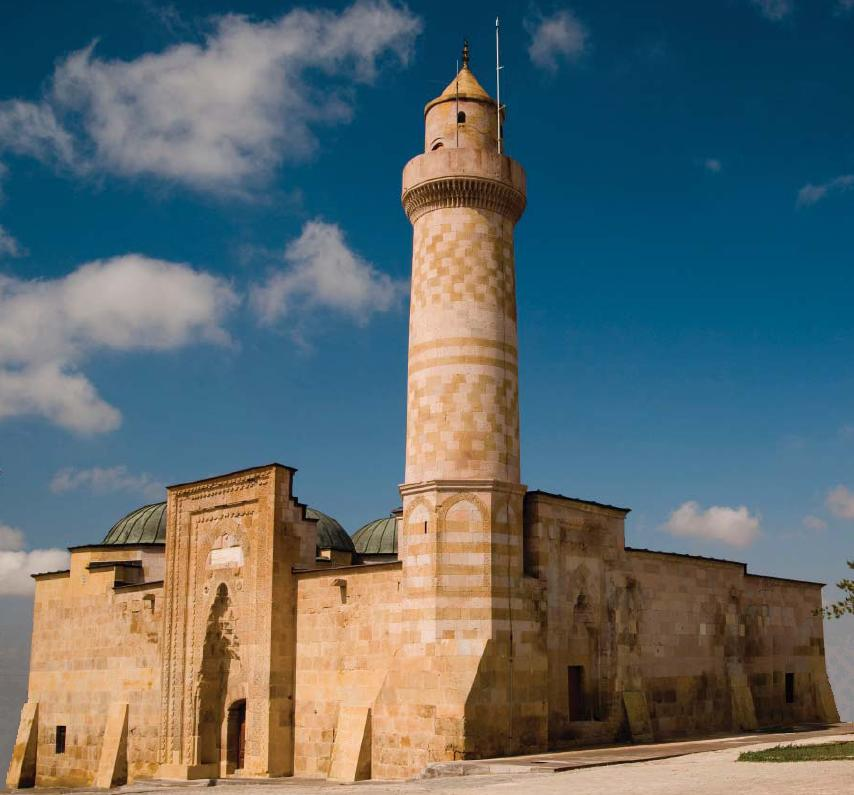
Mesquita Alaeddin de Niğde (1223)
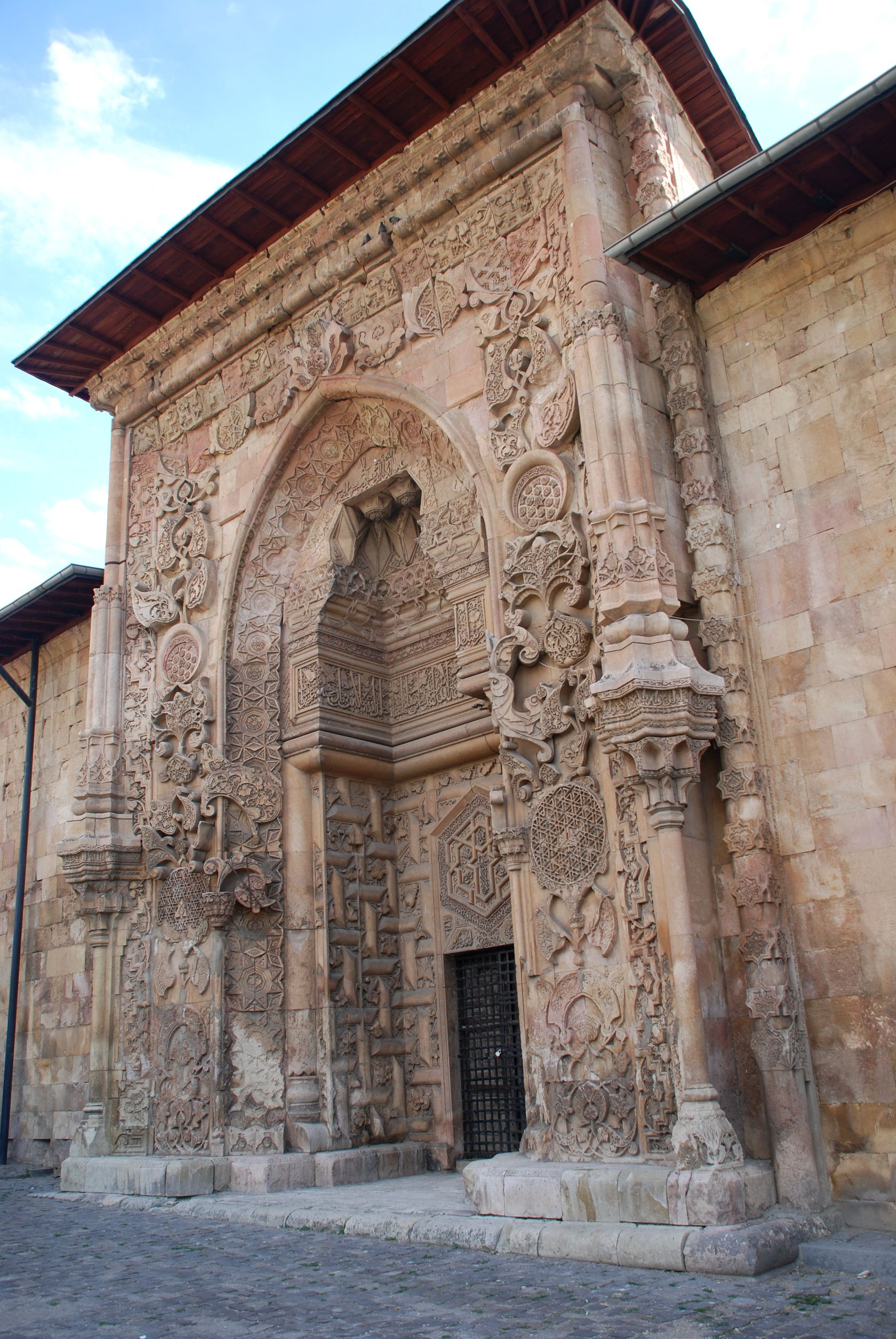
Portal de la gran mesquita de Divriği (1228-1229)
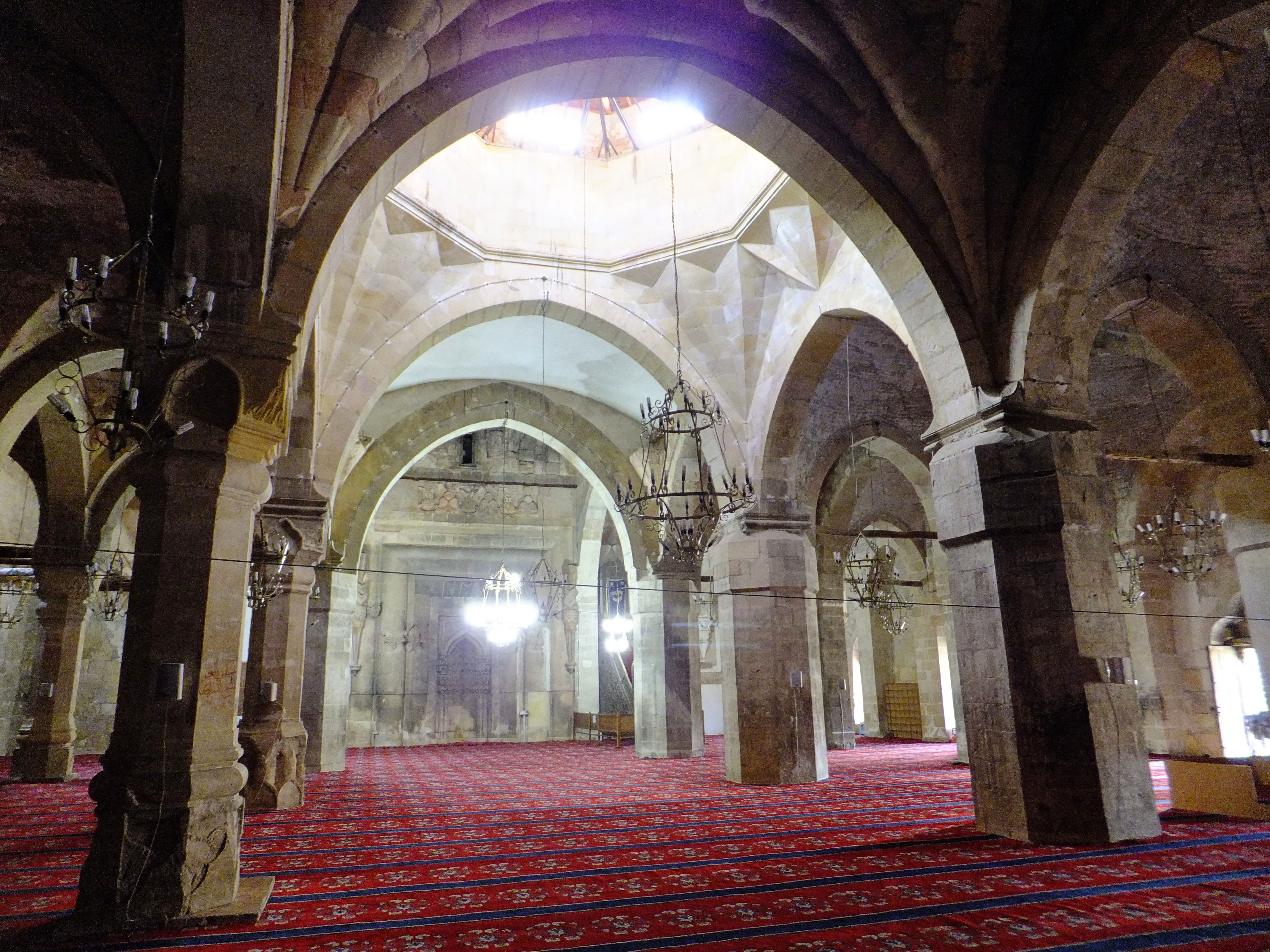
Interior de la Gran Mesquita de Divriği
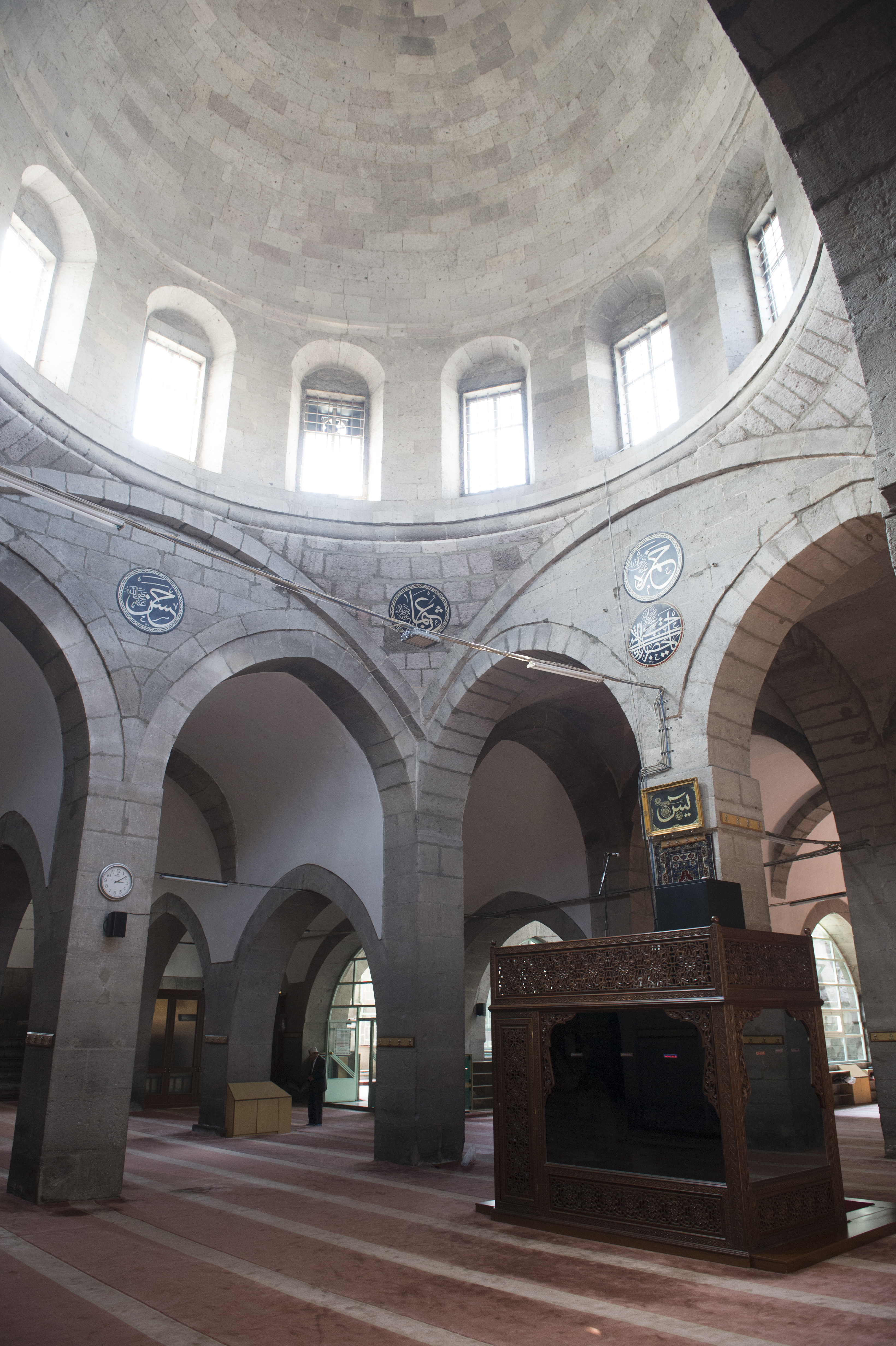
Cúpula (originalment un pati) en la Mesquita Hunat Hatun de Kayseri (1237-1238)
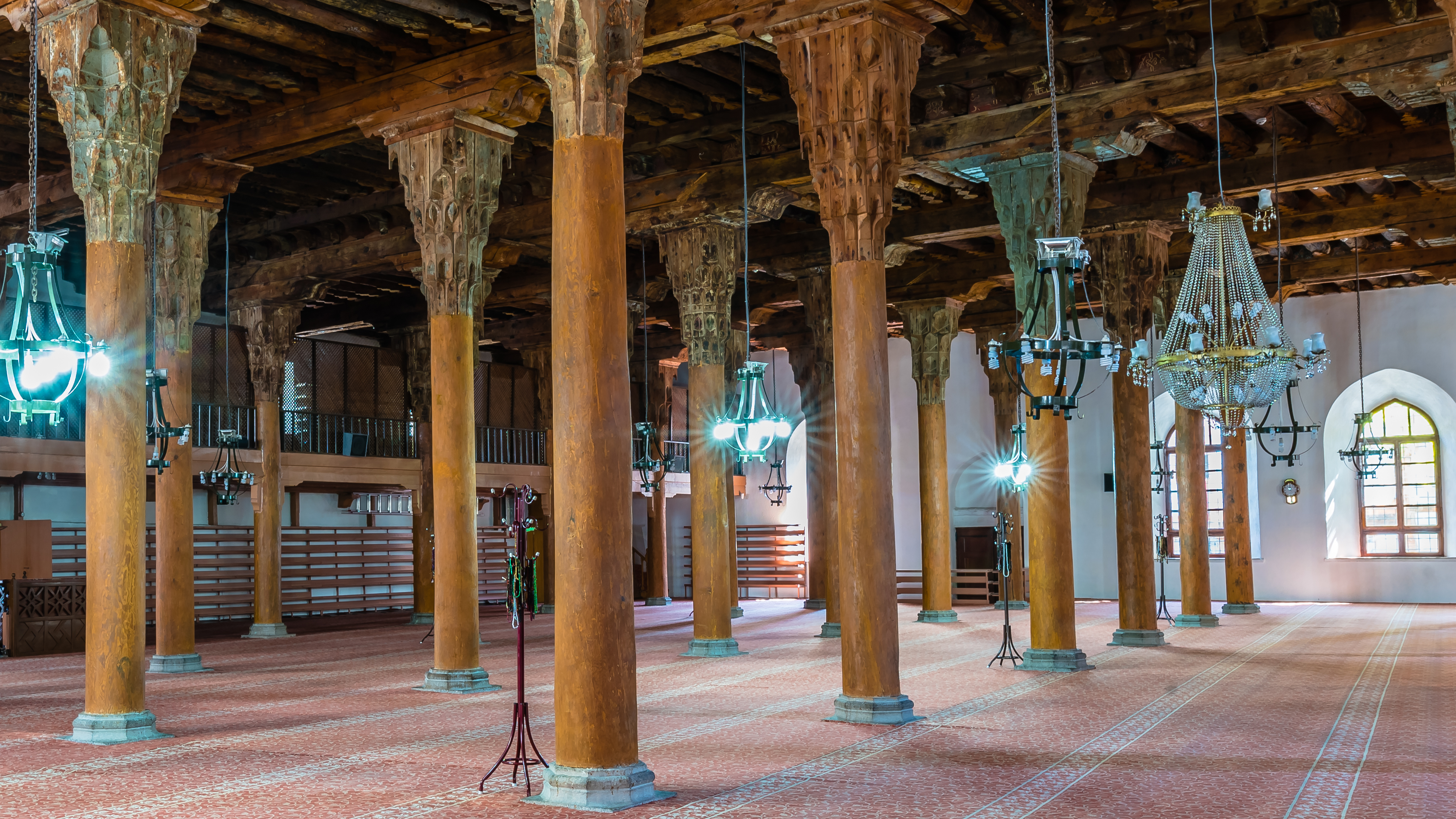
Gran Mesquita d'Afyonkarahisar (1272): mesquita hipòstila de fusta
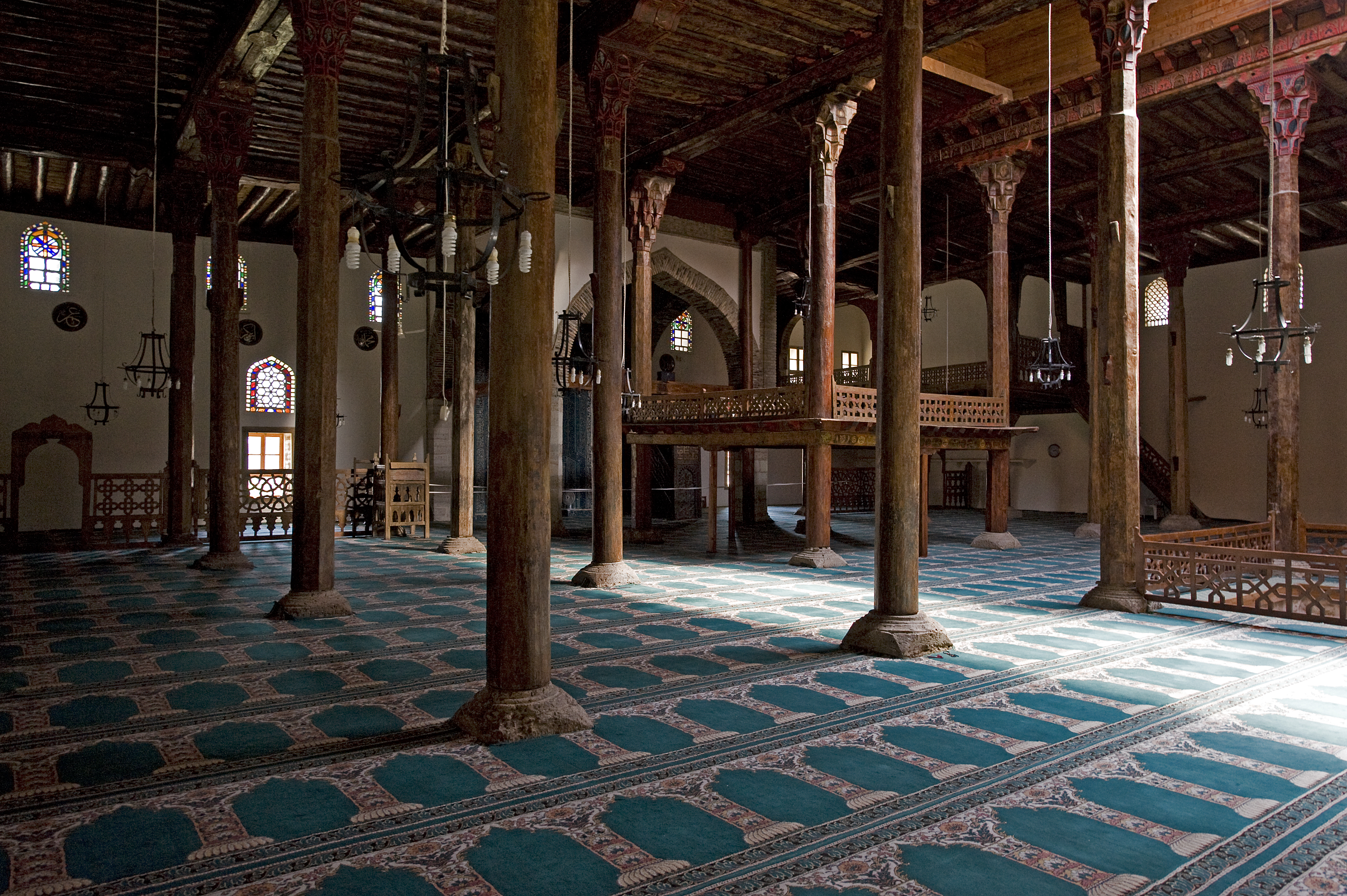
Mesquita Esrefoglu de Beyşehir (1297), amb columnes de fusta
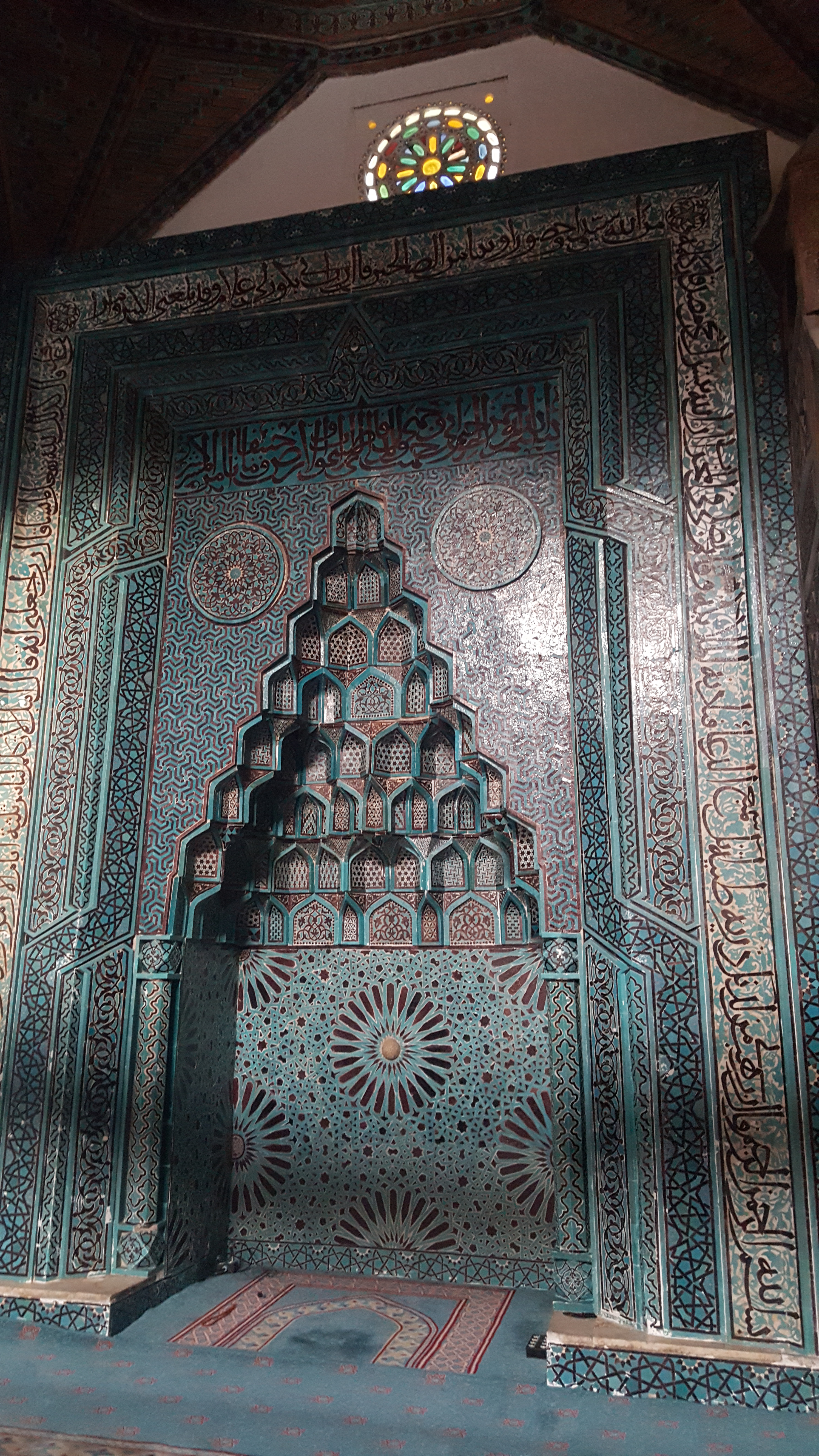
Mihrab de la Mesquita Eşrefoğlu
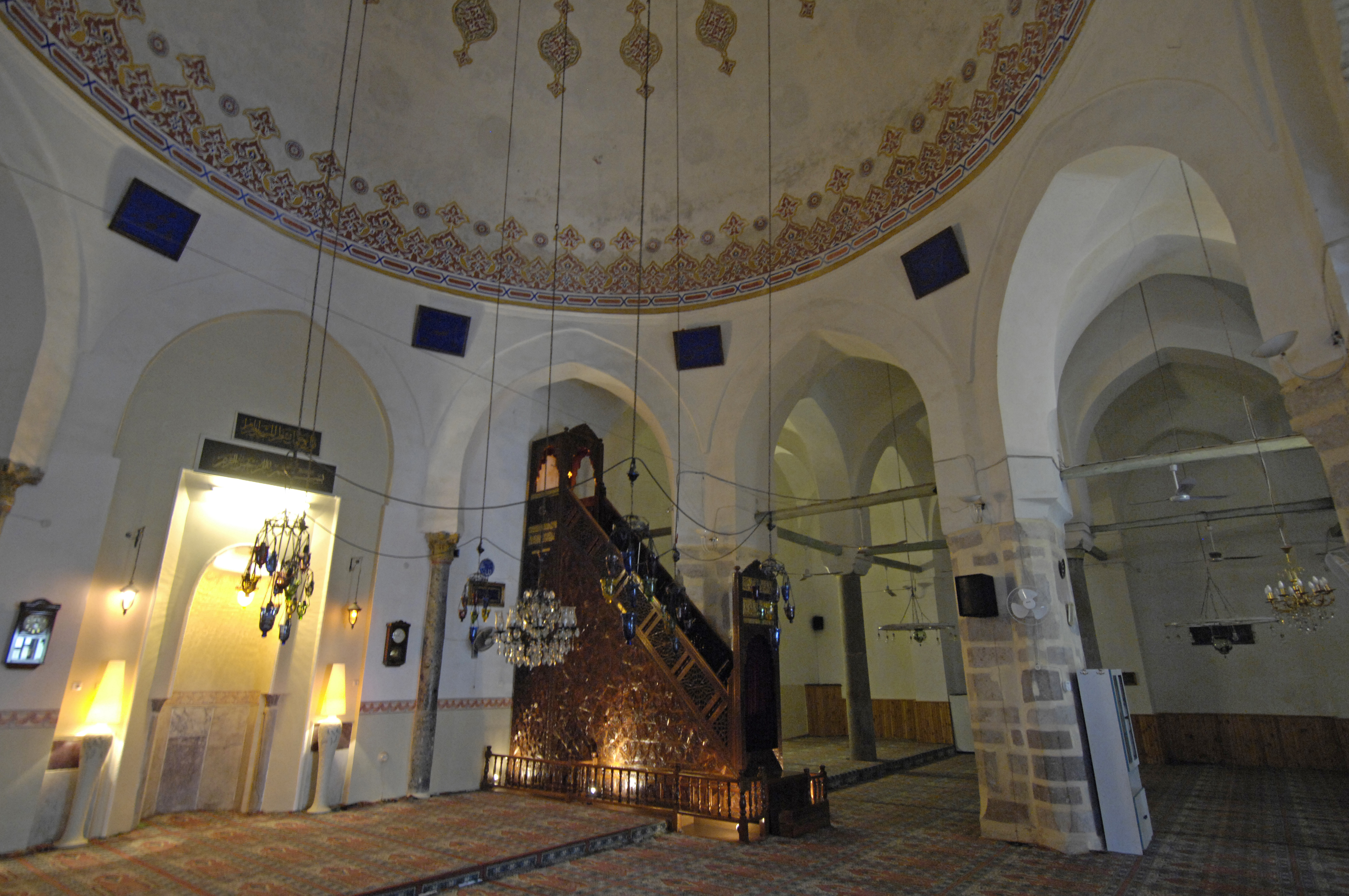
Interior de la Gran Mesquita de Manisa, construïda pels sarukhanids al 1371
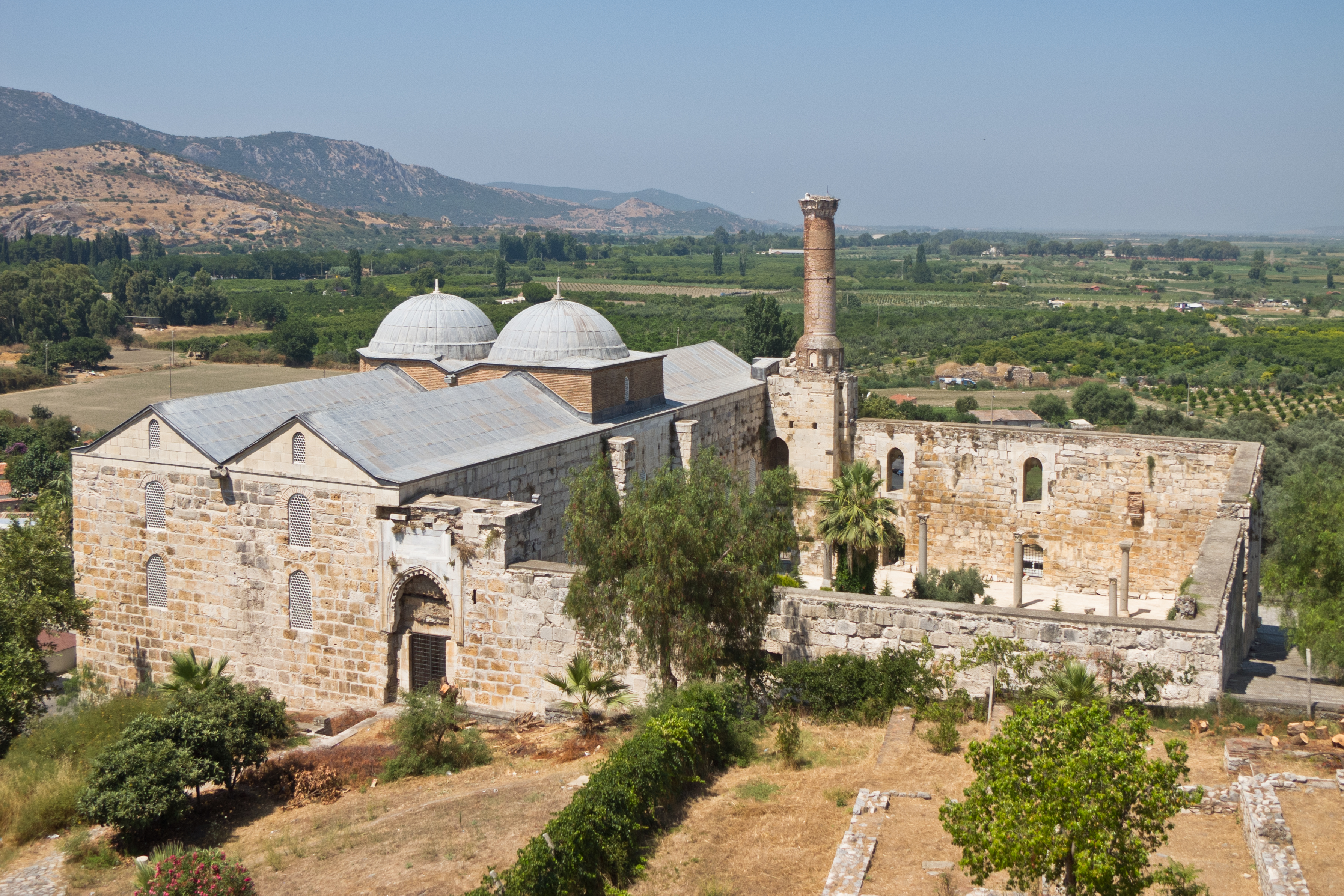
Mesquita Isa Bey de Selçuk (1374)
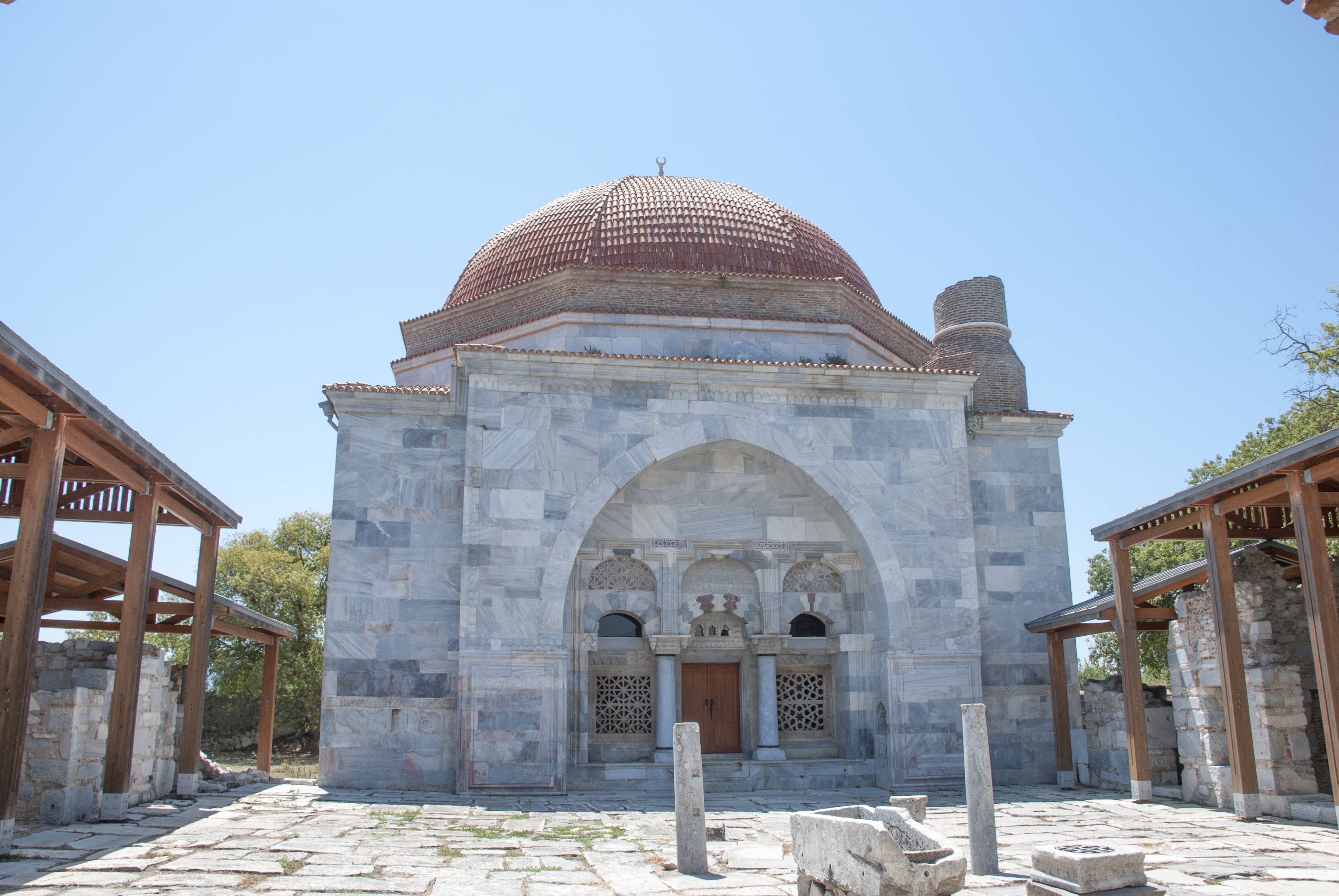
Mesquita d'Ilyas Bey de Milet (1404)

### Madrasses i hospitals
Es van construir nombroses madrasses. Eren principalment de dos tipus: un de semblant a les de l'Iran i Mesopotàmia, se centrava al voltant d'un pati vorejat amb iwans. En aquestes madrasses la decoració es concentrava al voltant d'un portal d'entrada monumental. La Çifre Minareli Medrese (c. 1250 o 1253) d'Erzurum és un dels primers exemples d'un portal d'entrada coronat per minarets bessons. La Gök Medrese (1271-1272) de Sivas és un altre ric monument erigit el mateix any que altres dues madrasses amb pati a la mateixa ciutat, la Çifte Minareli Medrese (només parcialment conservada) i la Buruciye Medrese. L'Ak Medrese de Niğde (1404) és un exemple molt tardà d'aquesta forma construïda pels karamànides, un emirat contemporani dels primers otomans, tot i que es distingeix per una llotja d'arcs ogivals al llarg del segon pis de la façana. El segon tipus de madrassa, particular d'Anatòlia, era una madrassa més petita amb un pati central cobert per una cúpula o volta. Aquestes eren característiques de Konya, com ara la Karatay Medrese i Ince Minareli Medrese. La Yakutiye Medrese d'Erzurum és també un exemple posterior d'aquest tipus, construït el 1310 sota l'Ilkanat mongol. L'interior està ensostrat amb voltes i al centre del saló hi ha una volta de mocàrabs quadrada que culmina en un petit fanal.

Els hospitals (o darüşşifa) també es construïren en moltes ciutats i solien seguir el disseny de les madrasses. La Madrassa Çifte ('doble') de Kayseri (c. 1205) fou cofundada per Kaykhusraw I i la seua germana Gevher Nesibe Hatun, i conté dos edificis amb pati, una escola de medicina (madrassa) formant un conjunt amb un hospital. La Şifaiye Medrese construïda per Izzaldin Kayka'us I a Sivas (1217-1218) era un hospital i consta d'un edifici amb pati amb una tomba integrada per al fundador. L'Hospital Divriği, que forma part d'un conjunt de mesquites més gran, s'assembla a una madrassa amb pati ensostrat.

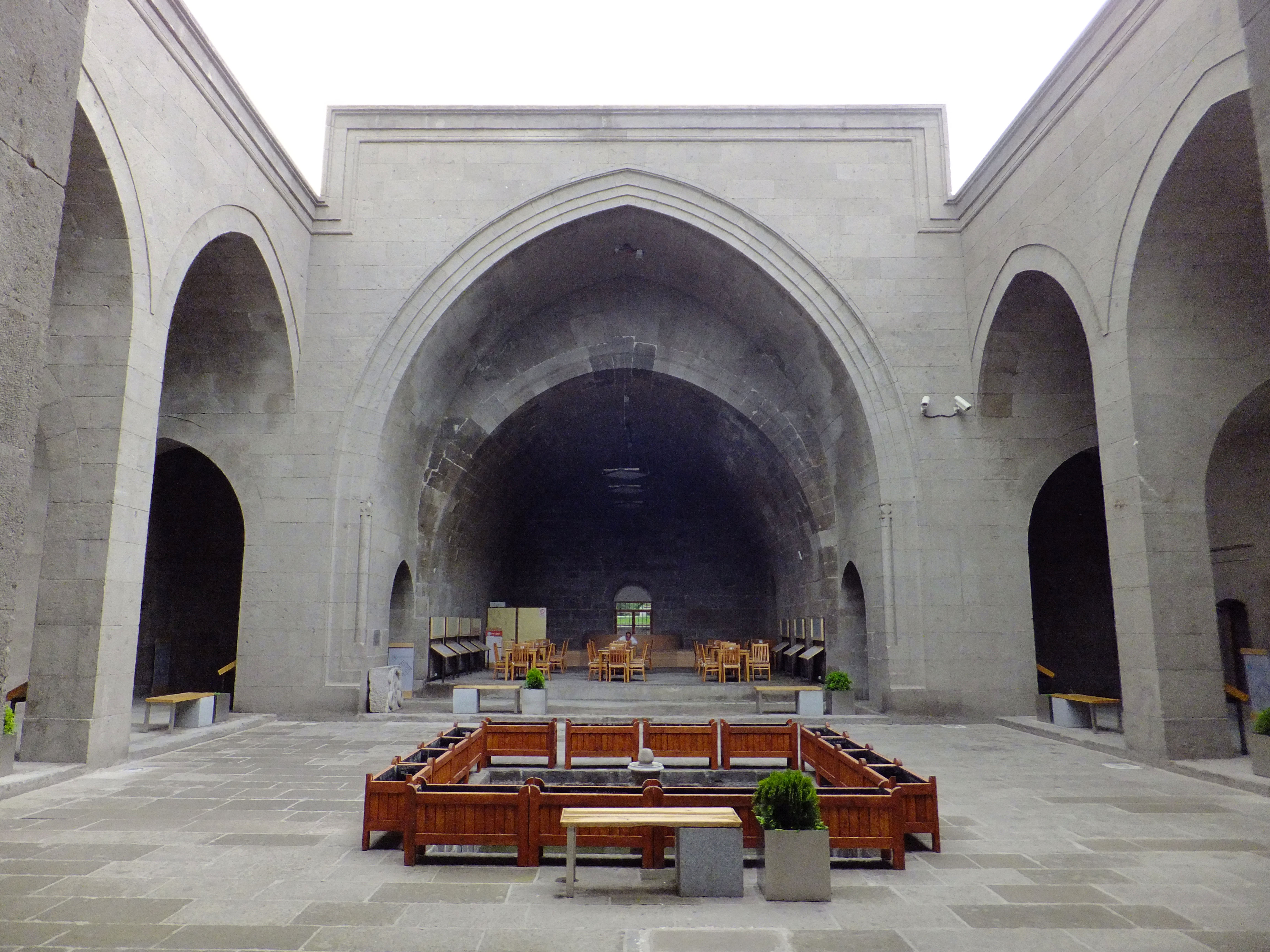
Madrassa Gevher Nesibe (o Madrassa Çifte) de Kayseri (c. 1205)
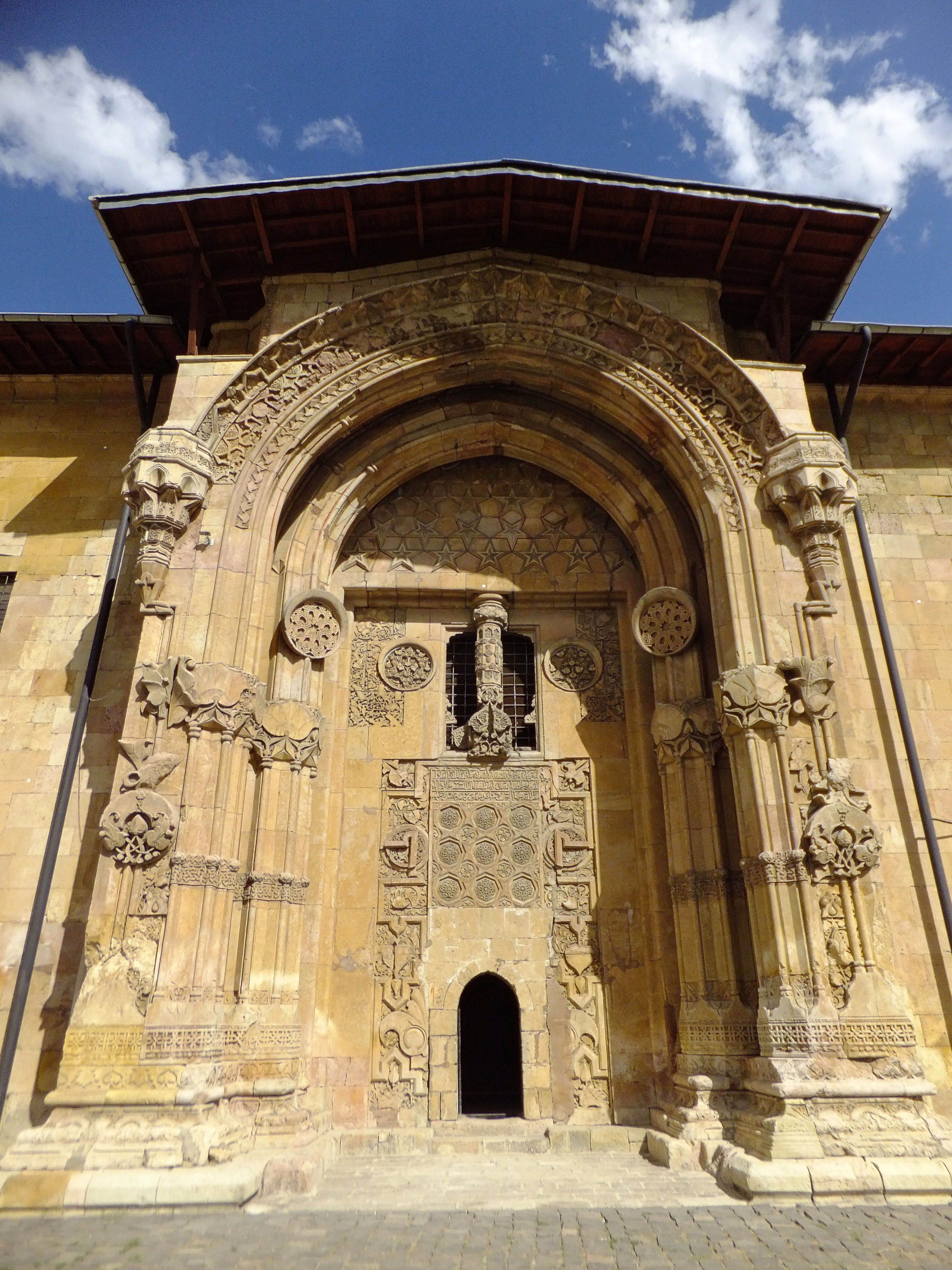
Portal del Darüşşifa (hospital) en el conjunt de la mesquita Divriği (1228-1229)
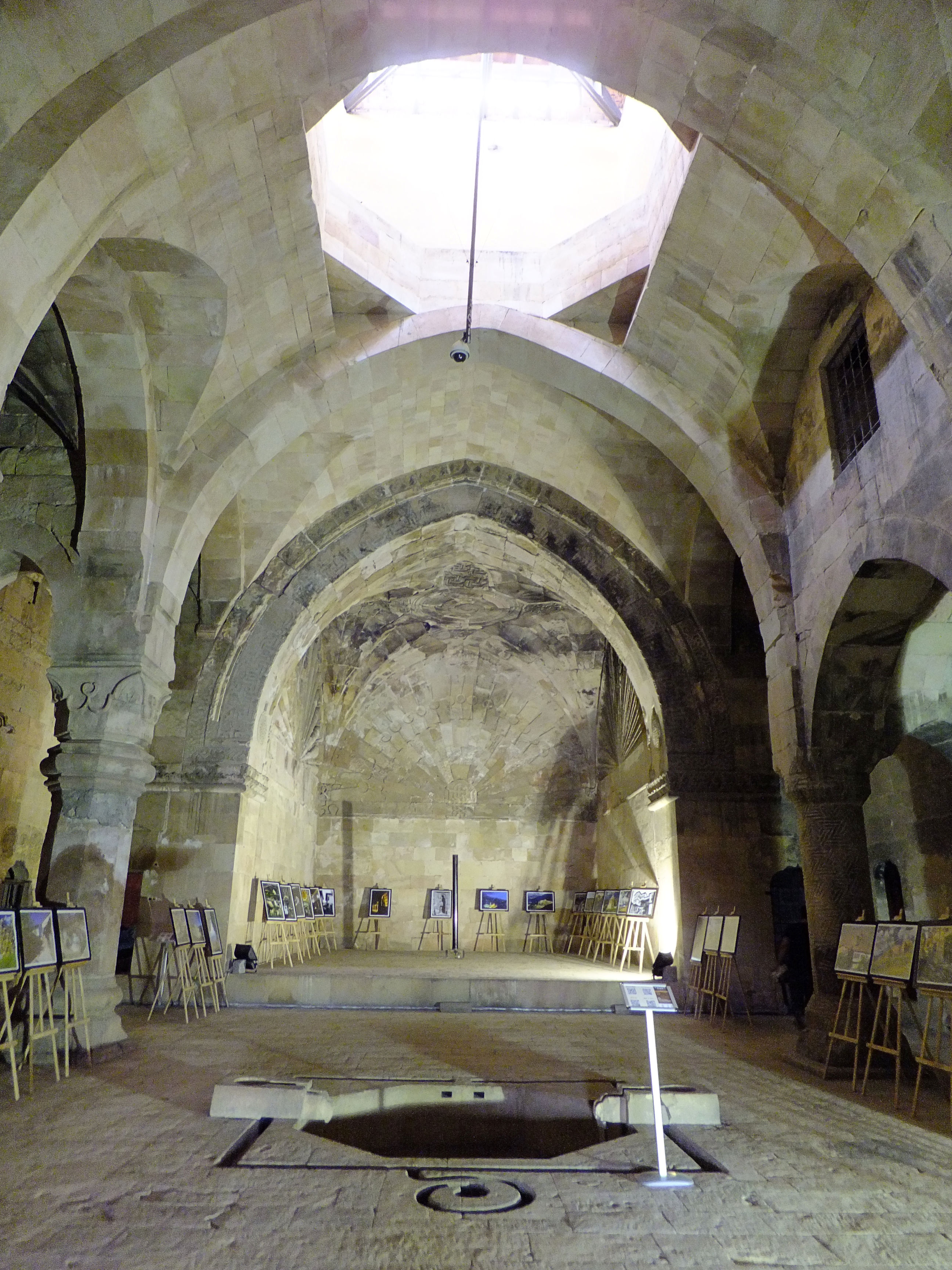
Interior de l'hospital en el conjunt de la mesquita Divriği
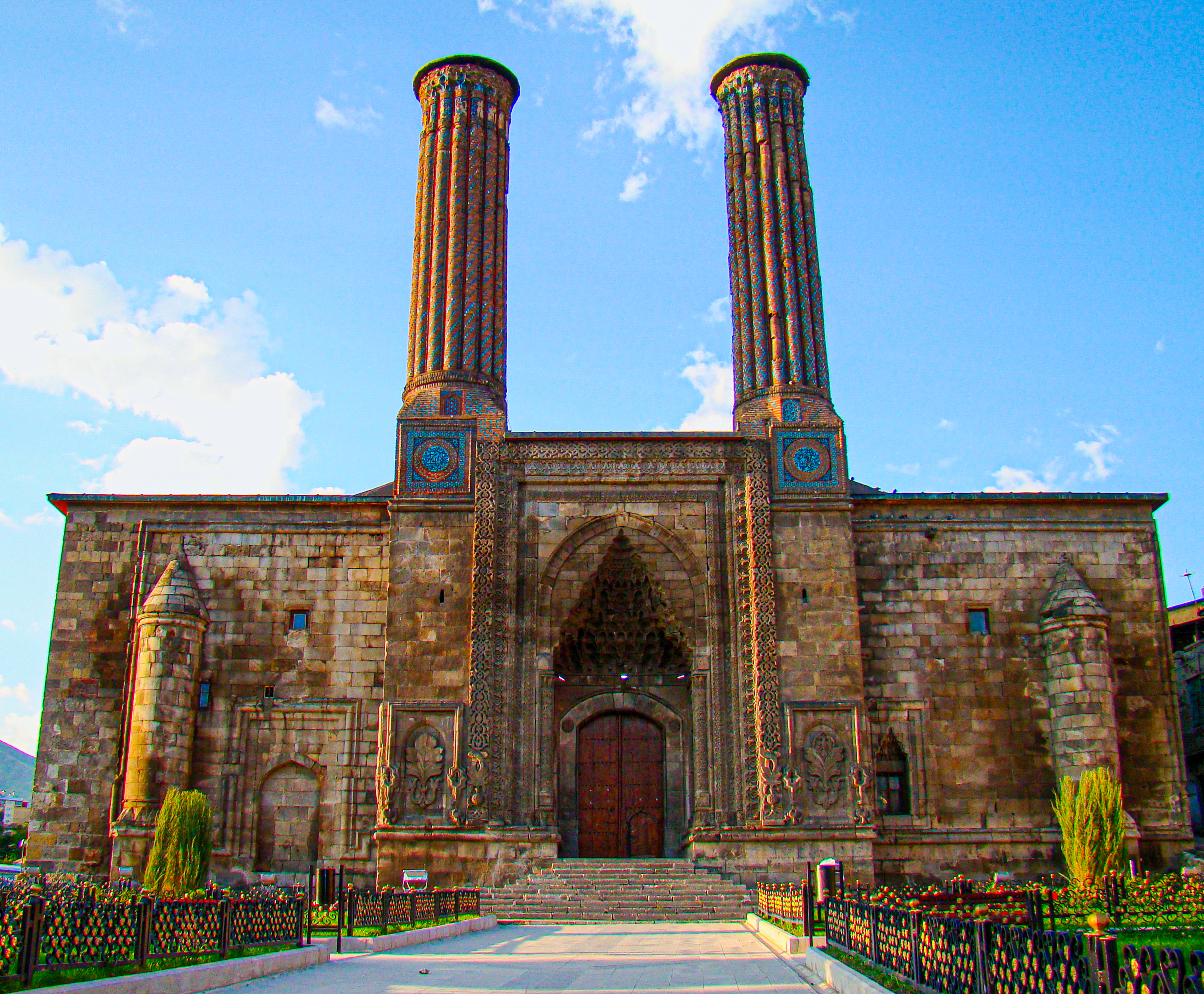
Madrassa Çifte Minareli d'Erzurum (c. 1250)
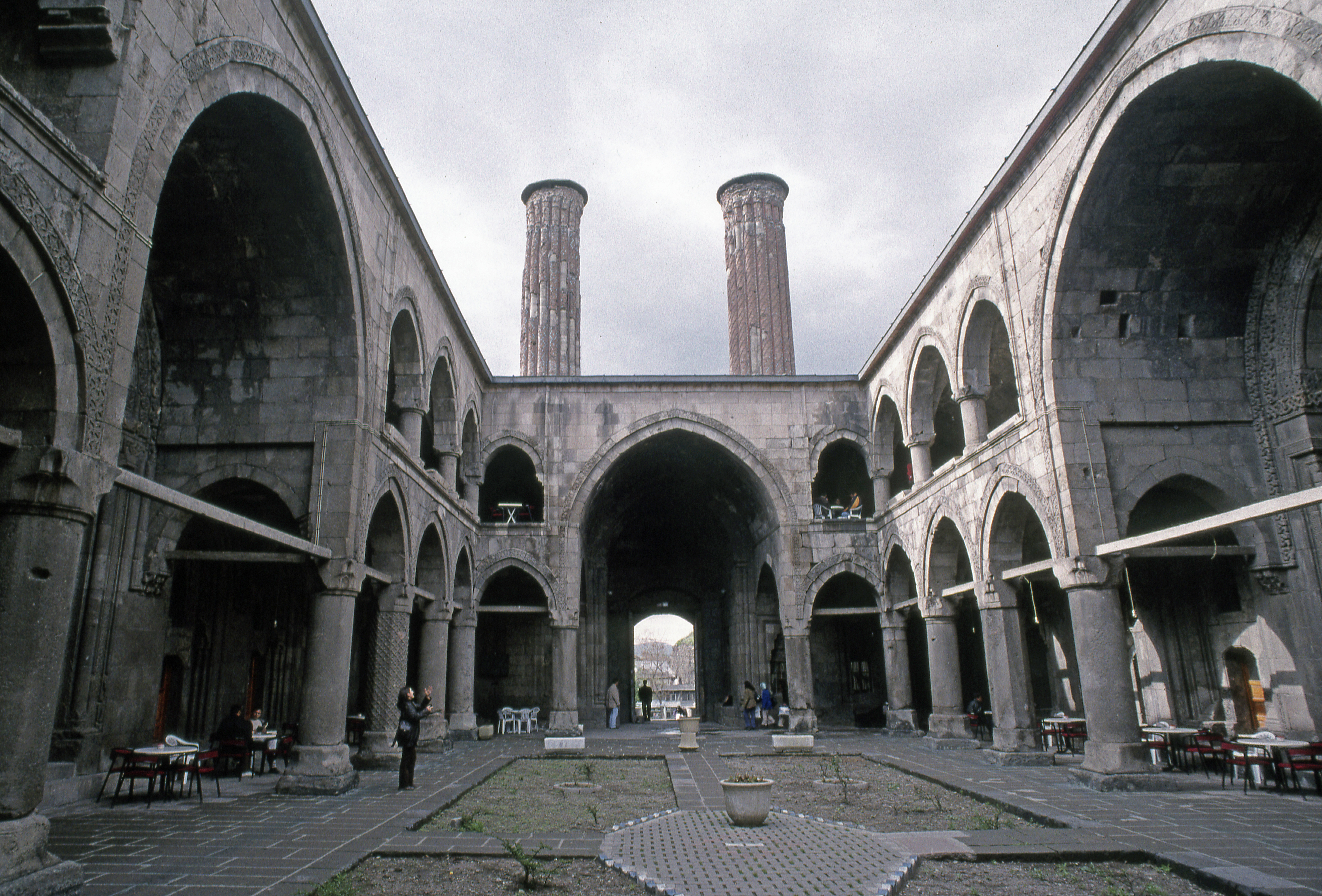
Interior de la madrassa Çifte Minareli
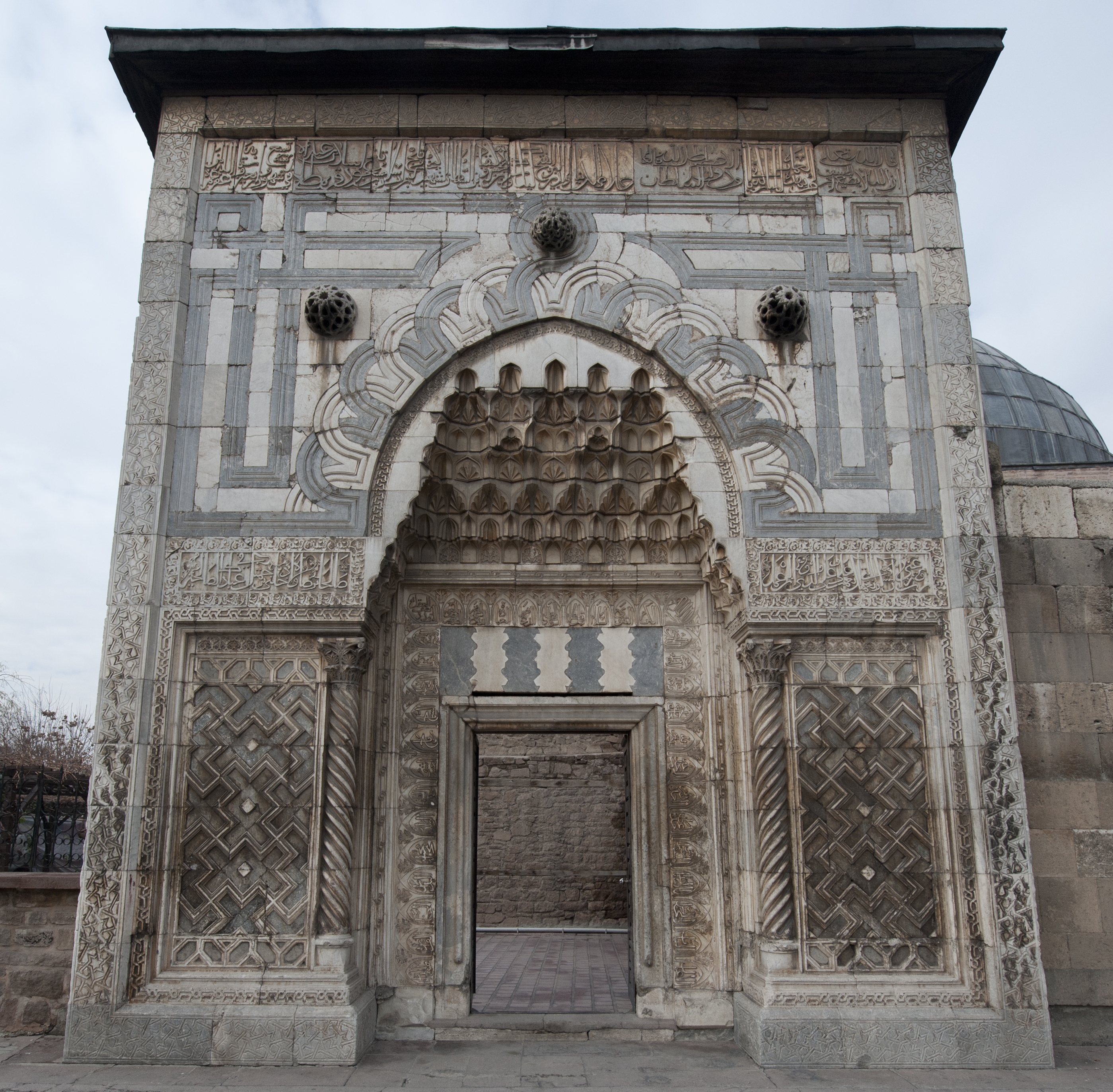
Portal de la madrassa Karatay de Konya (c. 1251)
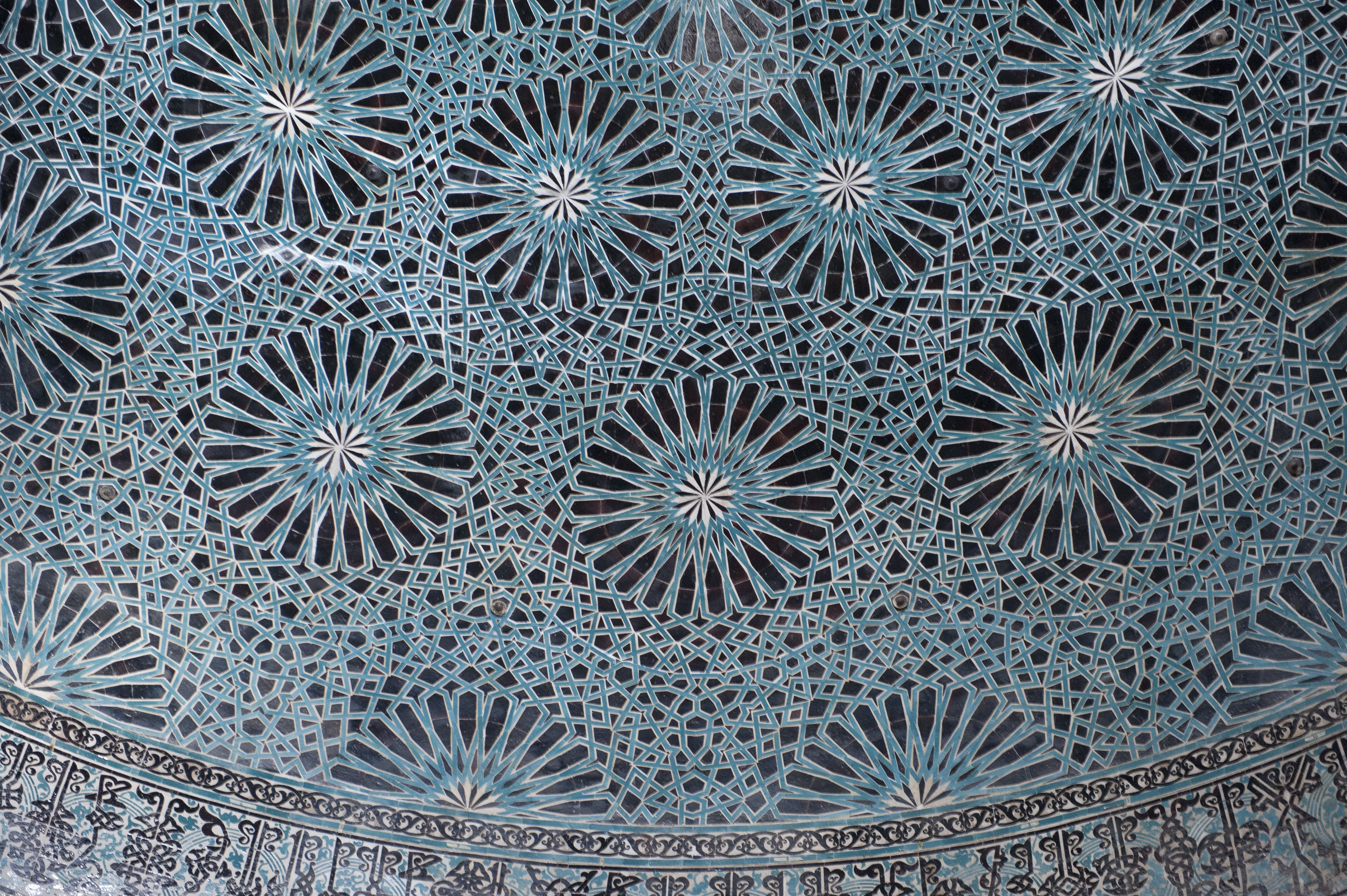
Decoració de taulells de la madrassa Karatay
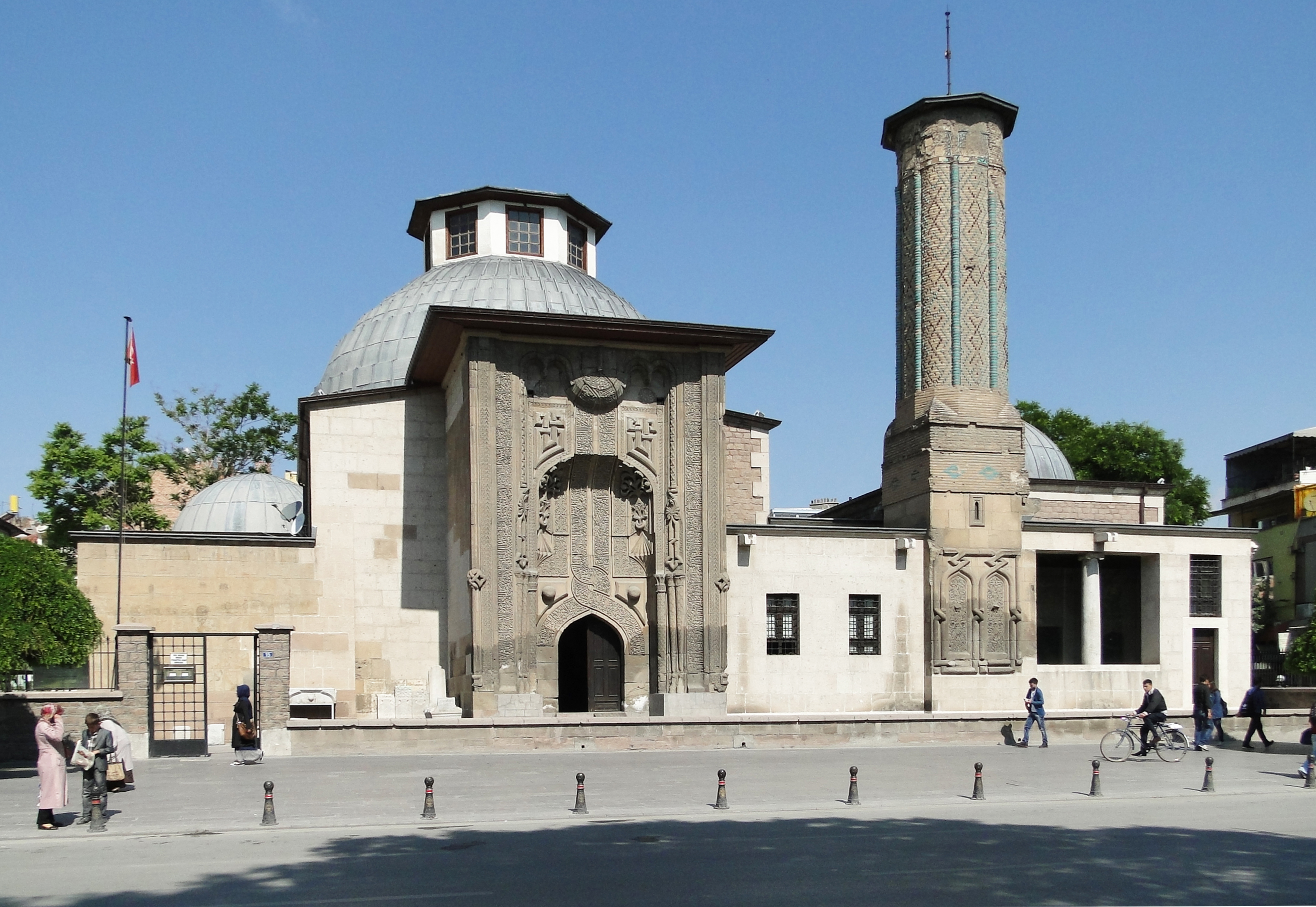
Madrassa Ince Minareli de Konya (c. 1265)
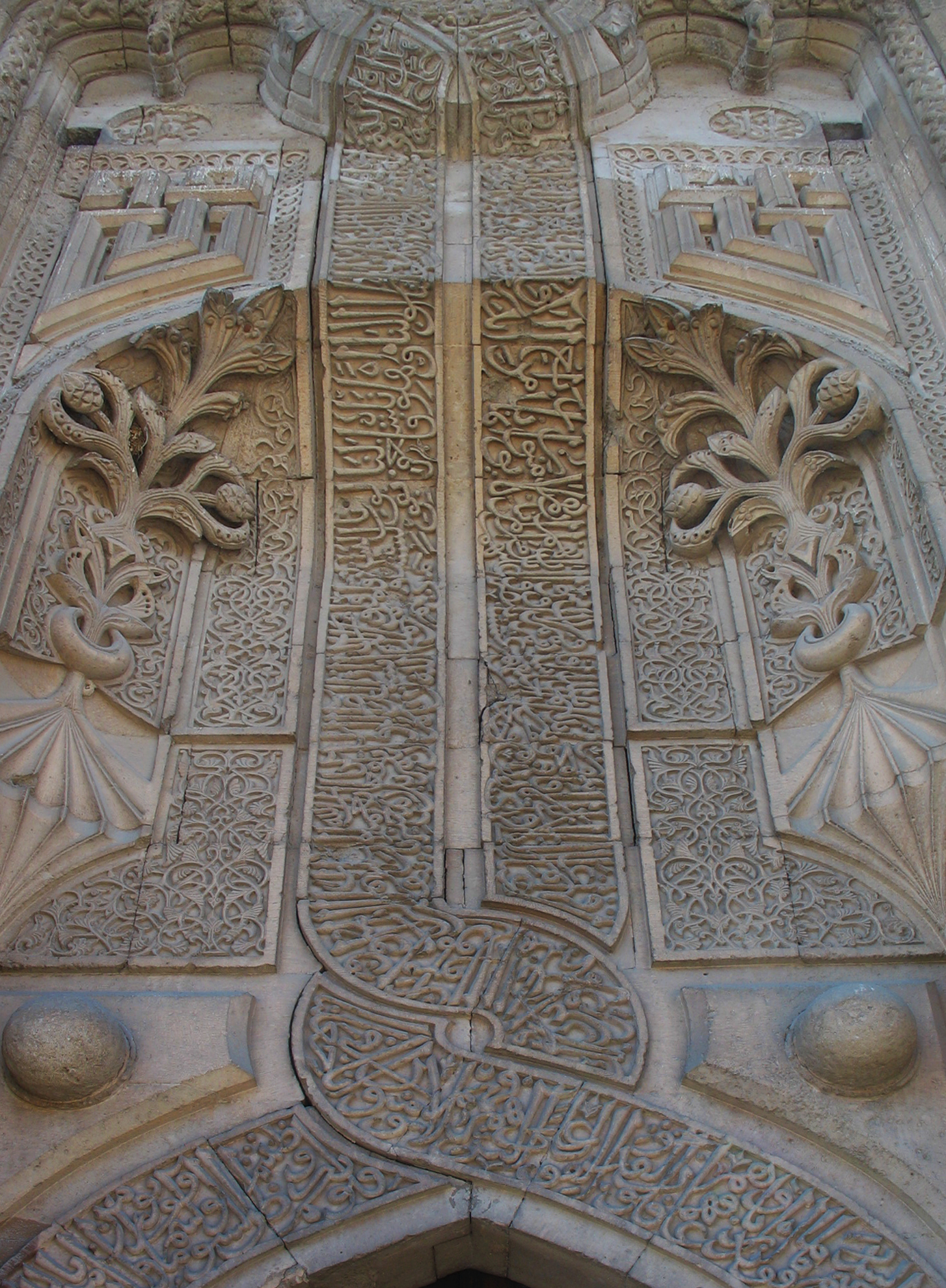
Decoració en pedra al portal de la madrassa Ince Minareli
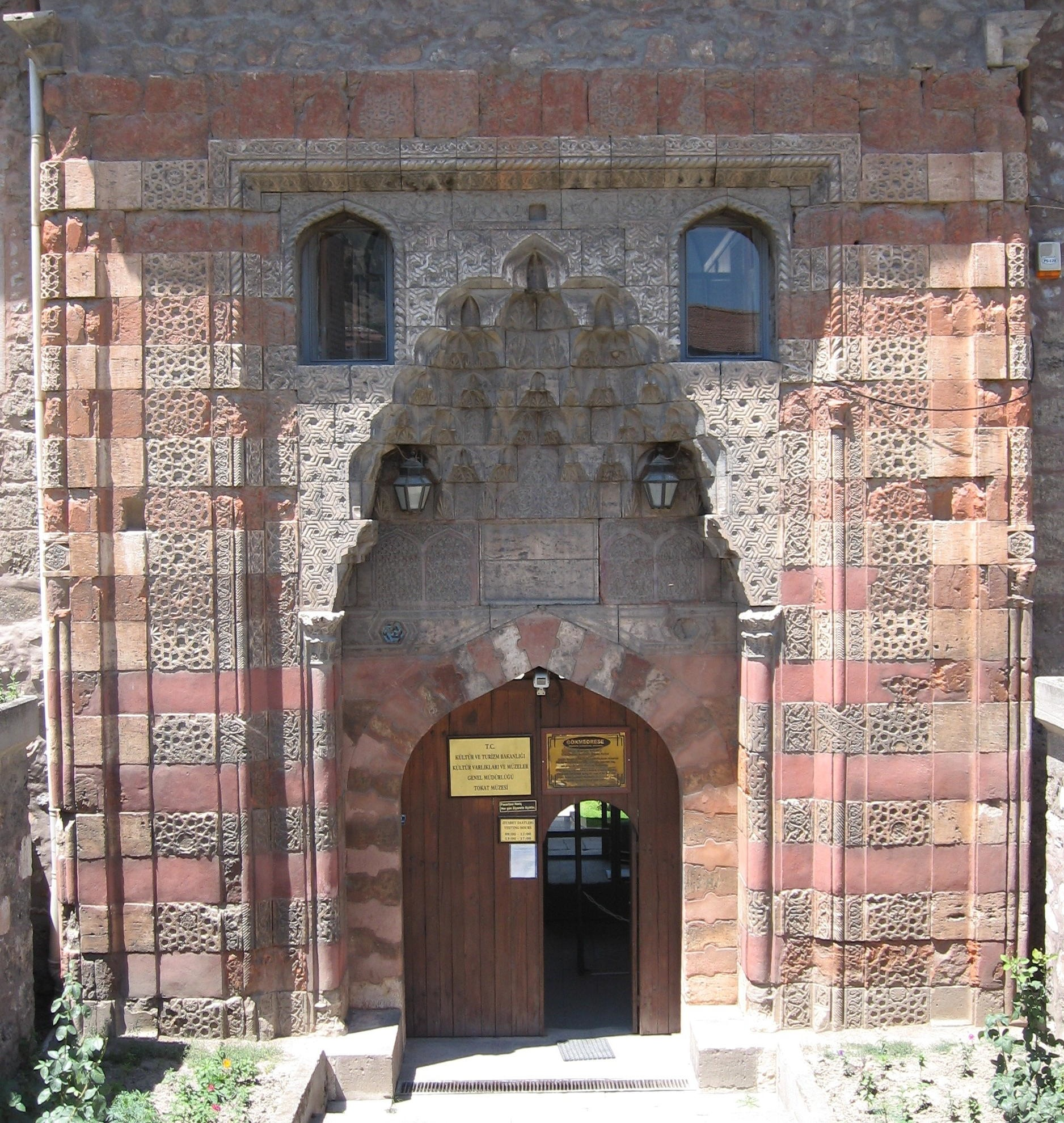
Façana de la madrassa Gök de Tokat, Turquia, c. 1270
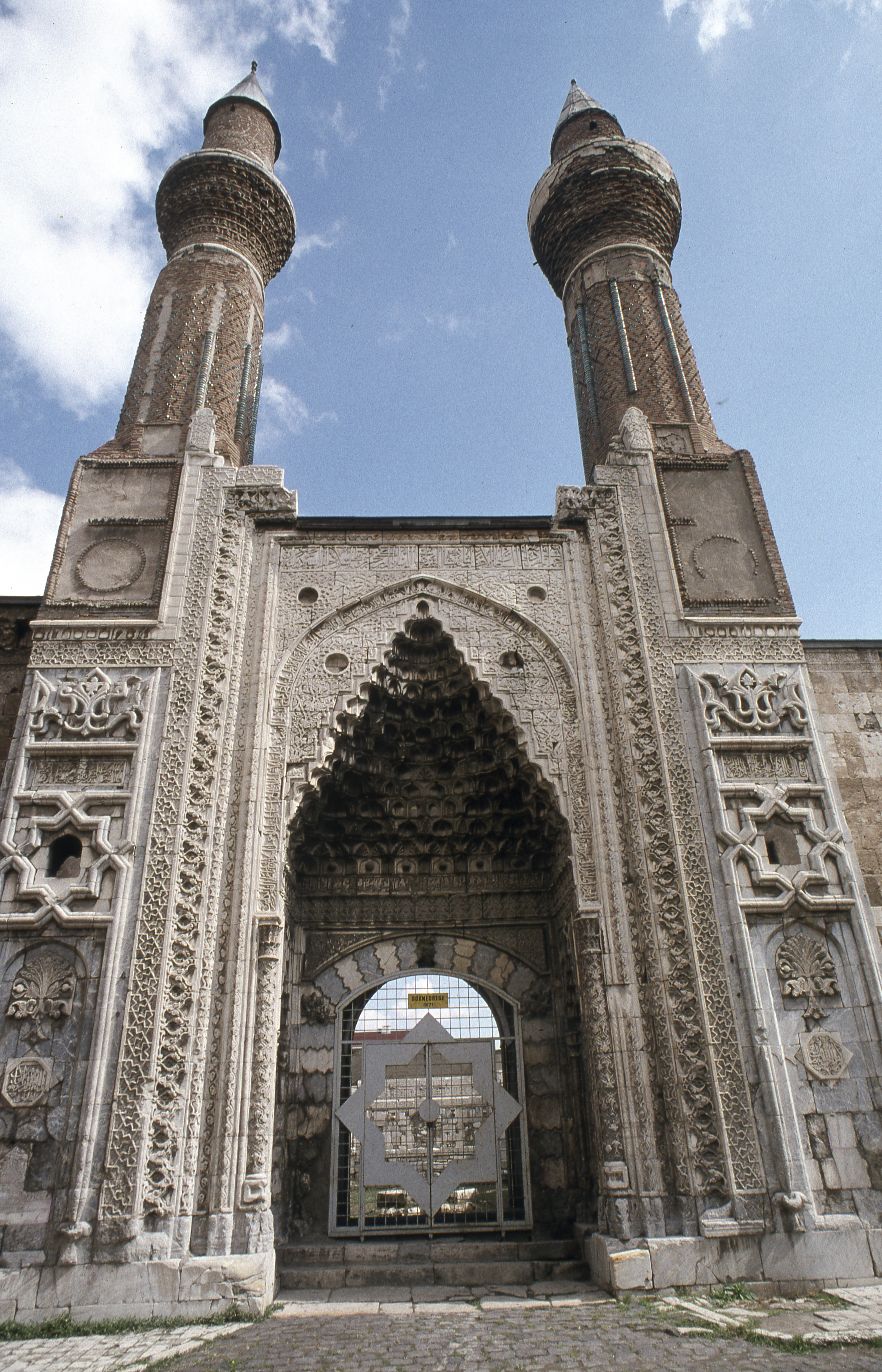
Entrada de la madrassa Gök de Sivas (1271–1272)
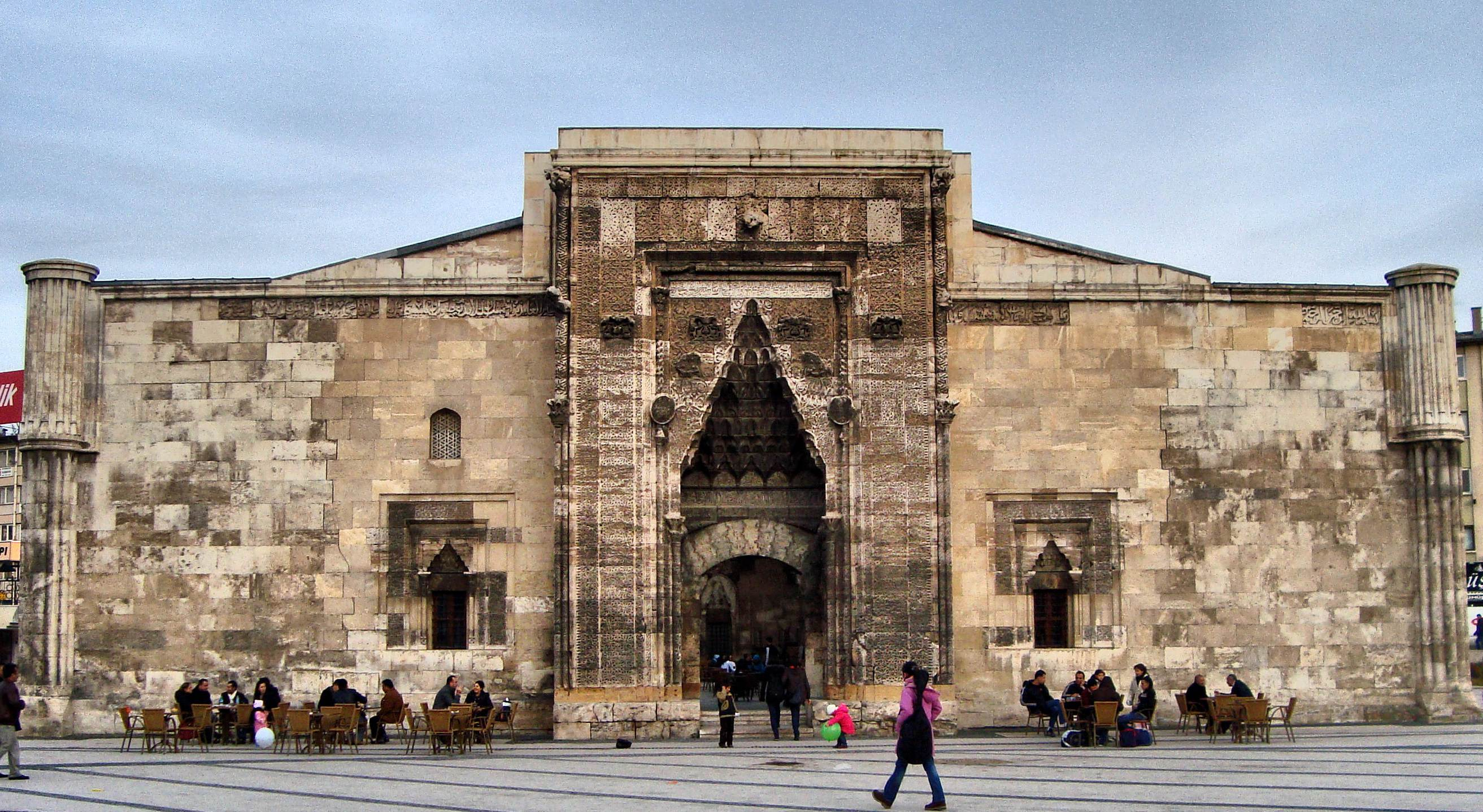
Madrassa Buruciye de Sivas (1271-1272)
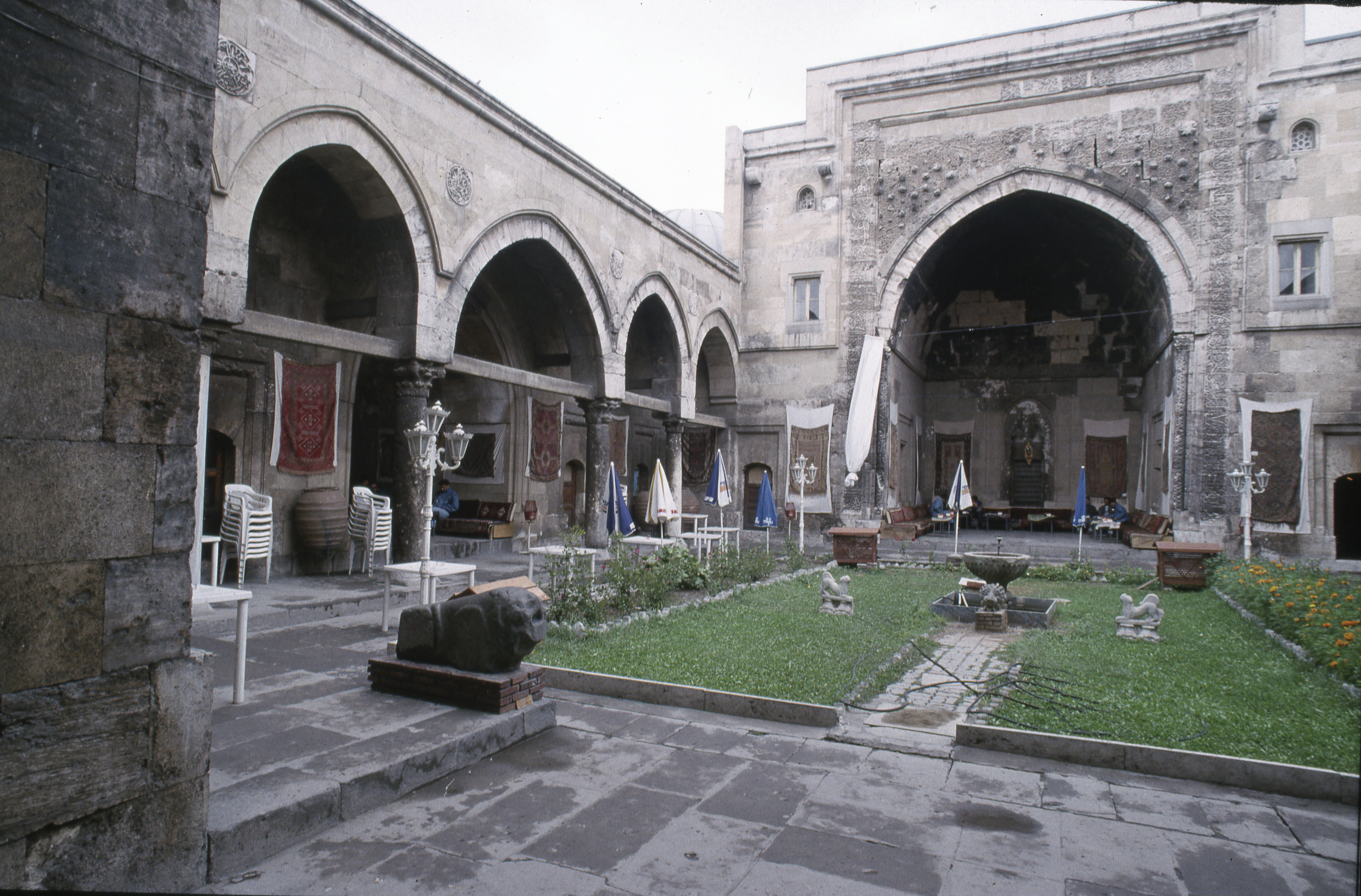
Pati de la madrassa Buruciye
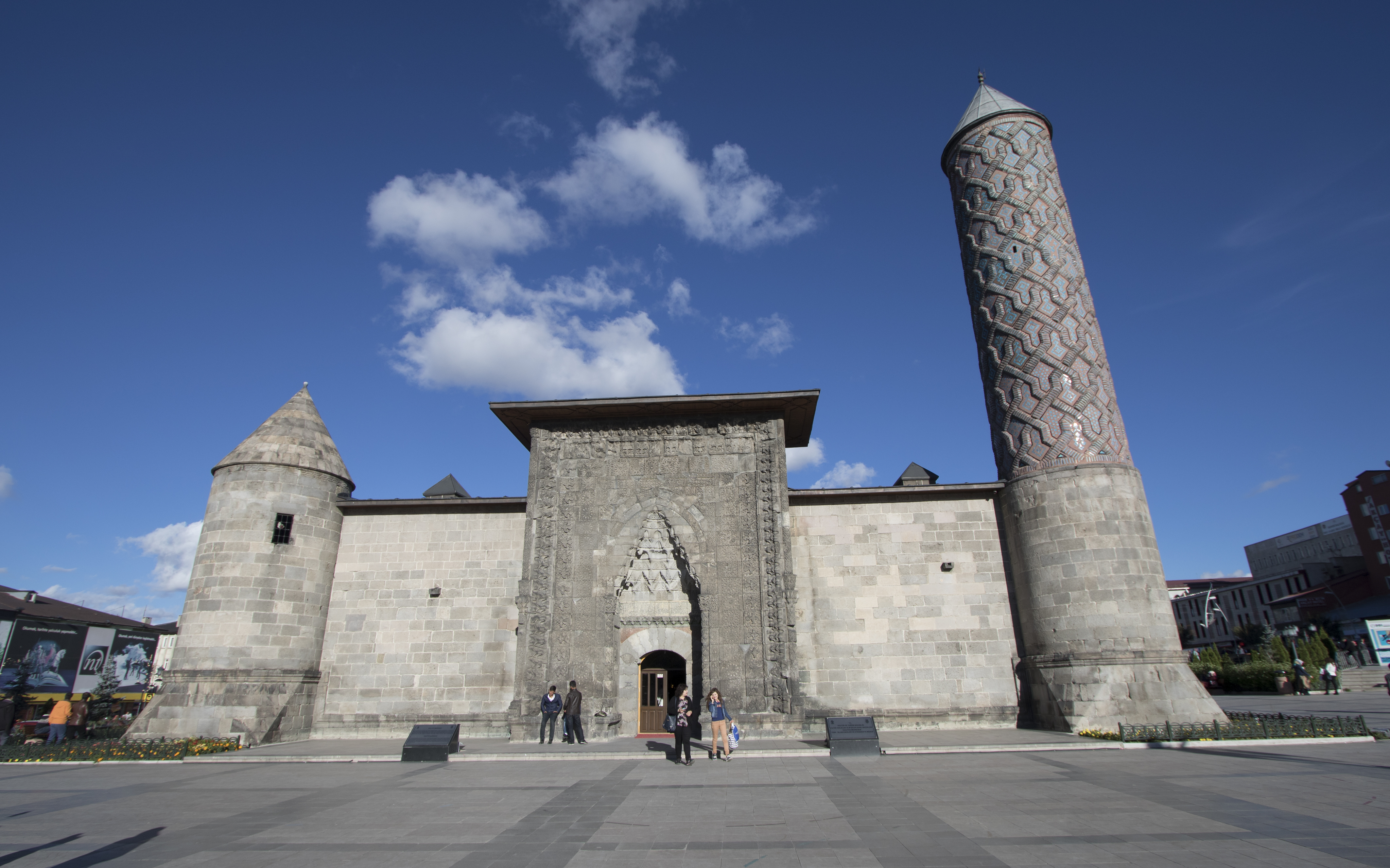
Madrassa Yakutiye d'Erzurum (1310)
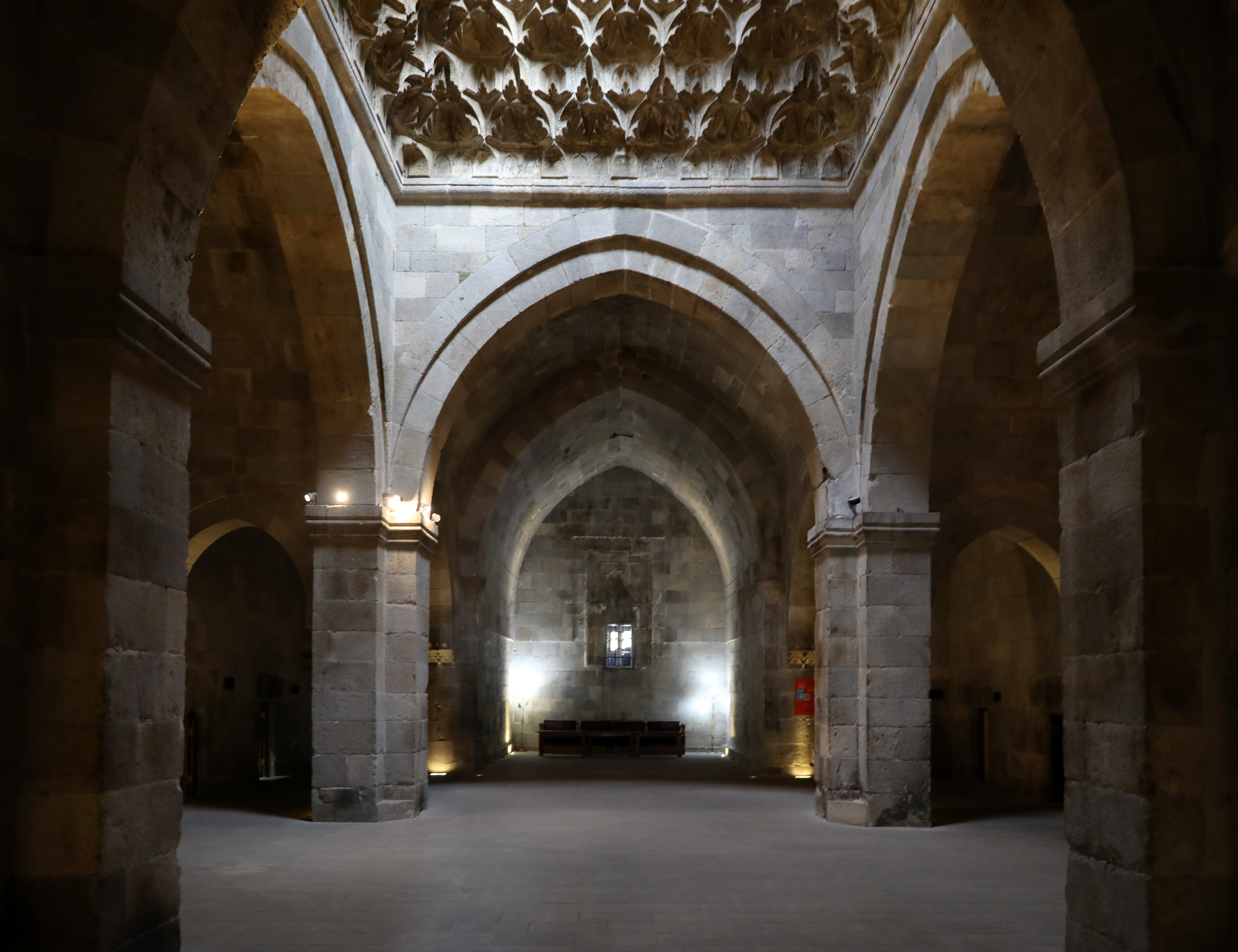
Interior de la madrassa Yakutiye, amb volta central de mocàrabs

### Tombes
Les tombes, que sovint acompanyaven les madrasses o mesquites, solien ser de tipus octogonal o circular, amb un sostre cònic. La tomba del soldà Kilij Arslan II, situada al pati de la mesquita d'Alaeddin i construïda al voltant del 1190, és més decagonal que octogonal. La tomba de l'emir Saltuq d'Erzurum, construïda si fa no fa en la mateixa època (finals del segle xii), té una secció inferior octogonal i una superior de cilíndrica. El Döner Kümbet, una tomba dodecagonal de Kayseri (c. 1275), i la posterior tomba de Hudavend Hatun de Niğde (1312) estan ricament decorades amb motius tallats en pedra que inclouen mocàrabs i imatges figuratives. El Mausoleu de Mama Hatun de Tercan (principis del segle xiii) és un exemple excepcional en què l'edificació de la tomba està envoltada per un mur de tancament circular, que té el seu portal d'entrada decorat. La tomba de Sitte Melik (o de Shahin Shah) de Divriği, construïda abans del 1197, té un dels portals d'entrada decorats amb mocàrabs més antics de l'arquitectura islàmica d'Anatòlia. La tomba d'Izzaldin Kaykaus I, que està dins de la madrassa Şifaiye que va encarregar a Sivas, destaca per la façana de rajola i taulells que dona al pati, i per la cúpula octogonal apuntada que s'eleva sobre l'edificació circumdant.

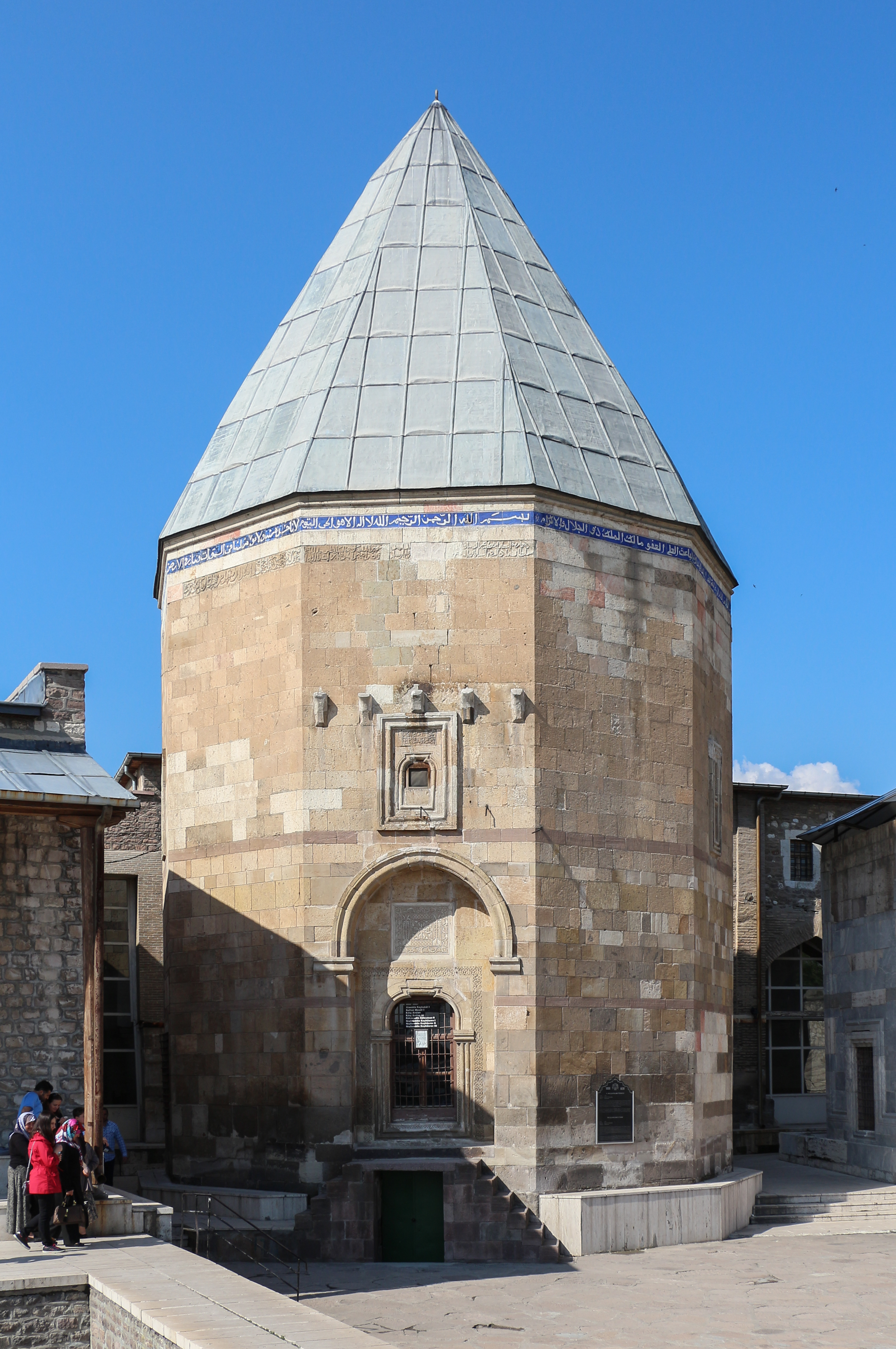
Tomba de Kiliç Arslan II a la Mesquita Alaeddin de Konya (c. 1190)
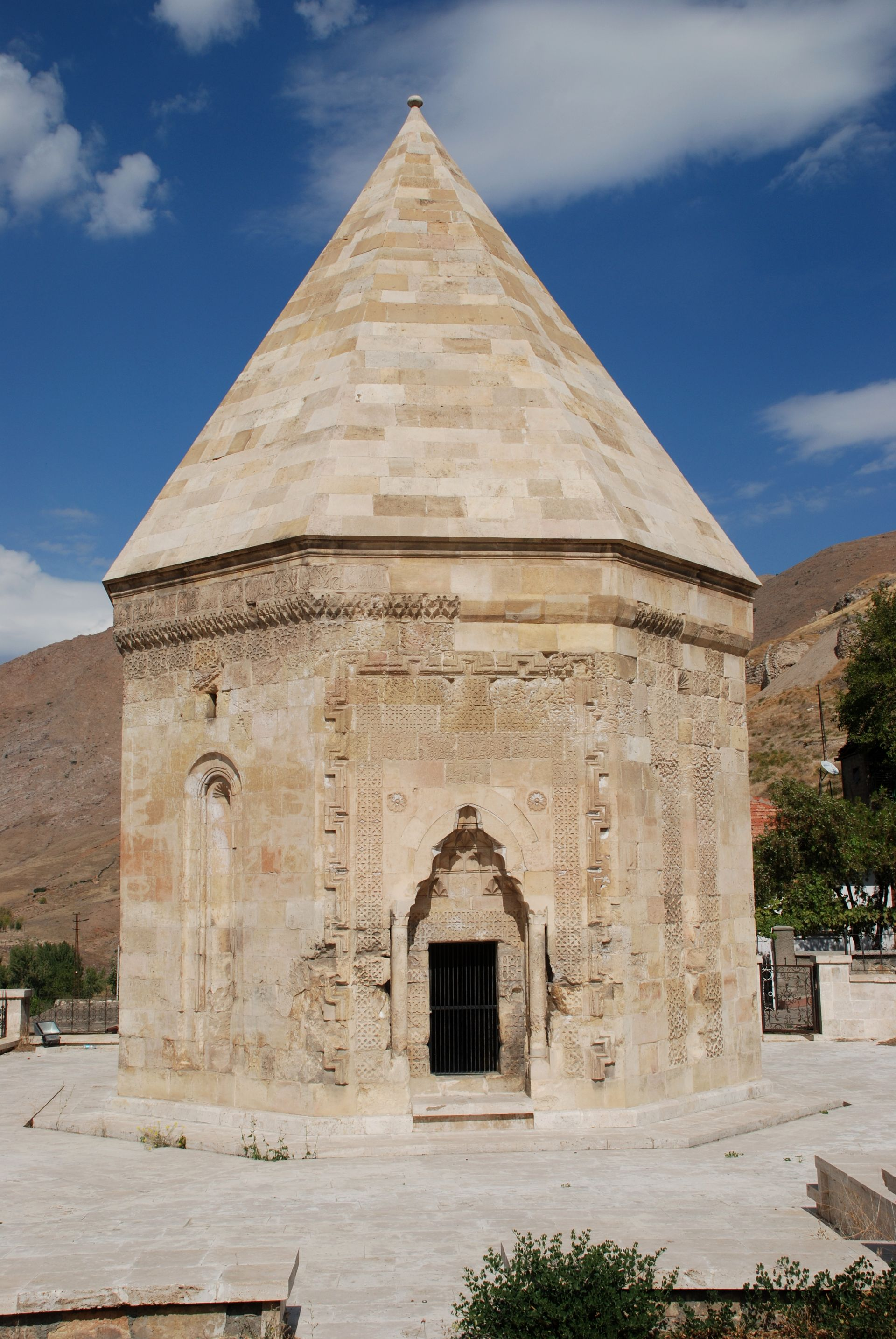
Tomba de Sitte Melik a Divriği (abans del 1197)
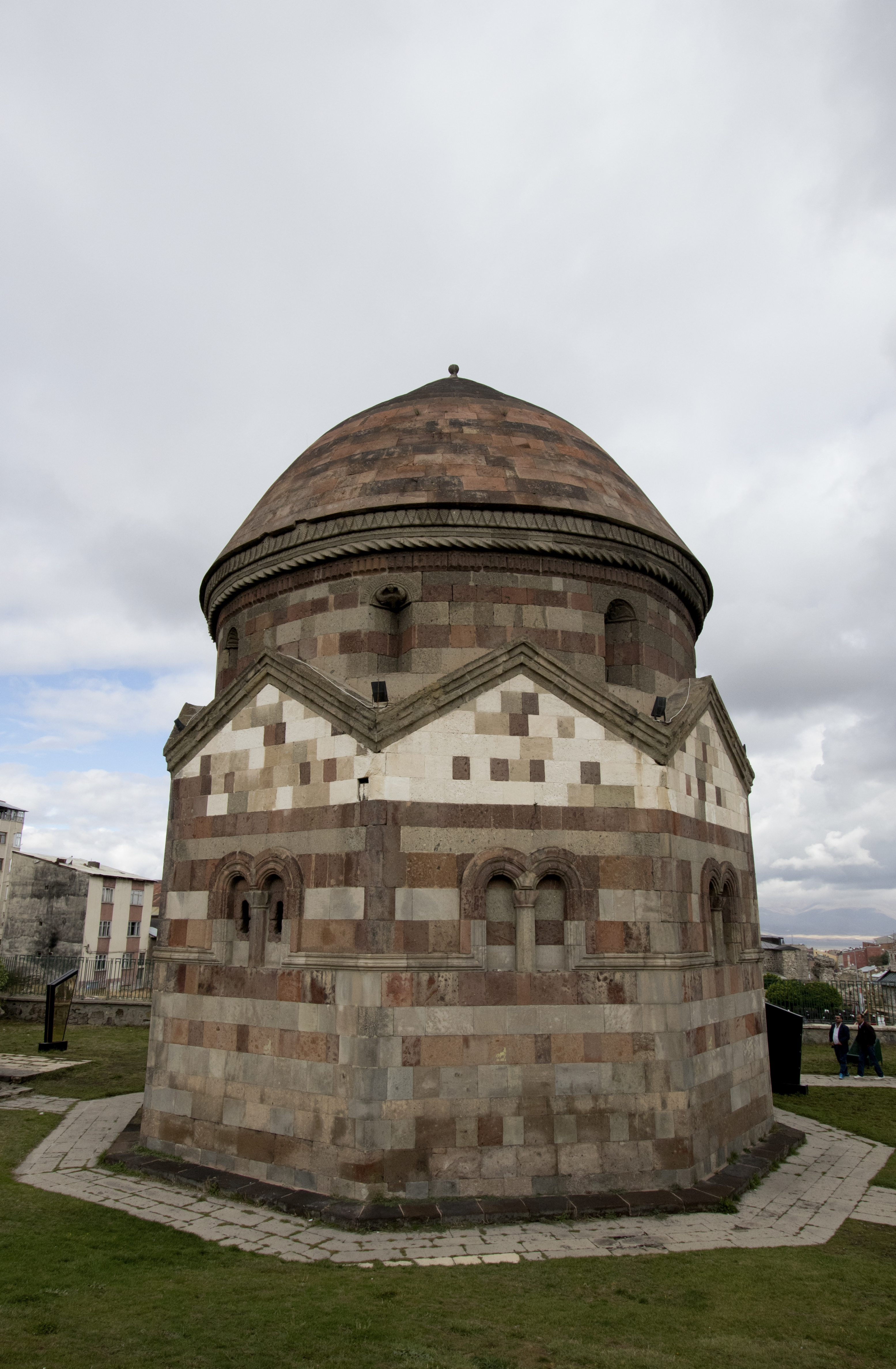
Tomba de l'Emir Saltuq a Erzurum (fi del segle xii)
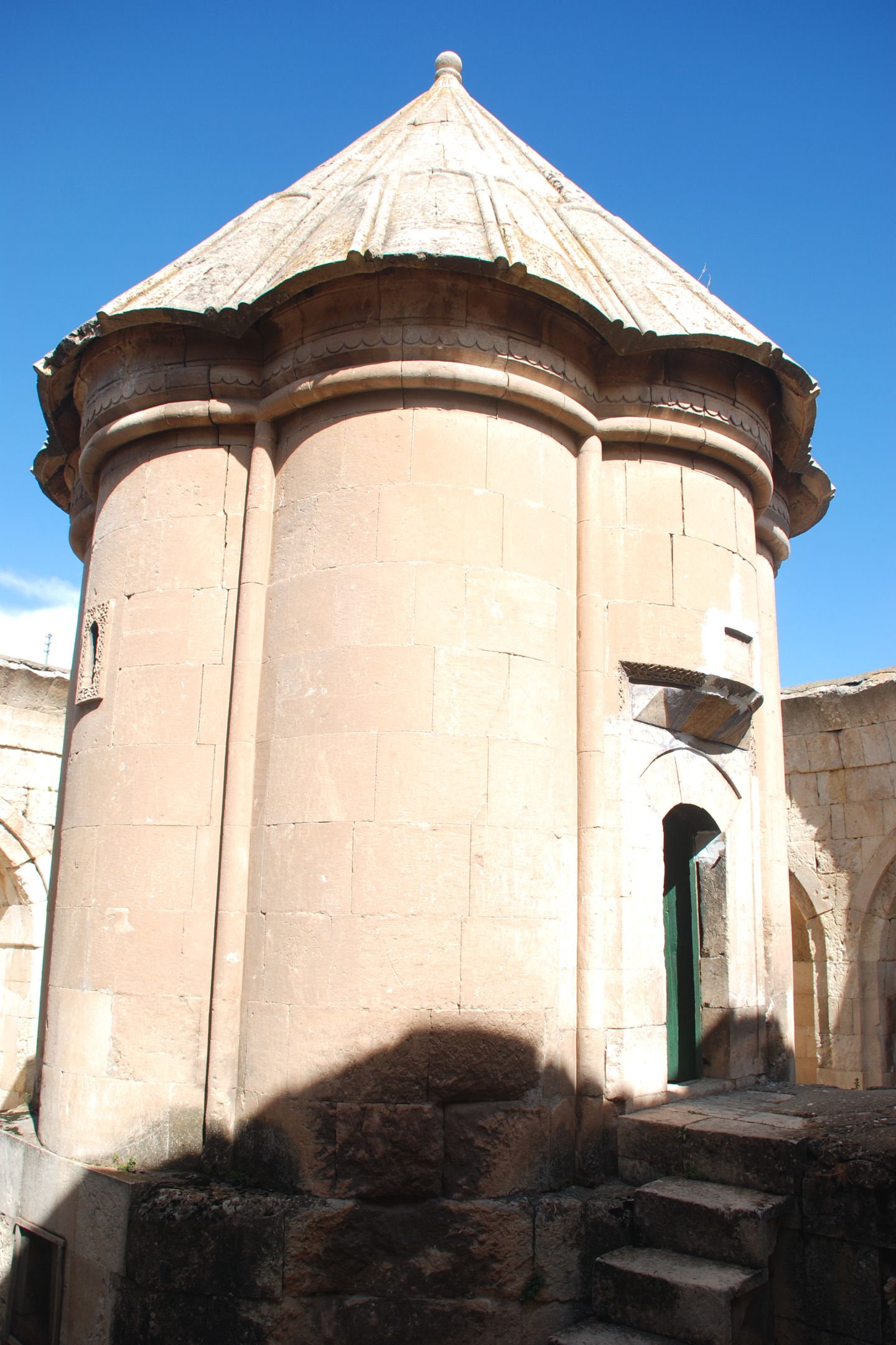
Tomba de Melike Mama Hatun a Tercan (segle xiii)
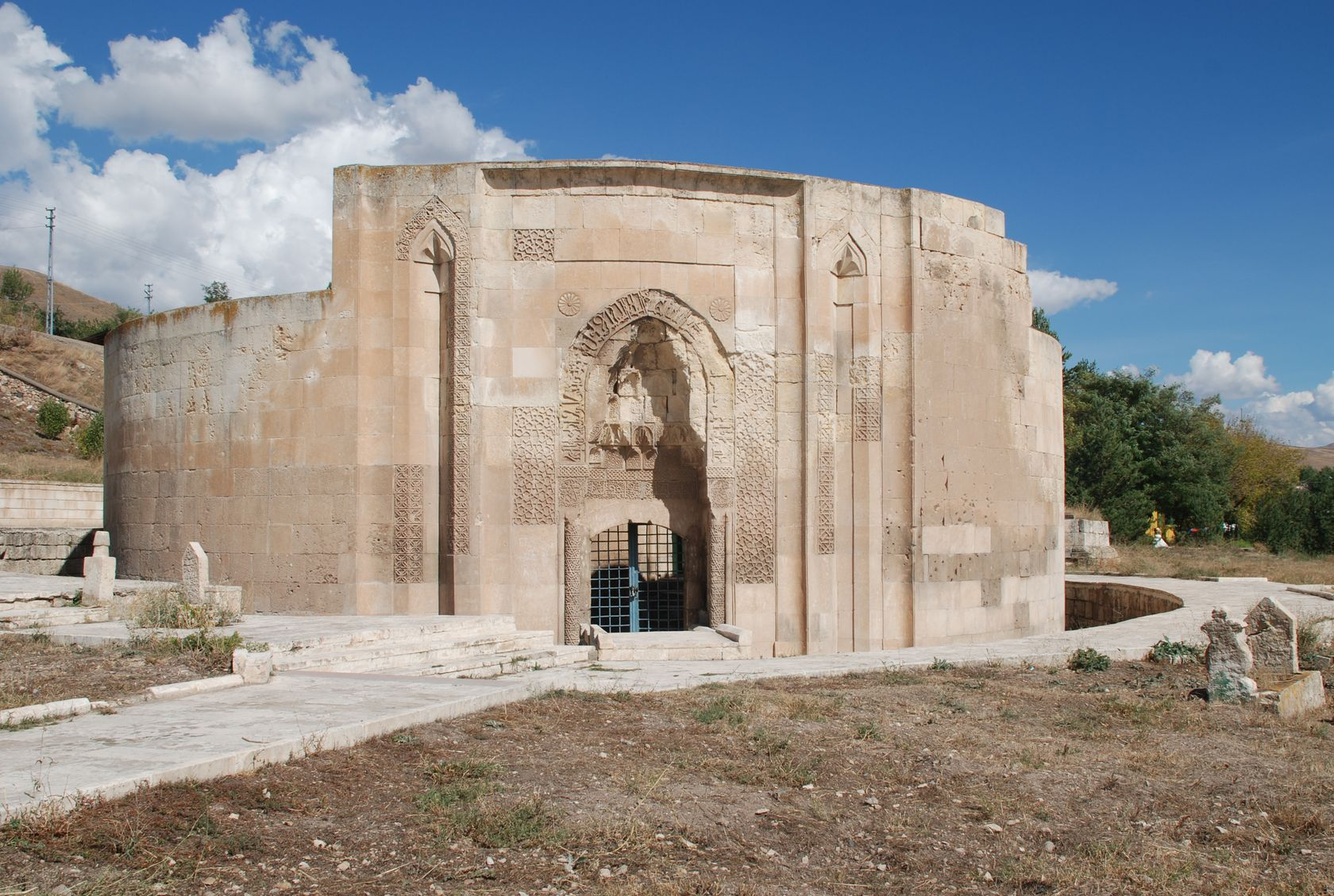
Mur exterior i portal de la tomba de Mama Hatun
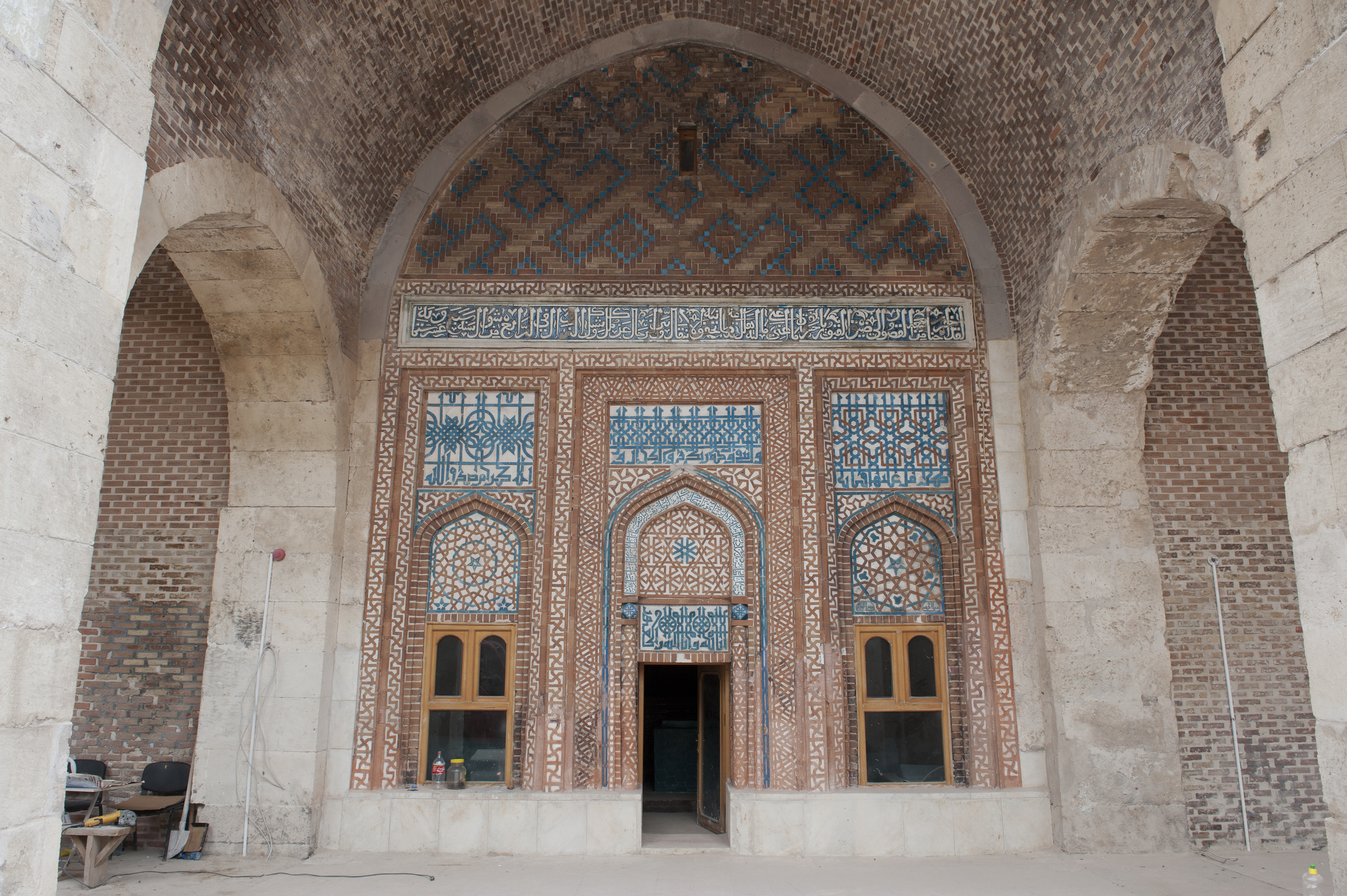
Façana de la tomba d'Izzaldin Kaykaus I a Sivas (1217-1218)
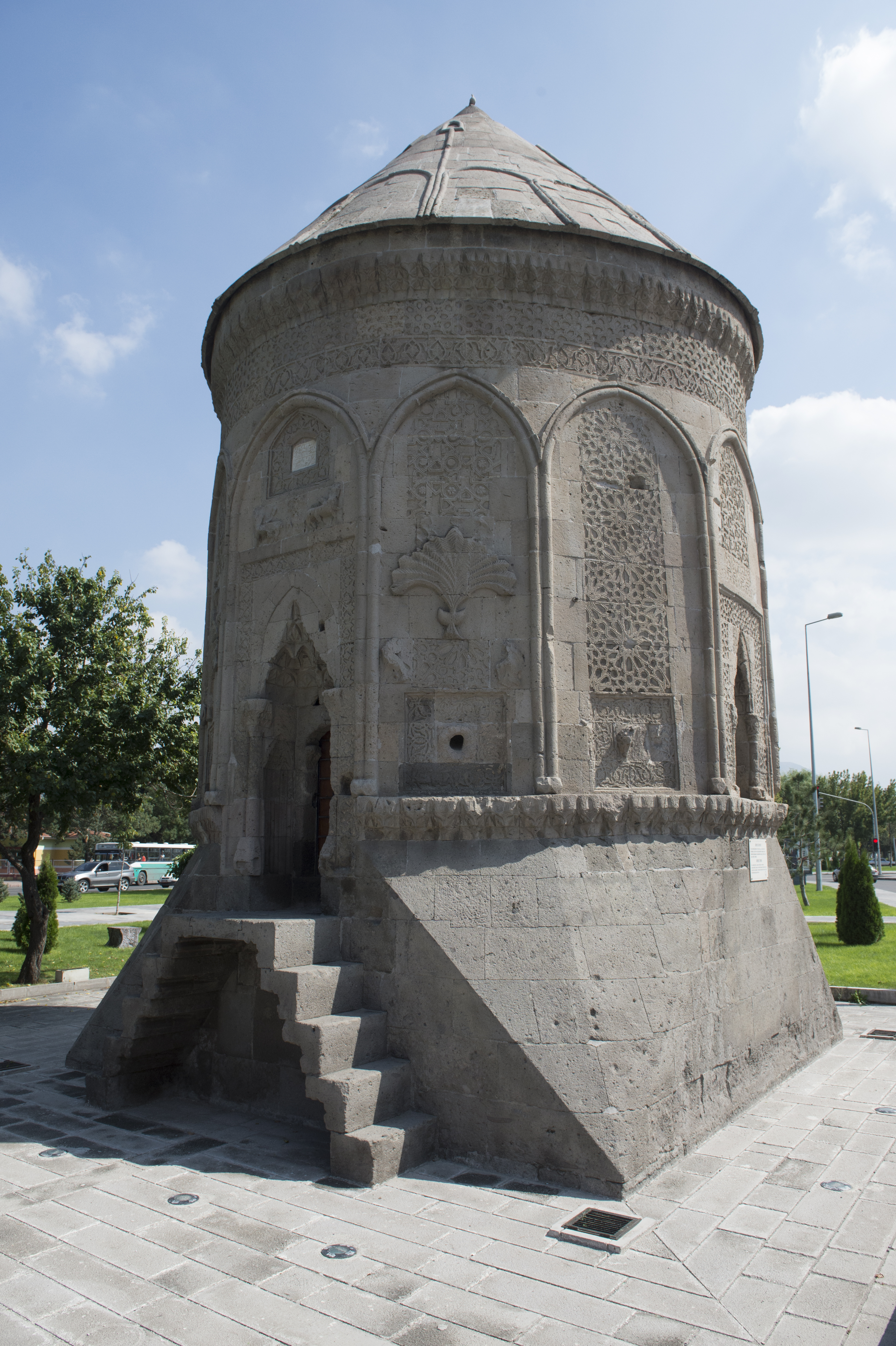
Döner Kümbet a Kayseri (1276), la tomba d'una princesa seljúcida
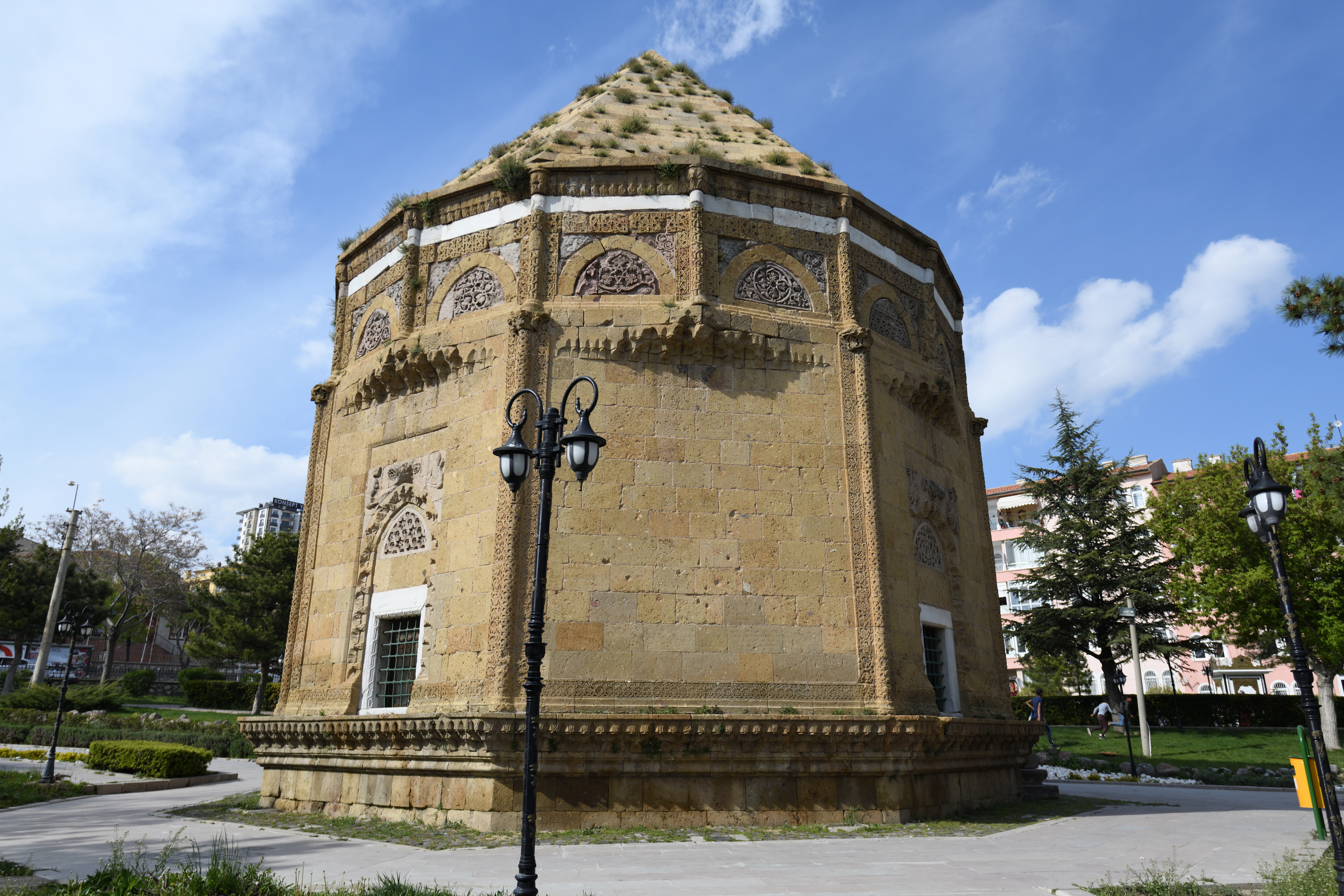
Tomba de Hudavend Hatun de Niğde (1312)

### Caravanserralls
Alguns dels monuments seljúcides més impressionants són els caravanserralls construïts al llarg de moltes rutes comercials. Uns centenars se'n construïren al segle xiii. Hui en resten un centenar en diferents estats de conservació. Desafortunadament, la majoria dels caravanserralls no tenien inscripció de fundació o han estat destruïdes. La majoria dels caravanserralls seljúcides es van construir entre el 1220 i el 1250, durant l'apogeu de l'Imperi seljúcida, i són únics en planta i disseny, tot i que s'inspiren en l'arquitectura iraniana i armènia anterior. La funció bàsica dels caravanserralls era proporcionar seguretat i es pot veure en els gruixuts murs de maçoneria de pedra amb una sola entrada i finestres amb escletxes. Aquesta única entrada controlava l'accés i també es tancava a la nit. Els sostres s'utilitzaren ocasionalment per a la defensa amb cambres amb vista al camí. La majoria dels murs tenen contraforts i estan rematats amb emmerletats. Aquests edificis estan construïts amb grans carreus de pedra i amb cobertes còniques sobre alts tambors. Solen estar adornats amb motius florals i geomètrics. Els caravanserralls seljúcides tenen una sala coberta i un petit pati, tots dos de forma rectangular. L'entrada és la part més prevalent de l'edificació. El saló cobert constava de passadissos de columnes i se centrava amb una cúpula amb llanterna. Els caravanserralls seljúcides tenien un mur de cortina senzill amb poca decoració. Tota l'ornamentació se centrava al portal d'entrada principal.
El refugi era la funció essencial dels caravanserralls. Per tant, aquestes edificacions tenien estables per als animals, llocs per a empacar i desempacar les mercaderies i allotjaments per als viatgers. Les galeries del refugi es componien de dues bandes paral·leles en dos nivells diferents. La banda inferior a nivell del terra albergava els estables i la banda superior era una plataforma per a les mercaderies i les persones. Molts caravanserralls també tenien sistemes d'aigua, inclosos drenatge i clavegueram en l'edifici. Aquests edificis servien per a fomentar el comerç en l'Imperi seljúcida. Es van construir en les principals rutes comercials. També tenien usos militars, o s'empraven com a cases de govern per al soldà i el seu seguici, o com a cases d'hostes reials per als monarques visitants. I també es van utilitzar com a presons, llocs de refugi i amb fins religiosos. Oferien àpats, refugi, atenció mèdica, banys i altres serveis semblants a tota mena de viatgers. La majoria n'incloïen una mesquita o un espai per a fer rituals religiosos. Els tipus de servei i la quantitat d'espai que ocupaven les àrees de servei variaven molt. No hi havia dos caravanserralls que tinguessen exactament la mateixa planta. Tots eren únics, fins i tot proporcionant els mateixos serveis.
Alguns caravanserralls eren simples edificis rectangulars sense pati, amb una sala amb corredors voltats. Un exemple, el caravanserrall Alayhan, possiblement construït per Kilij Arslan II al voltant del 1190, té un dels portals decorats amb els mocàrabs més antics de l'arquitectura islàmica d'Anatòlia. Un altre exemple n'és el Susuz Han (c. 1246) al camí entre Antalya i Burdur, tot i que la seua manca de pati es pot deure a una construcció sense acabar o a una demolició posterior. Altres caravanserralls contenen un gran pati envoltat d'arcades ensostrades, però sense un gran saló ensostrat. Hi ha relativament pocs exemples d'aquest tipus, com ara l'Evdir Han (1215-1219) i el Kırkgöz Han (potser del 1237 o 1246), tots dos al camí Antalya-Burdur.

Els caravanserralls més monumentals en combinaren tots dos tipus, amb exemples importants com el Sultà Han en la carretera Konya- Aksaray (1229), el Sultà Han a prop de Kayseri (1236-1237), l'Agzikara Han al nord-est d'Aksaray (acabat el 1240), i el Karatay Han a l'est de Kayseri (conclòs al voltant del 1240). Tenen una aparença exterior de fortalesa amb bastions semicirculars i un portal d'entrada de pedra tallada decorada que duu a un pati interior. Al bell mig d'aquests patis a voltes hi ha una petita sala d'oració cúbica que s'eleva sobre el terra damunt quatre pilars. Al costat oposat a l'entrada, un altre portal conduïa a una sala coberta amb molts corredors que anaven perpendiculars a un passadís central amb cúpula.

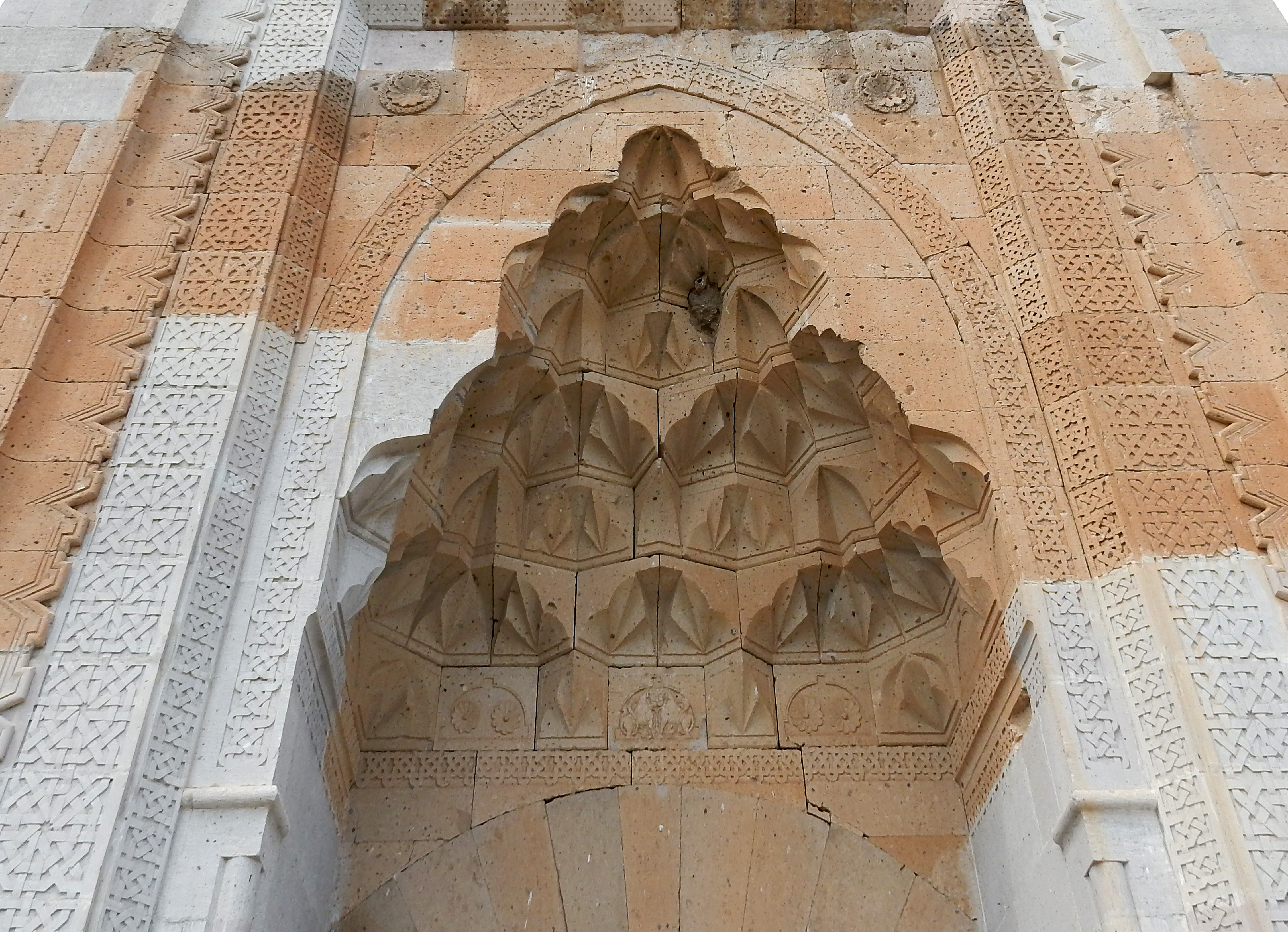
Portal de mocàrabs (parcialment reconstruït) d'Alayhan, al voltant del 1190
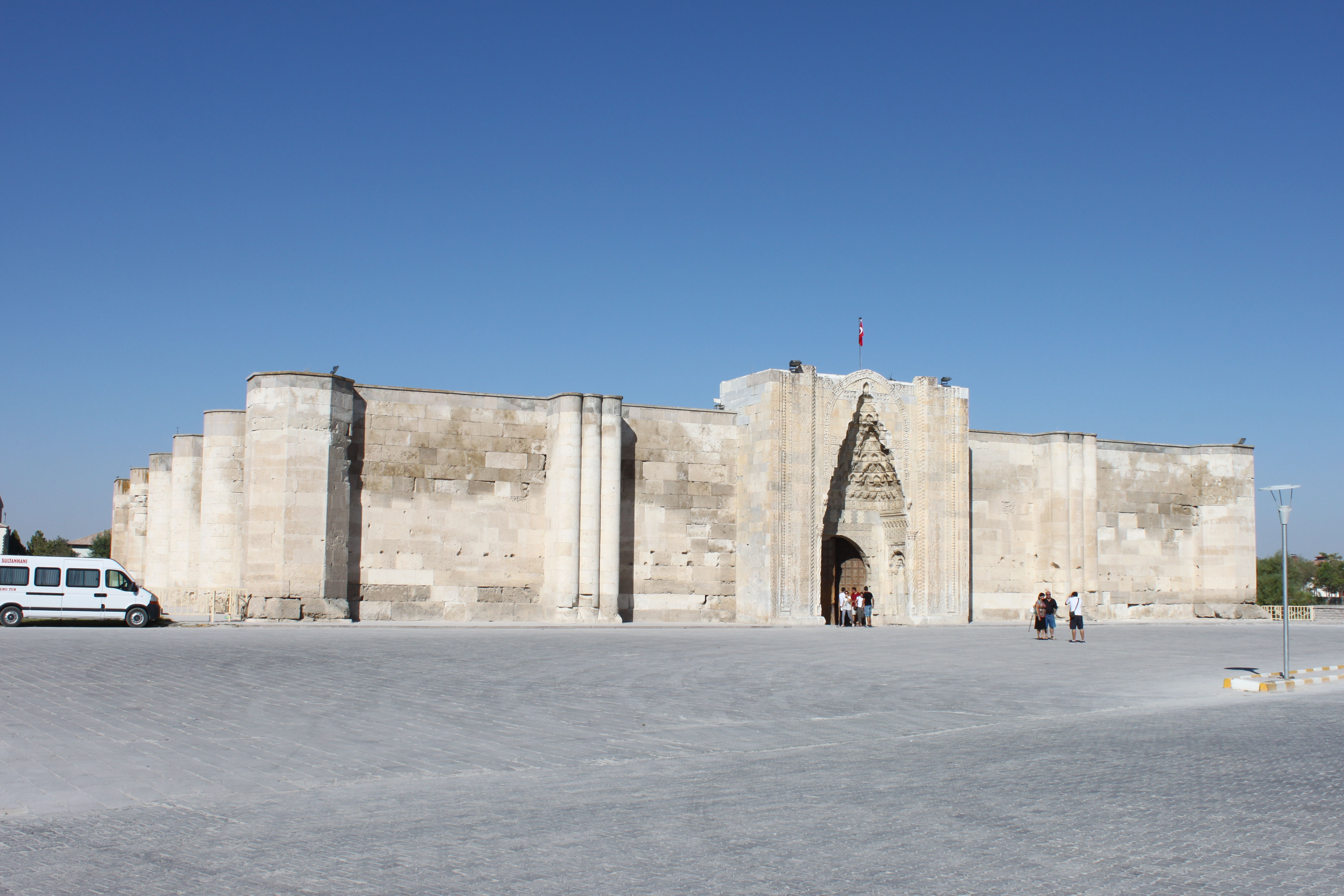
Caravanserrall del Sultan Han, del 1229, al camí Aksaray-Konya
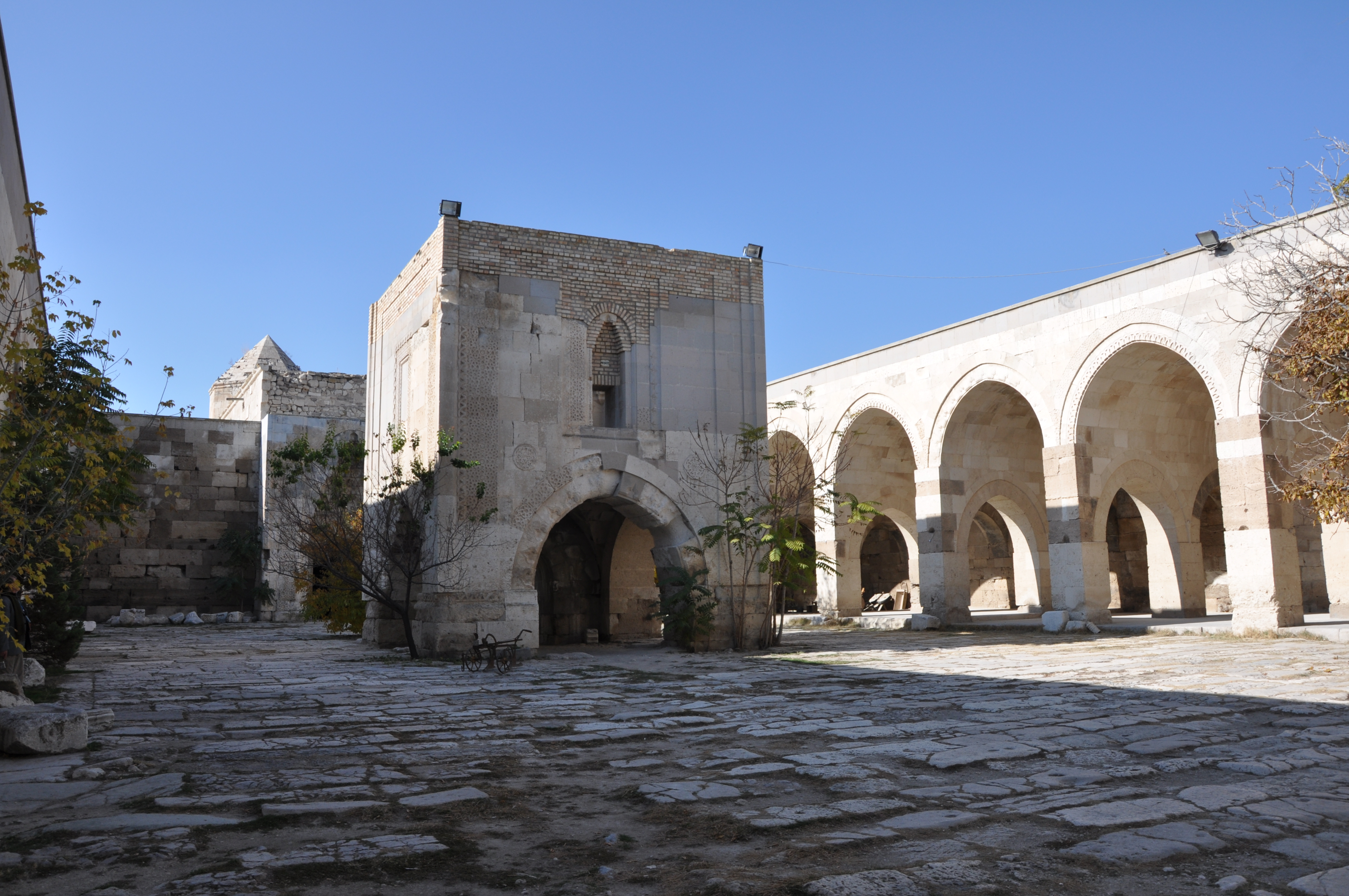
Pati del caravanserrall del Sultan Han
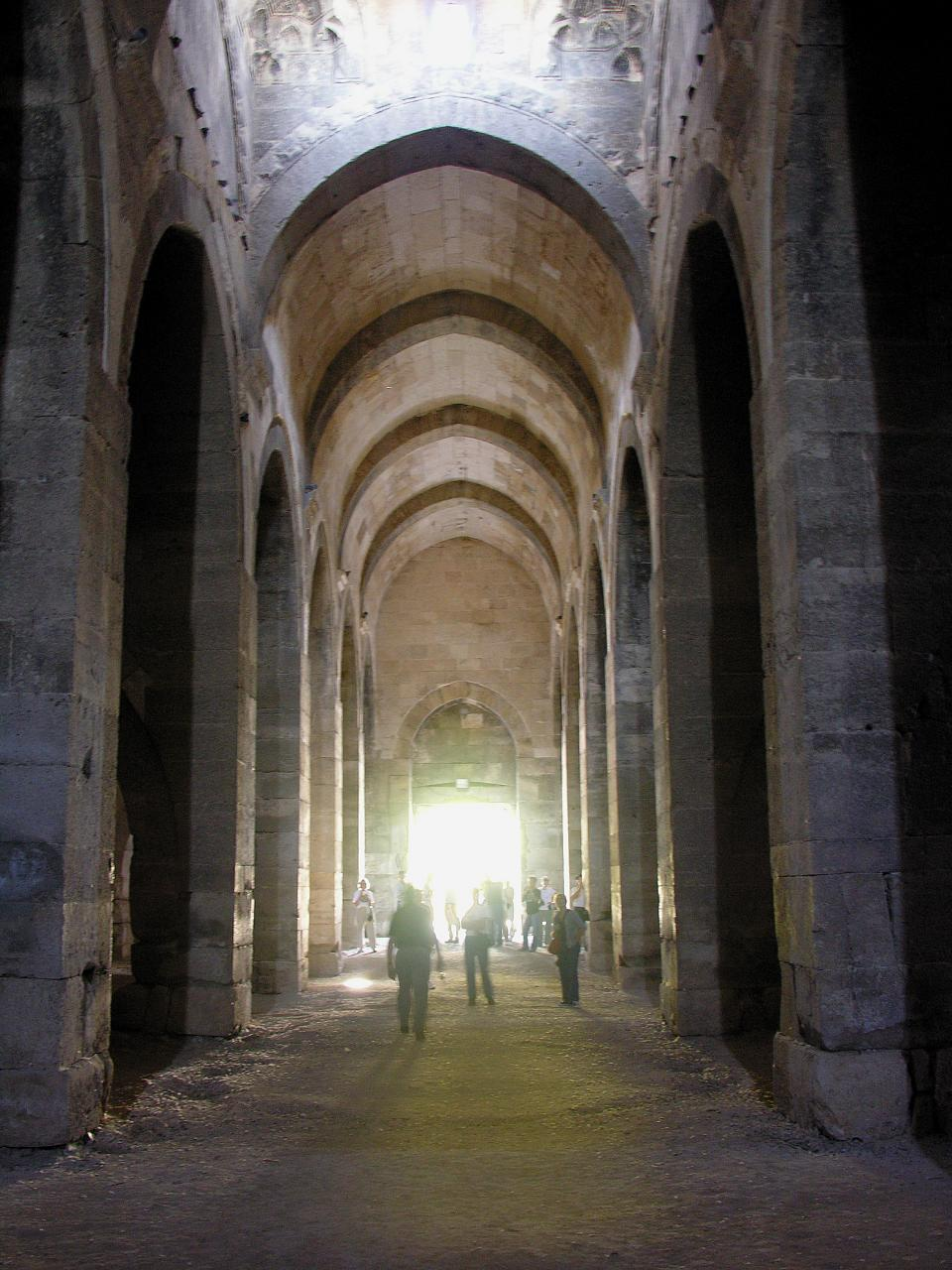
Saló del Sultan Han
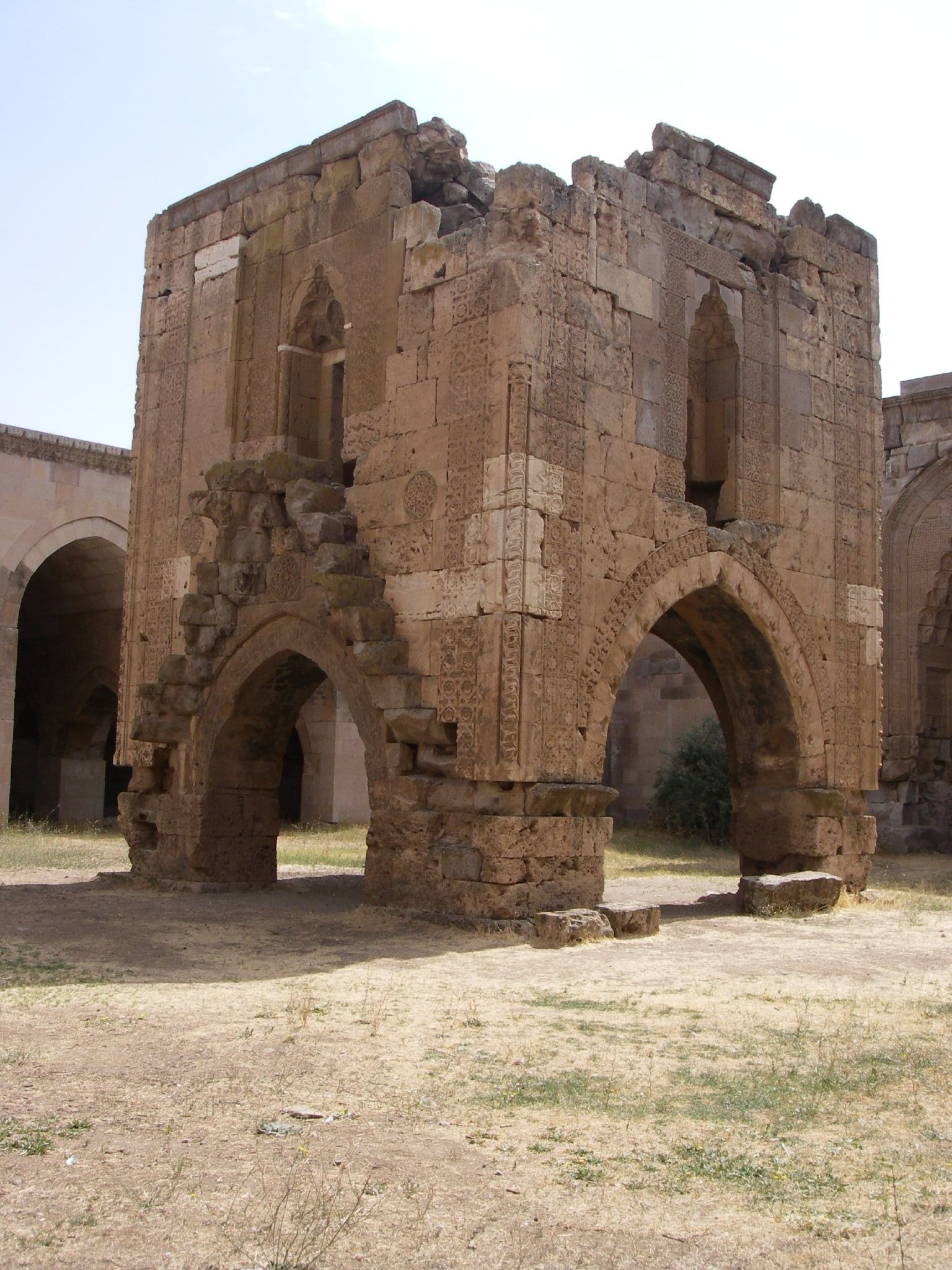
Sala d'oració elevada al centre del Sultan Han, prop de Kayseri (1236-1237)
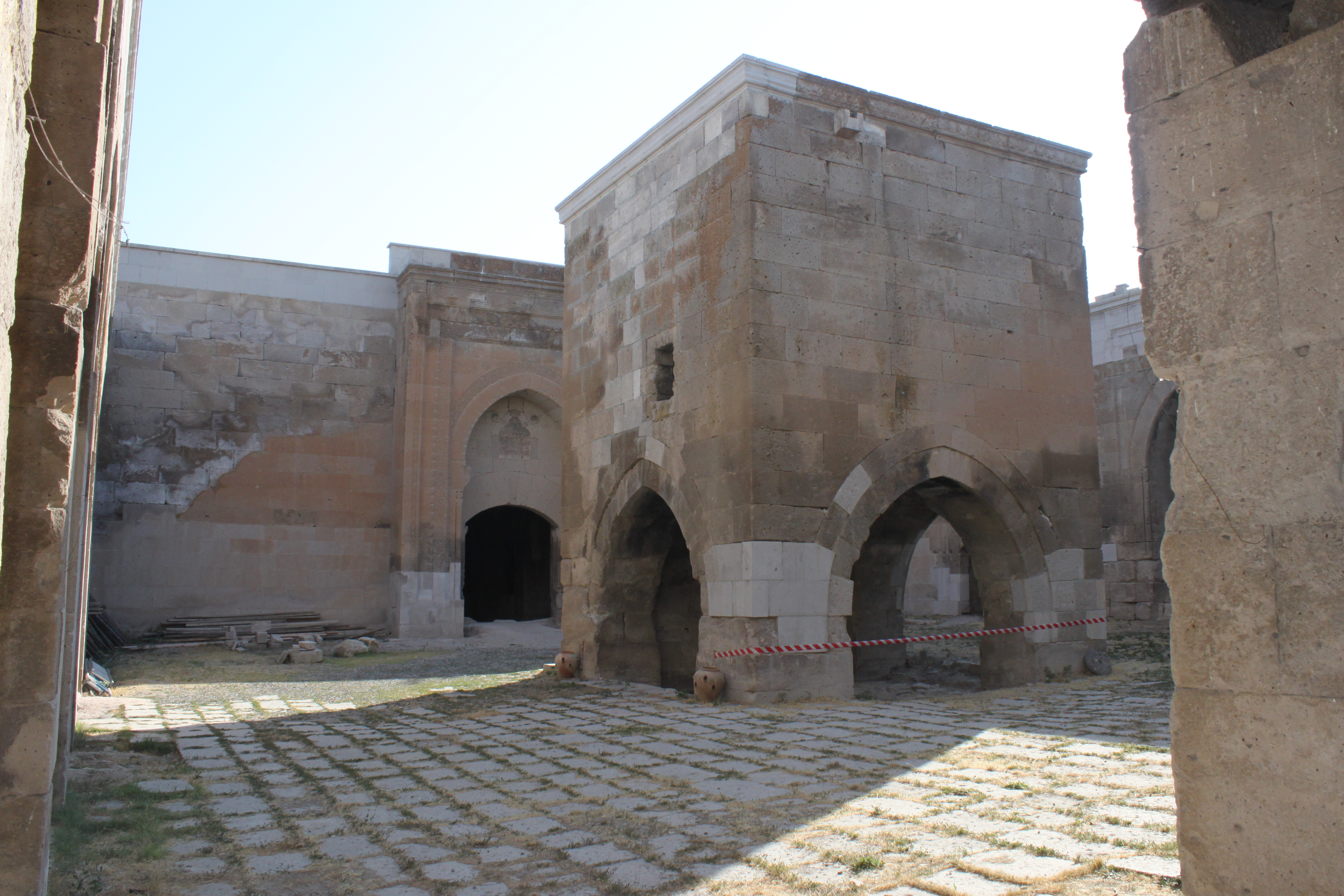
Pati de l'Agzikara Han, del 1240
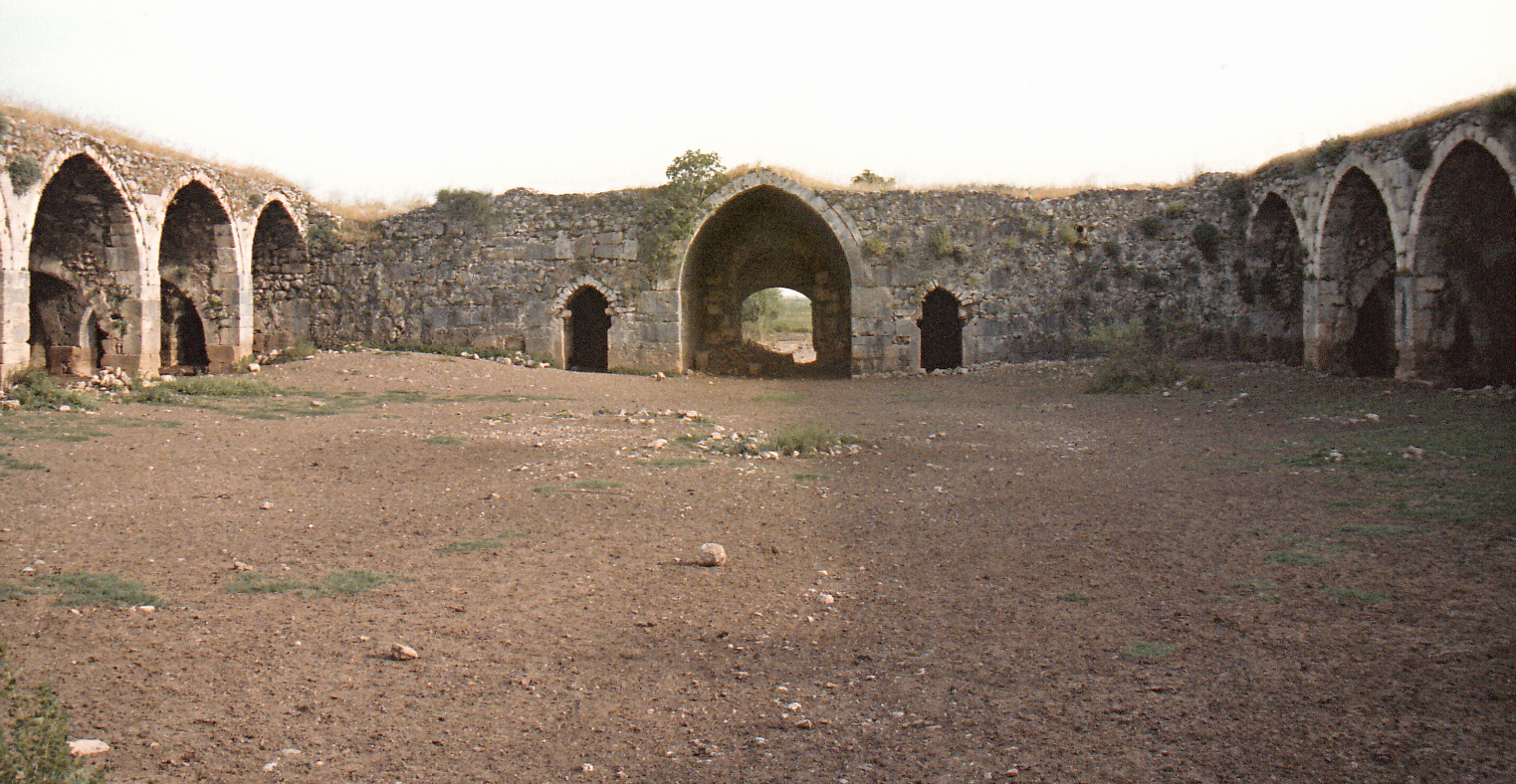
Pati del Kırkgöz Han (entre 1237 i 1246)
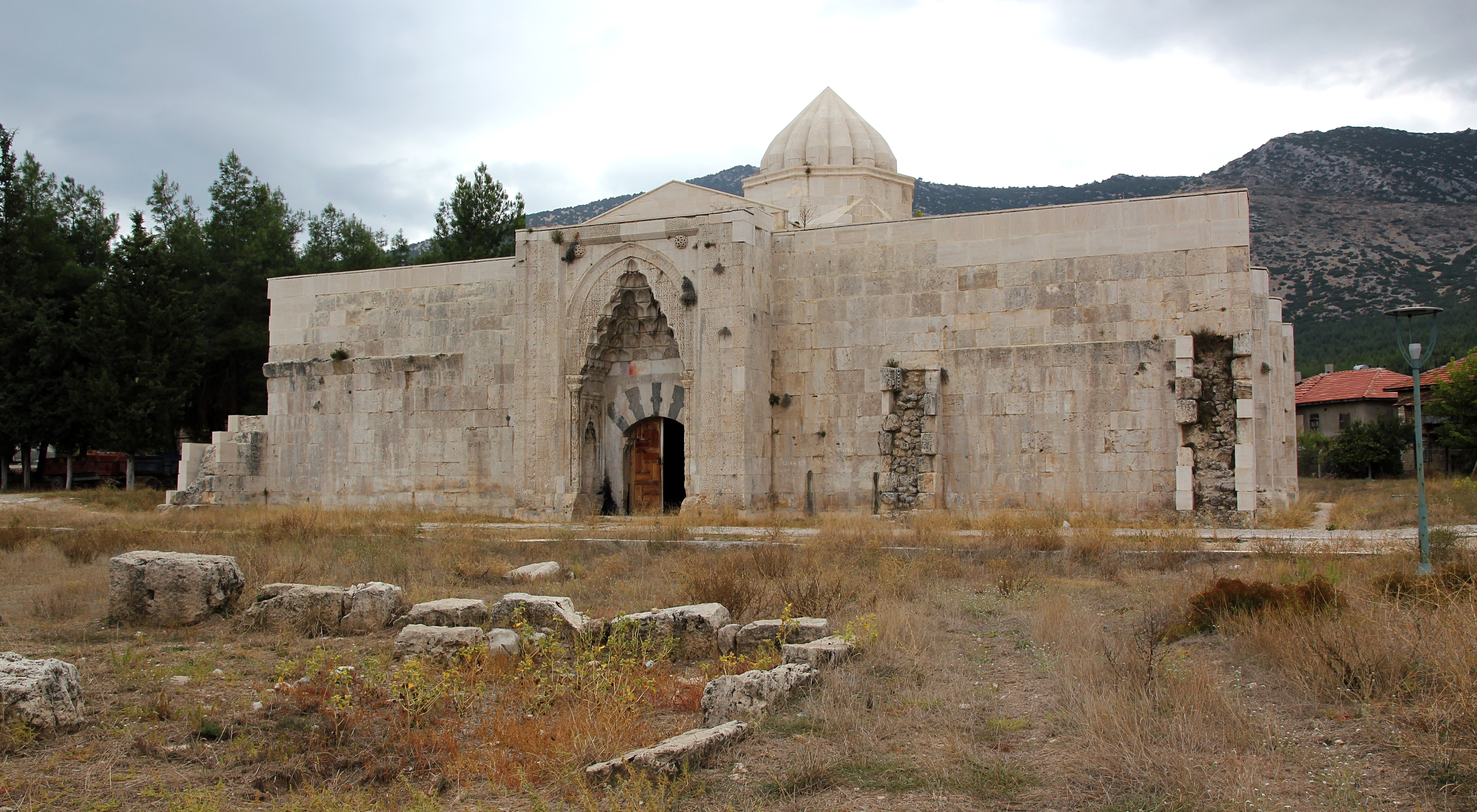
Susuz Han (c. 1246)
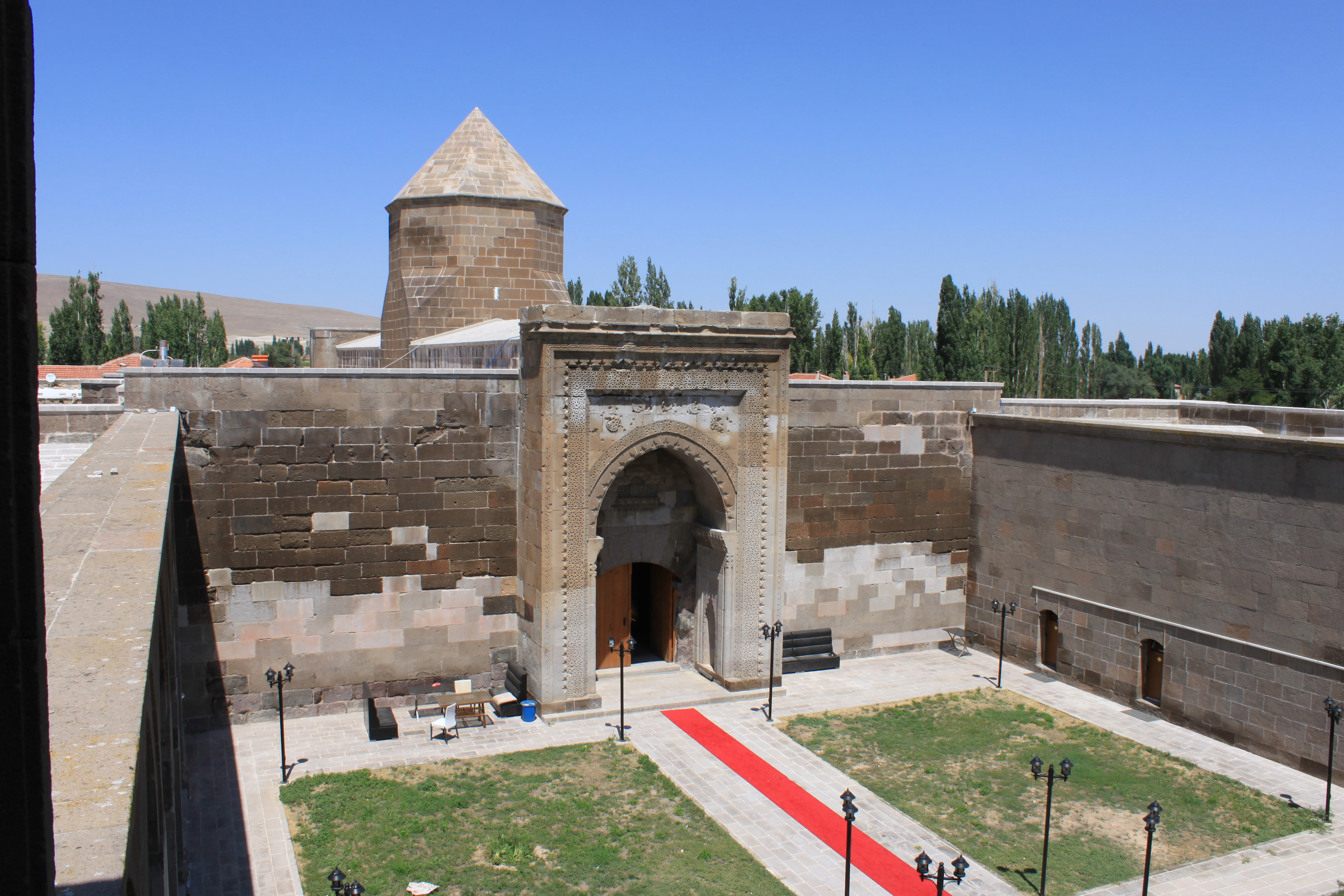
Pati i entrada al saló del Karatay Han (c. 1240)

### Fortificacions i palaus

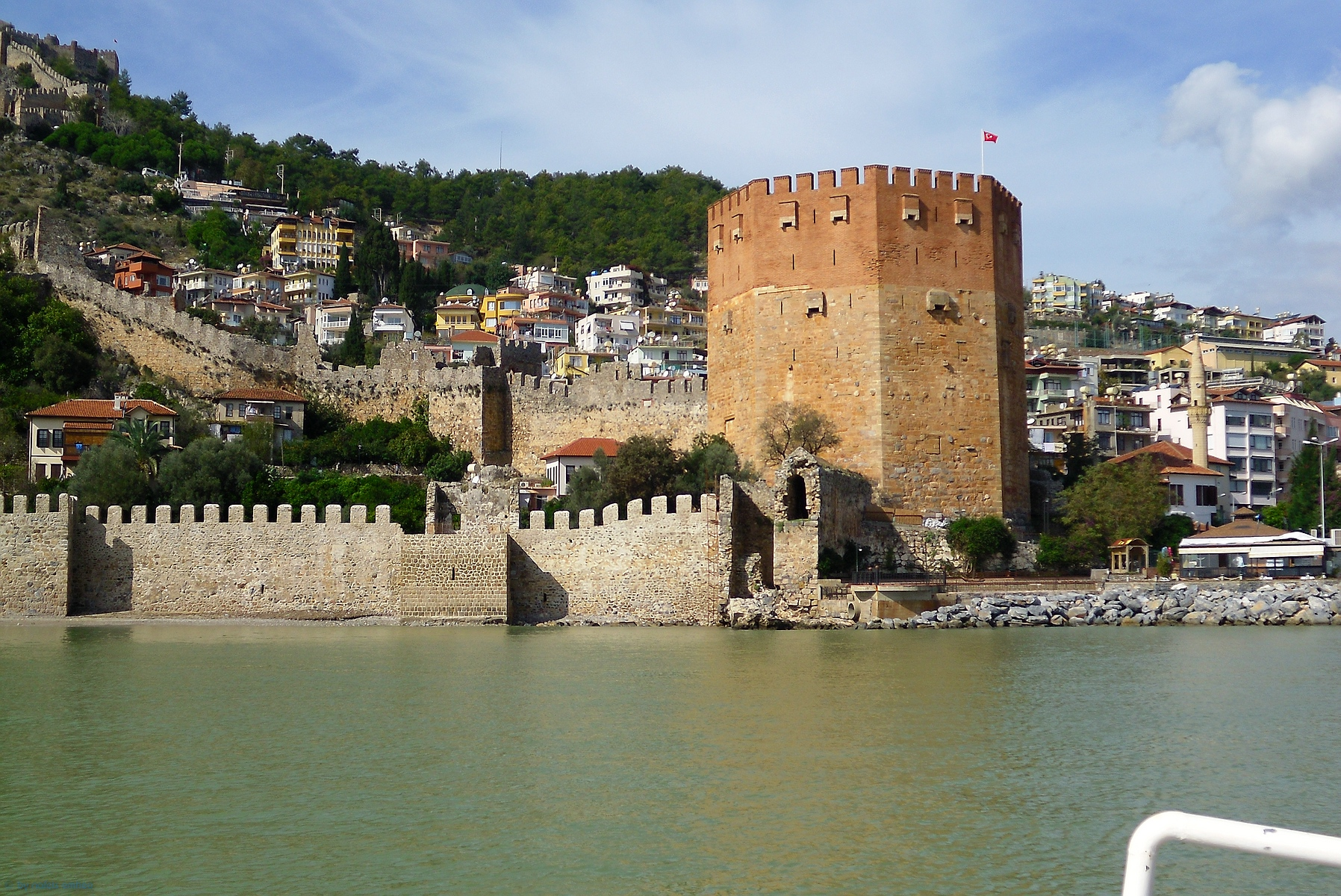
Kızıl Kule (Torre Roja) construïda entre el 1221-1226 per Kayqubad I a Alanya

Entre les fortificacions militars seljúcides, un dels exemples més ben conservats és un conjunt d'edificacions del segle xiii de la ciutat costanera d'Alanya, que conté muralles, una torre al costat de la mar (Kızıl Kule), i un arsenal o drassana naval (tersane). Al sud-est d'Anatòlia, la ciutat de Diyarbakir ha conservat parts importants de les muralles defensives. Els murs daten d'èpoques diferents; tenen, però, torres construïdes pels ortúkides decorades amb una barreja d'inscripcions cal·ligràfiques i imatges figuratives d'animals i criatures mitològiques tallades en pedra.
Poc ha sobreviscut dels palaus seljúcides, que en alguns casos es van construir dins de ciutadelles. A Konya, el palau reial i la ciutadella seljúcida una vegada es trobaven al costat de la Mesquita Alaeddin sobre el turó que domina el centre de la ciutat. Només s'han conservat parts d'un dels pavellons, l'Alaeddin Köşkü o Quiosc Alaeddin. Aquest pavelló, el va construir Kilij Arslan II (r. 1156-1192) dalt d'una de les torres de la ciutadella. Altres palaus ja no estan en peus, però en alguns casos s'han excavat i documentat. El Kaykubadiye o Kayqubadiyya fou un palau d'estiu construït a prop de Kayseri per Ala' al-Din Kayqubad I (r. 1220-1237). Tenia tres petits edificis al voltant d'un llac artificial, i una mesquita, un rafal per a barques i una altra edificació amb dues cambres i decoració de taulells. El Palau de Kubadabad fou un altre palau d'estiu construït pel mateix soldà a la vora del llac Beyşehir. Tenia 16 petits edificis tancats per una muralla, i incloïa residències decorades amb taulells.

### Ponts

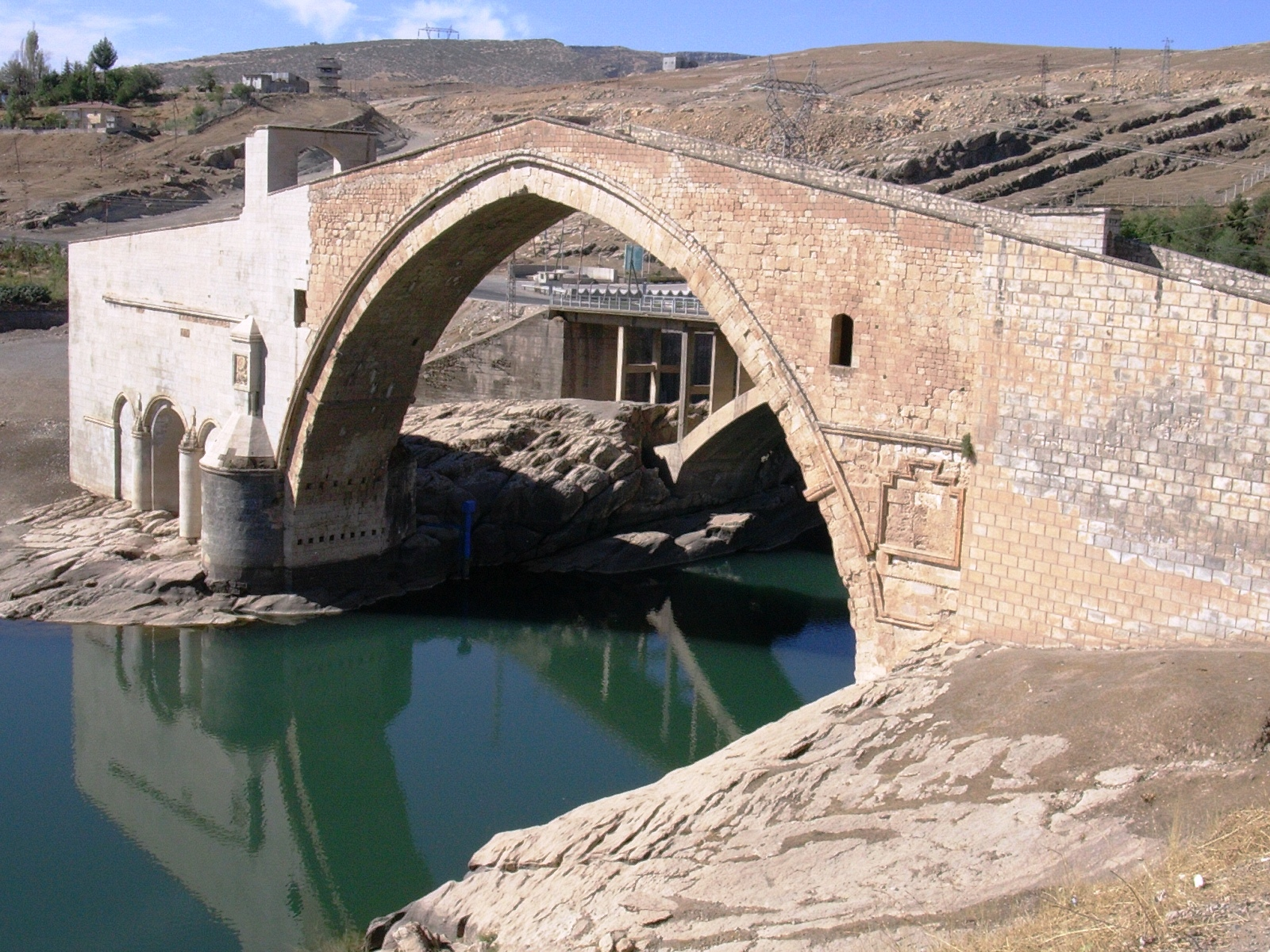
Pont de Malabadi (1147) prop de Silvan

A Anatòlia, tant els seljúcides com els ortúkides van construir molts ponts. El tipus de pont més comú n'era d'una sola llum amb forma d'arc apuntat. Un exemple primerenc n'és és el pont de Malabadi (1147) construït pels ortúkides sobre el riu Batman a l'est de Silvan. Aquesta forma de pont ja existia en les èpoques romana i bizantina i continuà utilitzant-se en el període otomà posterior (com ara, el famós Pont Vell de Mostar). Per a rius menys fondos amb corrents més febles, els ponts d'arcs múltiples més plans podien ser més pràctics. N'és un exemple el Pont Dicle, el pont de l'era islàmica més antic d'Anatòlia, que es va construir sobre el Tigris el 1065-1067. Aquest tipus de pont es feu usual en el període dels beilicats i també continuà construint-se sota els otomans. Un altre pont notable i primerenc de l'era turcoislàmica d'Anatòlia és el Pont Vell ara en ruïnes de Heskîf, construït pels ortúkides entre el 1155 i el 1175, molt notable.

### Imatgeria de maçoneria
Les cultures islàmiques utilitzaren representacions figuratives en l'art, però menys sovint en contextos religiosos. Els seljúcides no tenien precedents en el seu ús prolífic d'aquests motius i els van emprar fins i tot en el seu art i arquitectura religiosos. Una forma clau en què es van representar les figures en l'arquitectura seljúcida és en relleus de pedra. Els seljúcides mostraven aquestes formes d'art dalt de les portes, als llocs més notables. Aquesta pràctica es remunta a la tradició cristianoarmènia i l'adoptaren els seljúcides quan en conqueriren l'àrea. Aquest tipus de maçoneria es va utilitzar en edificis profans i religiosos i en fortificacions com les muralles de la ciutat, sovint en portals i entrades.

#### Motius humans

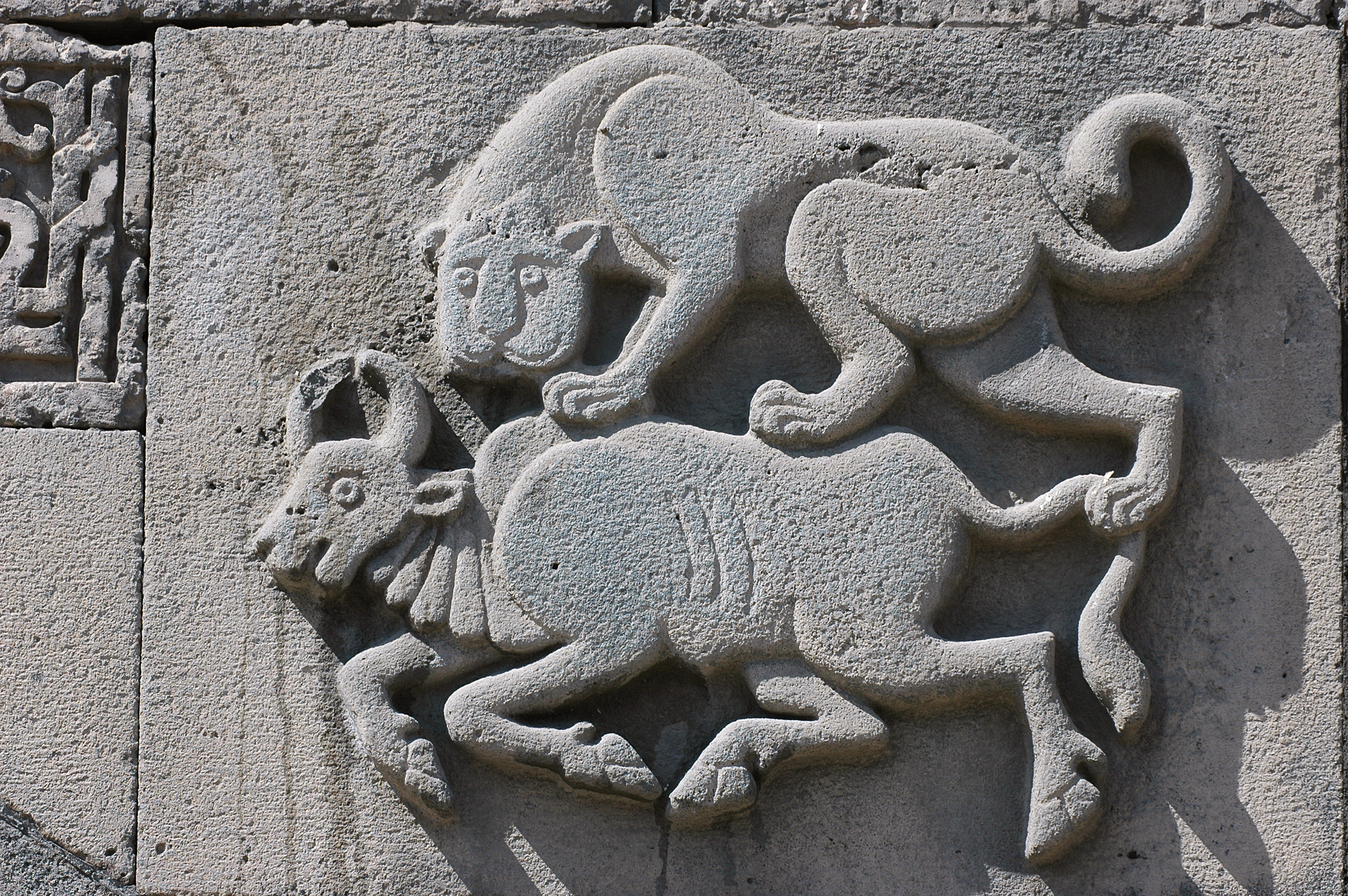
León lluitant contra un toro a l'entrada de la gran mesquita de Diyarbakir

Els motius humans rares vegades s'utilitzaren en l'arquitectura seljúcida. Quan s'empraven, sovint s'exhibien en grups o parelles amb un arranjament de mirall. Exemples d'això hi ha a la mesquita d'Alaeddin de Niğde i a la porta de l'hospital del conjunt de la gran mesquita de Divriği. Aquest tipus d'imatges estava relacionat amb la creença seljúcida en l'astrologia i representava símbols astrològics i planetaris en la maçoneria. Poques vegades representaven figures humanes específiques, com es veu sobre la porta de l'Hospital Divriği. Es creu que aquest exemple és un retrat d'una persona específica.

#### Lleons
Els motius d'animals foren la mena d'imatges més emprada en l'Imperi seljúcida i un dels animals preferits era el lleó. En general, es representaven en relleu sencer; s'empraven com a gàrgoles i tenien un estil semblant a les escultures tradicionals dels lleons armenis. El mateix que els motius humans, l'ús d'imatges de lleons se sol associar amb el símbol del sol en el zodíac. Els exemples n'inclouen els relleus de lleons de la Madrassa Çifte de Kayseri, dos relleus d'un lleó lluitant contra un bou a la gran mesquita de Diyarbakir i relleus de lleons amb l'arbre de la vida i una lluna creixent a la Tomba de Döner Kümbet de Kayseri.

#### Àguiles / ocells rapaços

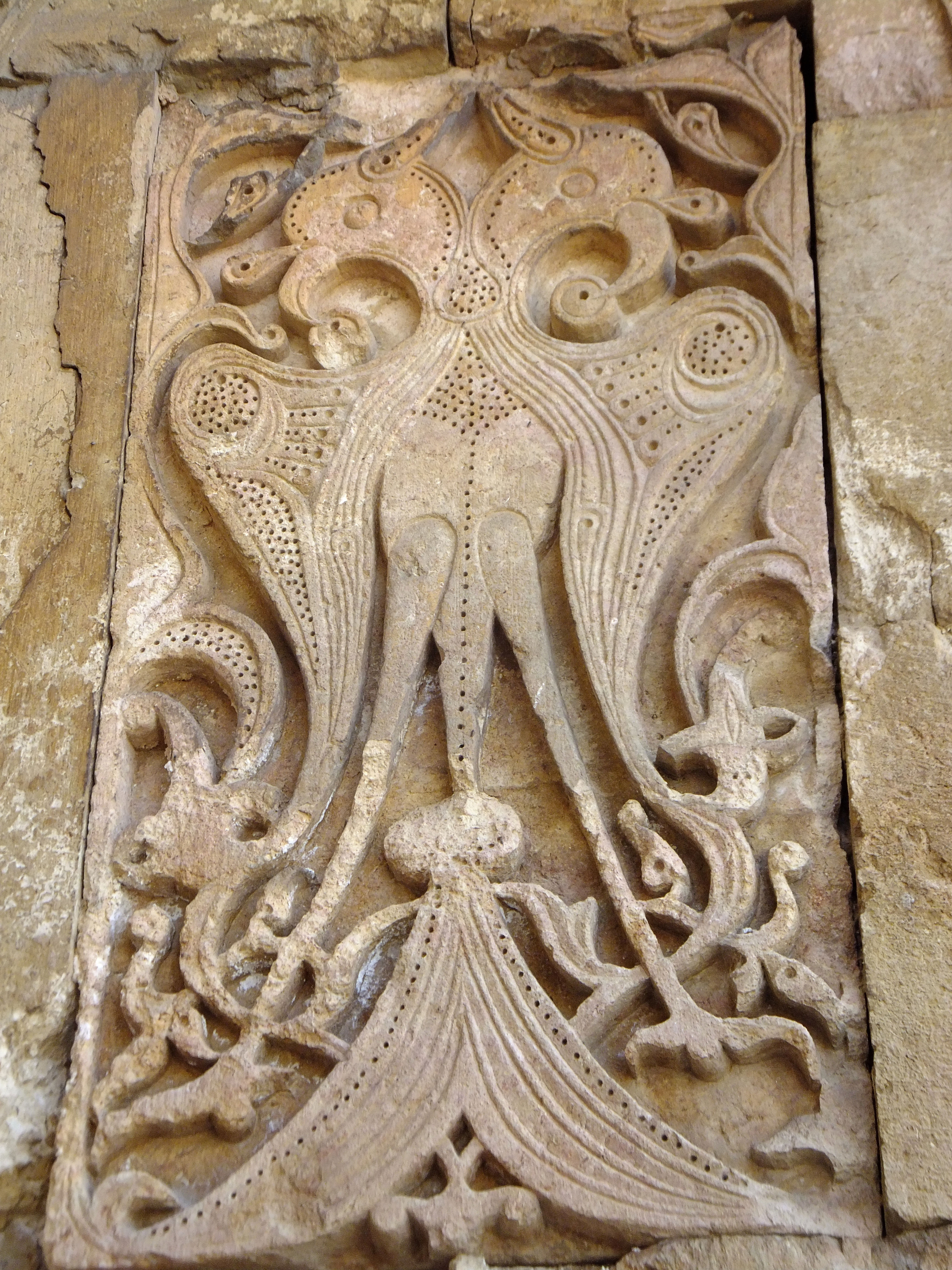
Una àguila bicèfala en relleu, del, gran mesquita i hospital de Divriği

Sovint en les tombes, els relleus d'ocells rapaços tenien usos i significats variats per als seljúcides. L'àguila era originàriament un símbol dels oghuz, una tribu turquesa d'on isqueren els seljúcides, vinculant així l'ús i la tradició d'aquest símbol a l'Àsia Central preislàmica. Aquest símbol es va utilitzar més en tombes i mausoleus, mostrant la creença que els ocells eren una mena de guia celestial. Hi ha exemples de relleus d'àguila en la Tomba de l'Emir Saltuq d'Erzurum i en la Tomba de Hudavend Hatun de Niğde.
Mentre que l'àguila se sol mostrar en construccions relacionades amb la mort, l'àguila bicèfala tenia un significat més complex i solia aparéixer en l'arquitectura més sagrada. Es representen com a animals feroços, com ara els lleons, i sembla que eren un motiu protector (sobretot quan es representen en estructures no sagrades, com ara muralles i palaus). A voltes, aquests ocells s'hibridaven amb altres animals amenaçadors, com ara dracs. Quan s'utilitzen en mausoleus i tombes, els ocells bicèfals estan connectats amb el significat d'ocell rapaç i se'ls considera com a ocells de l'ànima. Exemples del motiu de l'àguila bicèfala com a símbol de poder es troben a les torres ortúkides de les muralles de Diyarbakir. També apareixen al portal d'entrada de l'oest de la Gran Mesquita de Divriği sobre un fons d'arabescos, i en el Döner Kümbet de Kayseri sobre l'arbre de la vida.

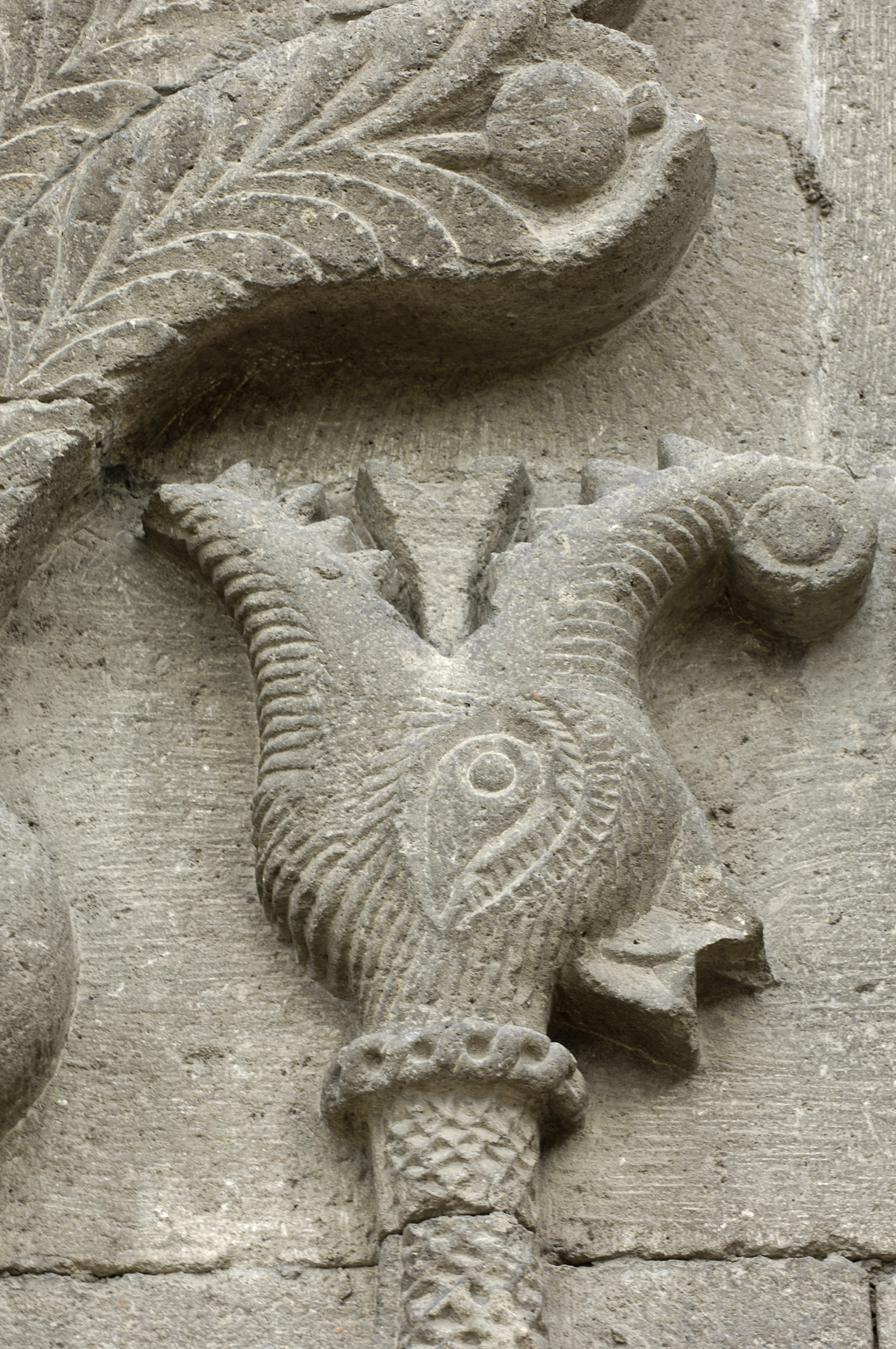
Cap de drac tallat a la façana de la madrassa Çifte Minareli d'Erzurum

#### Drac
El drac és rar en l'arquitectura sagrada seljúcida, i s'utilitza més comunament en edificis profans, com ara muralles i palaus. Quasi sempre estan disposats en parelles i l'un enfront de l'altre, com per a lluitar. Els dracs seljúcides tenen caps feroços i la boca oberta i un cos i cua retorçats, nuats o amb forma de serp. A voltes tenien ales o banyes. Aquest tipus d'imatges està molt relacionat amb els primers dracs xinesos, que apareixien igualment retorçats i feroços damunt les portes de les tombes. El drac sovint s'hibridava amb altres animals per a donar-li una aparença feroç i protectora. Quan s'utilitza en estructures sagrades, el drac també es vincula al zodíac i al pseudoplaneta Jawzahar; es creu que els seus cap i cua representen els nodes ascendents i descendents de la lluna. Exemples de relleus de dracs tallats hi ha a la façana d'entrada de Çifte Minareli Medrese d'Erzurum i un altre parell s'enfronta en els arcs de la mesquita del quiosc del centre del Sultà Han a prop de Kayseri.

#### Sirena

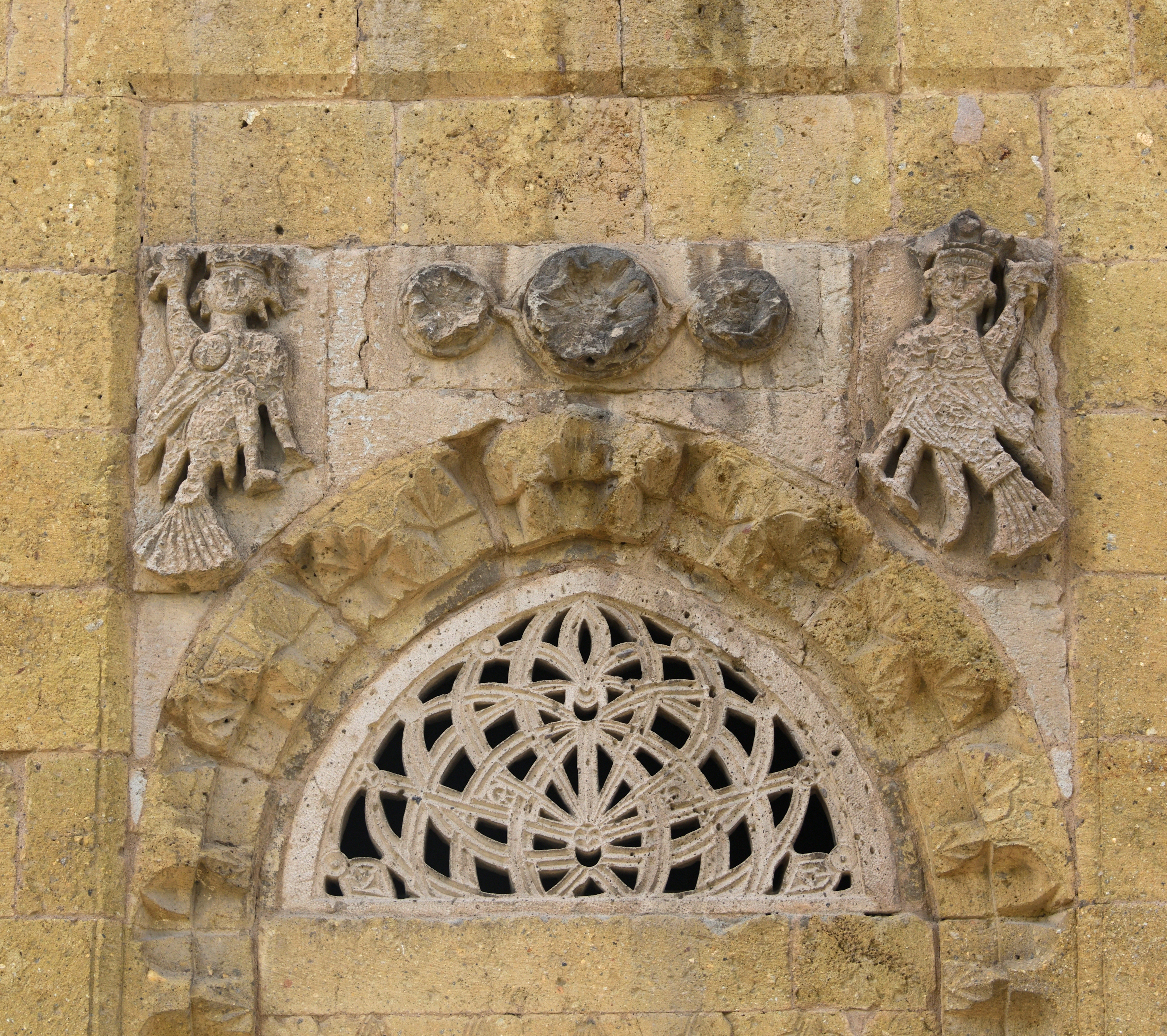
Parell de sirenes reflectides sobre un nínxol a la tomba de Hudavend Hatun

Sembla que les sirenes, una criatura mítica, protegeixen del mal, i sovint apareixen amb corones, cues de peix i, a vegades, amb ales. Se les solia representar amb formes híbrides. Les sirenes també tenien importància en els temes del zodíac que els seljúcides retrataven sovint, i representaven amb freqüència Bessons. L'ús de sirenes a l'Anatòlia es remunta a èpoques anteriors a Seljuk, amb influència dels tèxtils i l'art egipcis dels visegle vii i del segle viii, i els tèxtils de Turfan dels segles vi i vii. Es poden trobar exemples de sirenes a la Tomba de Hudavend Hatun i als taulells del Palau de Kubadabad.

#### Esfinx
Comuna en l'arquitectura profana seljúcida, però rara en edificis sagrats, l'esfinx és una altra criatura mítica que els seljúcides empraren en els seus edificis i objectes d'art. Un exemple de relleu d'una esfinx en una casa, tot i que deteriorada, es pot veure en el Döner Kümbet. Es pensava que l'esfinx allunyava el mal i tenia trets protectors; per això s'utilitzava més en muralles i palaus. Aquesta funció també és evident en la imatge d'una esfinx que protegeix un heroi en la batalla tallada en una làpida que ara es troba al Museu Arqueològic de Afyonkarahisar. L'esfinx també té una implicació zodiacal i planetària; el motiu de la «roda de l'Esfinx», que apareix en la «copa Wade» de l'Iran seljúcida (traslladada al Museu d'Art de Cleveland), mostra la criatura que simbolitza el sol en la seua posició d'eixida, pic i posta. L'Esfinx, ja de per si una criatura híbrida, també s'hibrida sovint amb altres motius animals en l'arquitectura seljúcida.

#### Cicle animal (zodíac)

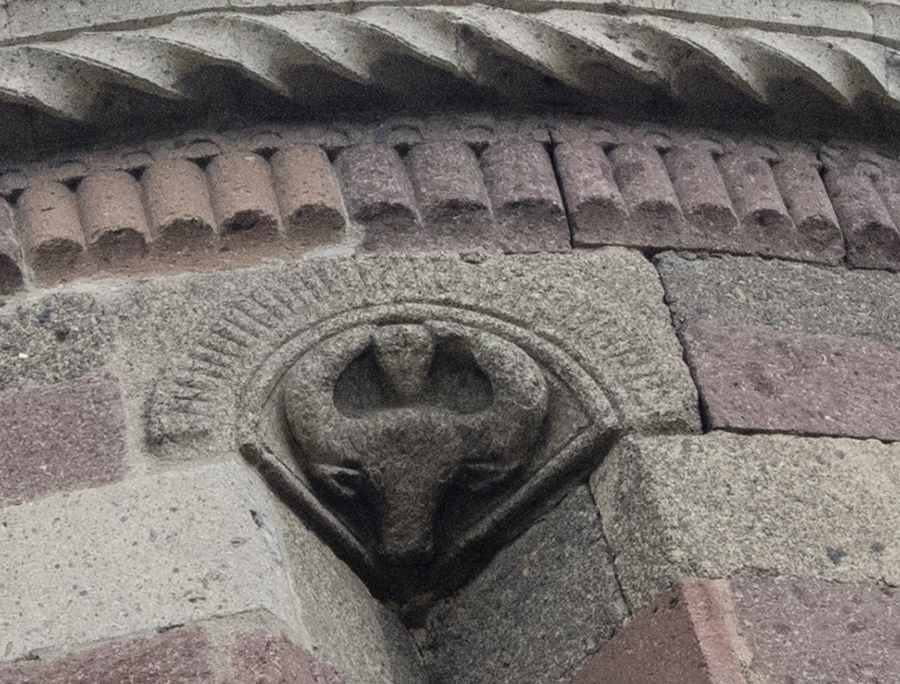
Cap de toro, un dels animals del zodíac, tallat a la tomba d'Emir Saltuq

Juntament amb el zodíac de 12 mesos, els seljúcides també s'interessaven en l'astrologia xinesa, un cicle de 12 anys en què en cada any s'assigna un animal (rata, bou, tigre, conill, drac, serp, cavall, cabra, mico, gall, gos i porc). Els seljúcides adoptaren aquests motius i els utilitzaren en relleus de mausoleus i, durant el darrer període seljúcida sota la dominació mongola, aquest tipus de treball es va produir encara més. Se'n veuen exemples a la tomba de l'emir Saltuq, en una tomba pertanyent al Sultan Han, a prop de Kayseri, i a la madrassa Gök de Sivas.

### Mínbars
El mínbar (sovint traduït com a ‘púlpit’) és un dels únics mobles sempre presents en les mesquites. Constaven d'una escala recta curta, normalment amb un joc de portes a la part inferior i una petita estructura semblant a un quiosc a la part superior. Els mínbars d'Anatòlia durant l'era seljúcida, així com fins als primers temps otomans, eren de fusta i tenien motius arabescos i patrons geomètrics molt tallats. En general, la forma i l'estil s'assemblaven als mínbars contemporanis de Síria i el Llevant, encara que mancaven de mocàrabs a la part superior dels mínbars sirians.
Els mínbars turcs més reeixits d'aquest període es feren amb la tècnica «kündekâri», en què moltes peces de fusta entrellaçades s'ajuntaven sense l'ús de claus, agulles o coles. Aquestes peces s'assemblaven com un mosaic i recolzaven en un marc intern de fusta. Exemples d'aquests mínbars són el de la mesquita d'Alaeddin de Konya (datat del 1155-1156, abans de moltes restauracions posteriors de la mesquita), els mínbars de les mesquites aljames (Ulu Cami) de Malatya i Siirt (totes dues del segle xiii). Tots dos ara es troben en el Museu d'Etnografia d'Ankara. També el mínbar de la Gran Mesquita de Sivri Hisar (1275) i el de la Mesquita Eşrefoğlu (1297-1297). Aquest estil de mínbar es va continuar emprant en les mesquites d'Anatòlia durant el període dels Beilicats i fins a començament del període otomà. En aquest període posterior, les talles es feien menys profundes, la disposició geomètrica del mosaic de les peces de fusta es feu més intricada i, a vegades, s'hi afegien protuberàncies a la decoració. Exemples d'aquest període posterior són el mínbar de la Gran Mesquita Saruhanid de Manisa (1376) i el de la Gran Mesquita Otomana de Bursa (1499).

Com el mètode kündekâri requeria una gran habilitat i treball, alguns mínbars es feren amb taulers de fusta més simples, amb una decoració que imitava l'estil kündekâri i després es muntaven en un marc. El desavantatge d'aquest mètode era que, amb el temps, les taules de fusta solien deformar-se i encongir-se, i això feia que els motius s'interrompessen o desalineassen d'un tauler a un altre, com ara en el mínbar de la gran mesquita de Divriği (1228-1229) i en el de la Mesquita Arslanhane d'Ankara (1289-1290). Malgrat la tècnica més senzilla, encara se'n consideren bons exemples d'artesania i decoració en fusta seljúcida d'Anatòlia.

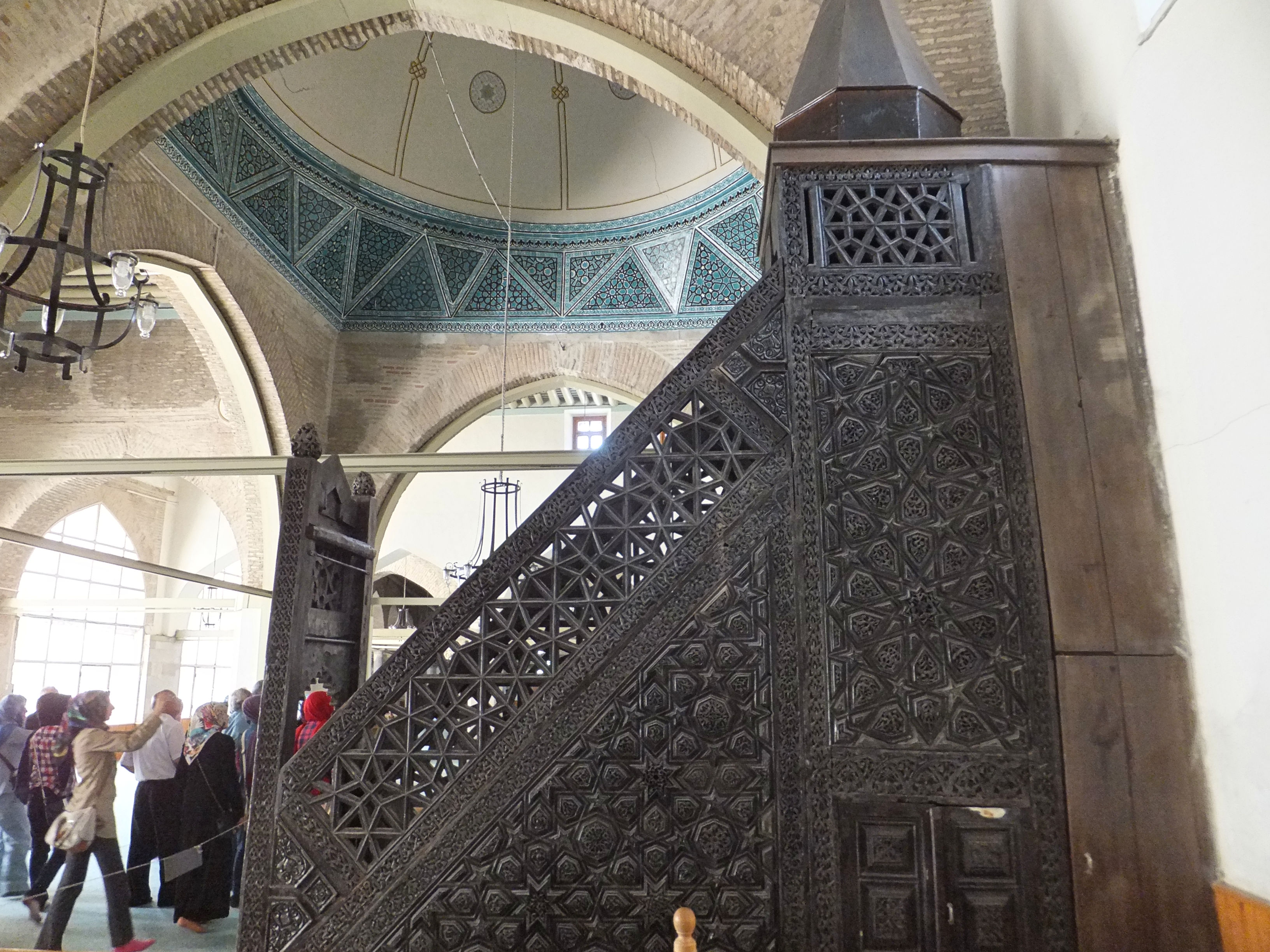
Mínbar de la mesquita d'Alaeddin, Konya (1155-1156)
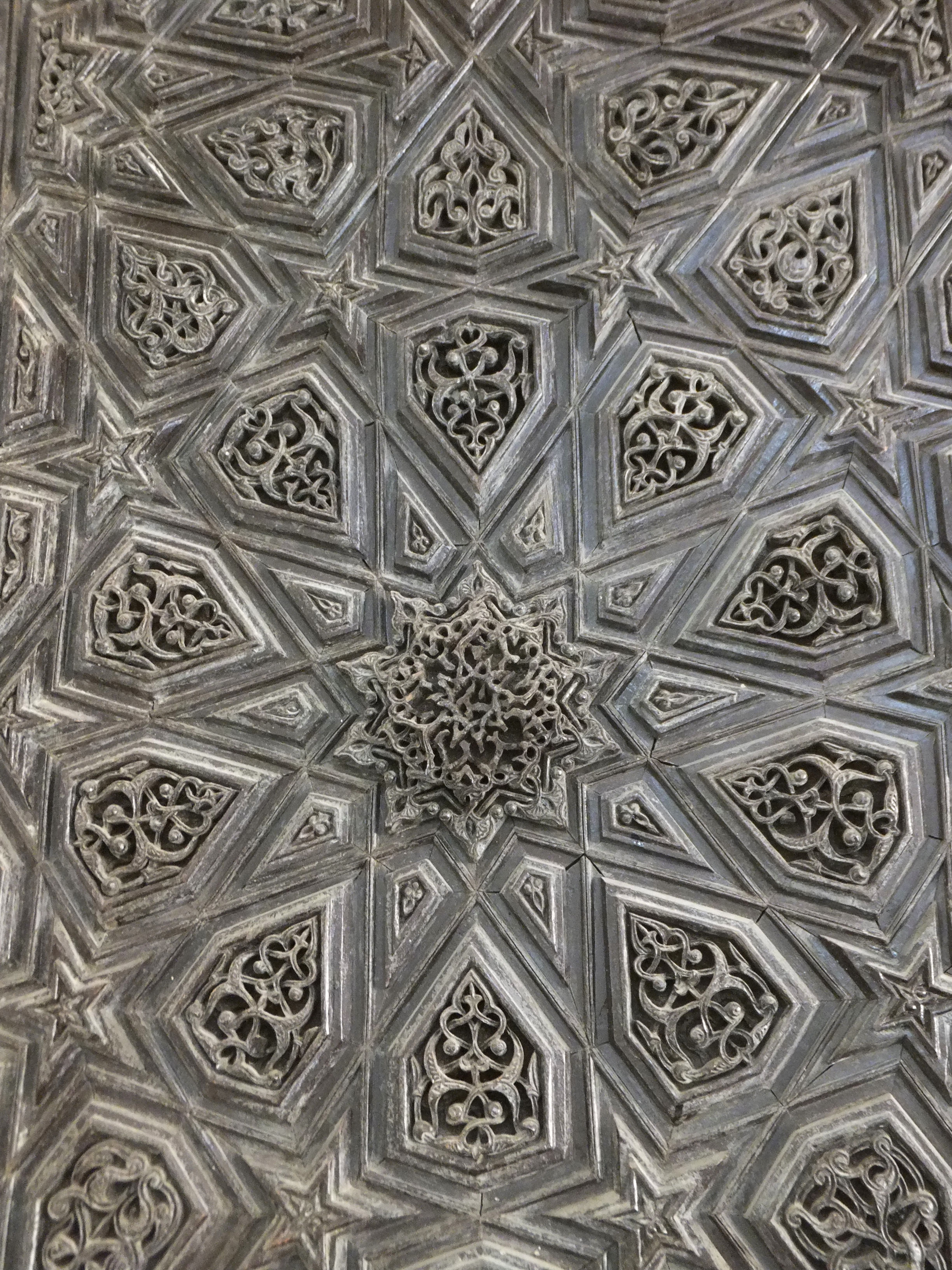
Detalls del kündekâri del mínbar de la mesquita d'Alaeddin
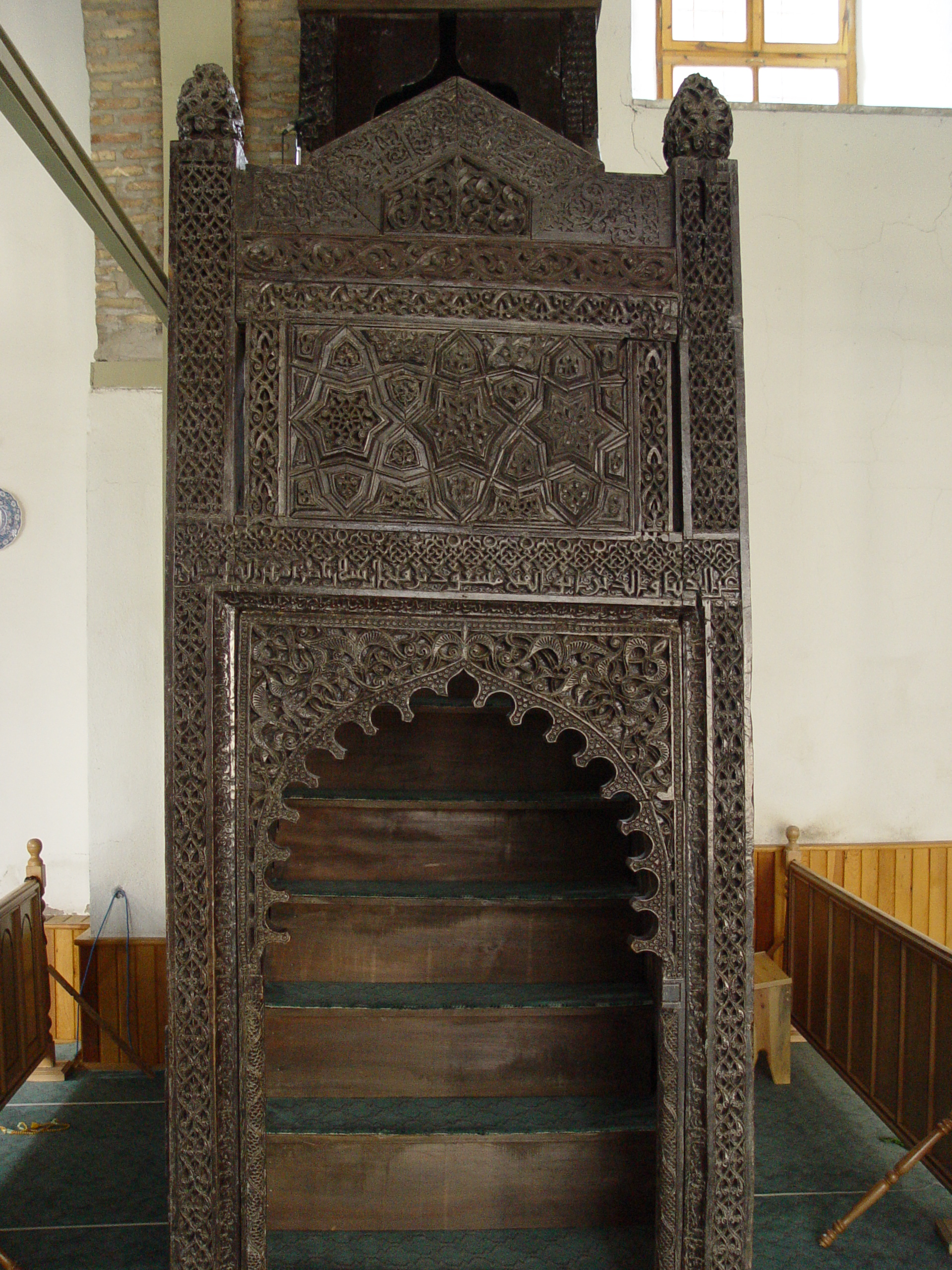
Davant del mínbar de la mesquita d'Alaeddin
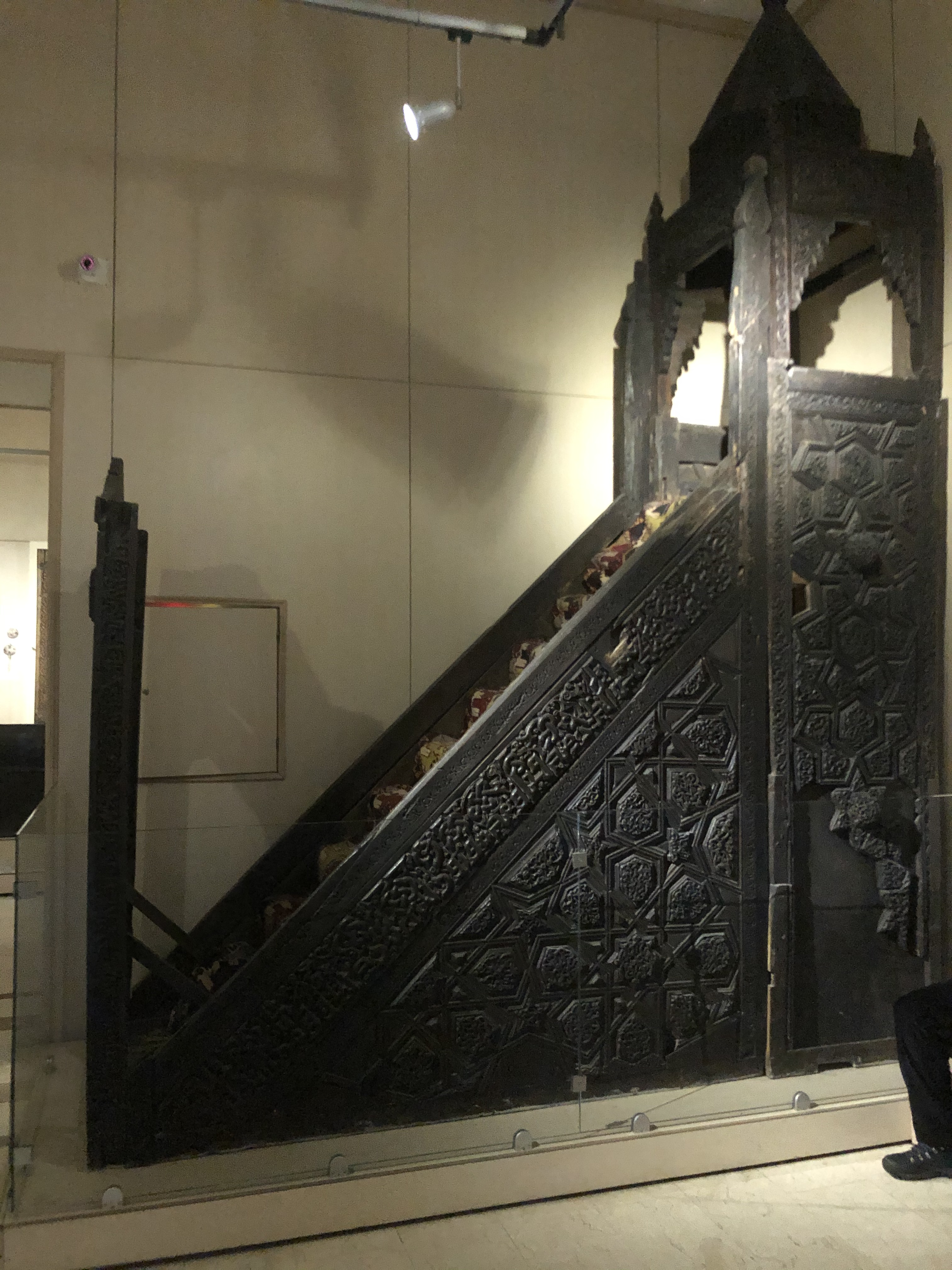
Mínbar de l'Ulu Cami de Siirt (s. XIII), ara al Museu d'Etnografia d'Ankara
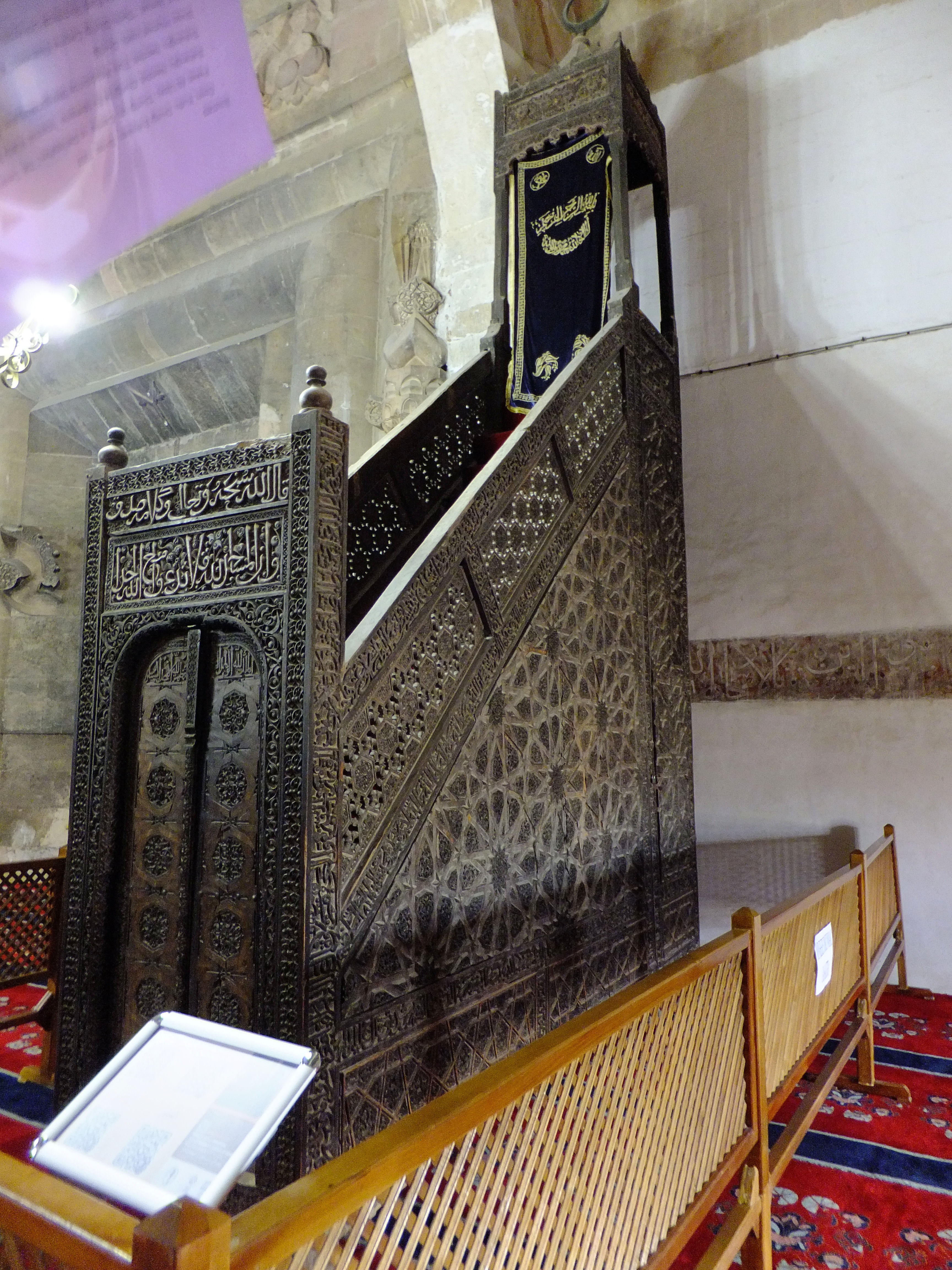
Mínbar de la gran mesquita de Divriği (1228-1229)
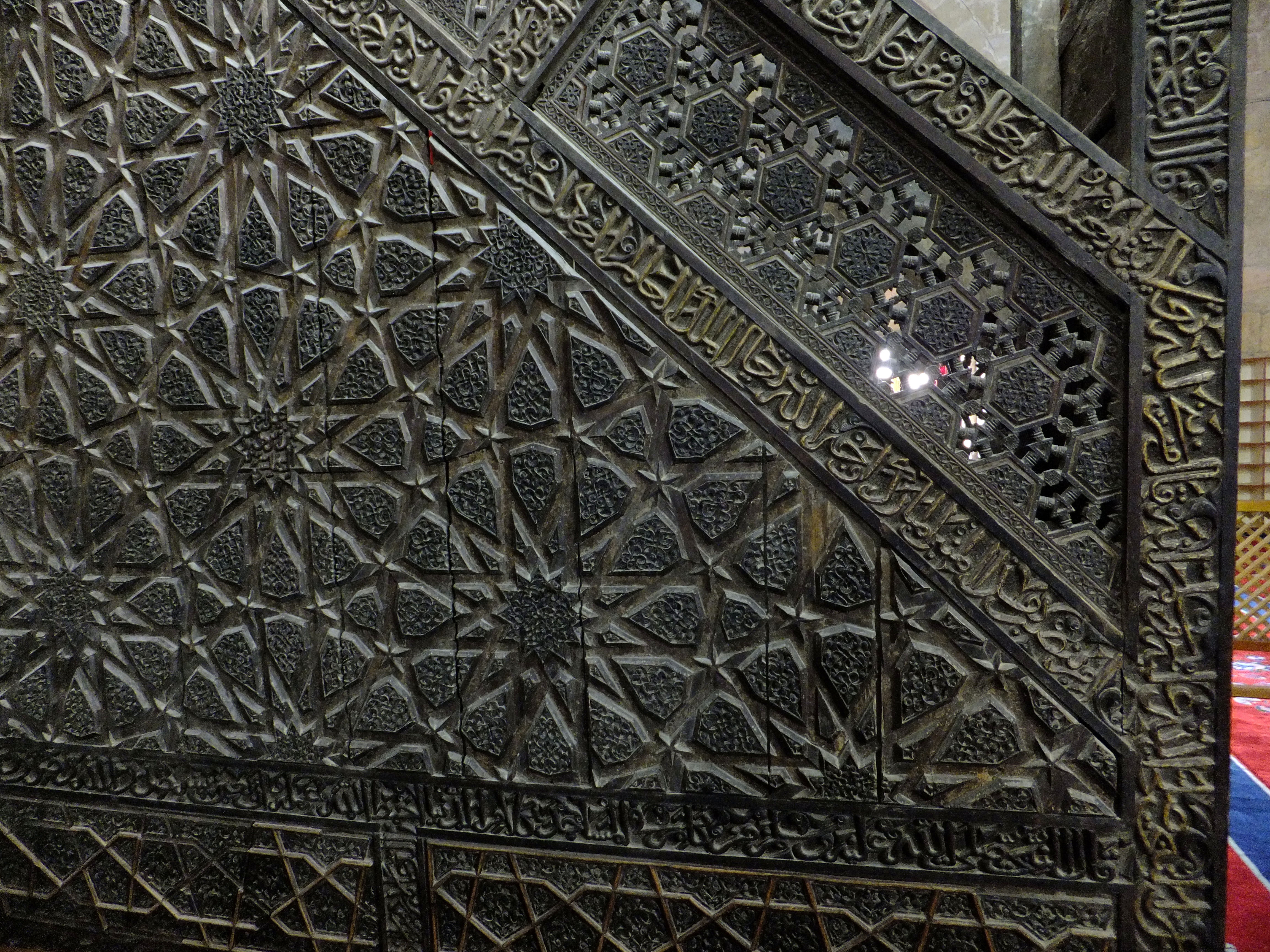
Detall del mínbar de Divriği: les línies dels taulers de fusta muntats un al costat de l'altre són visibles, i la superfície està tallada amb motius que imiten el kündekâri
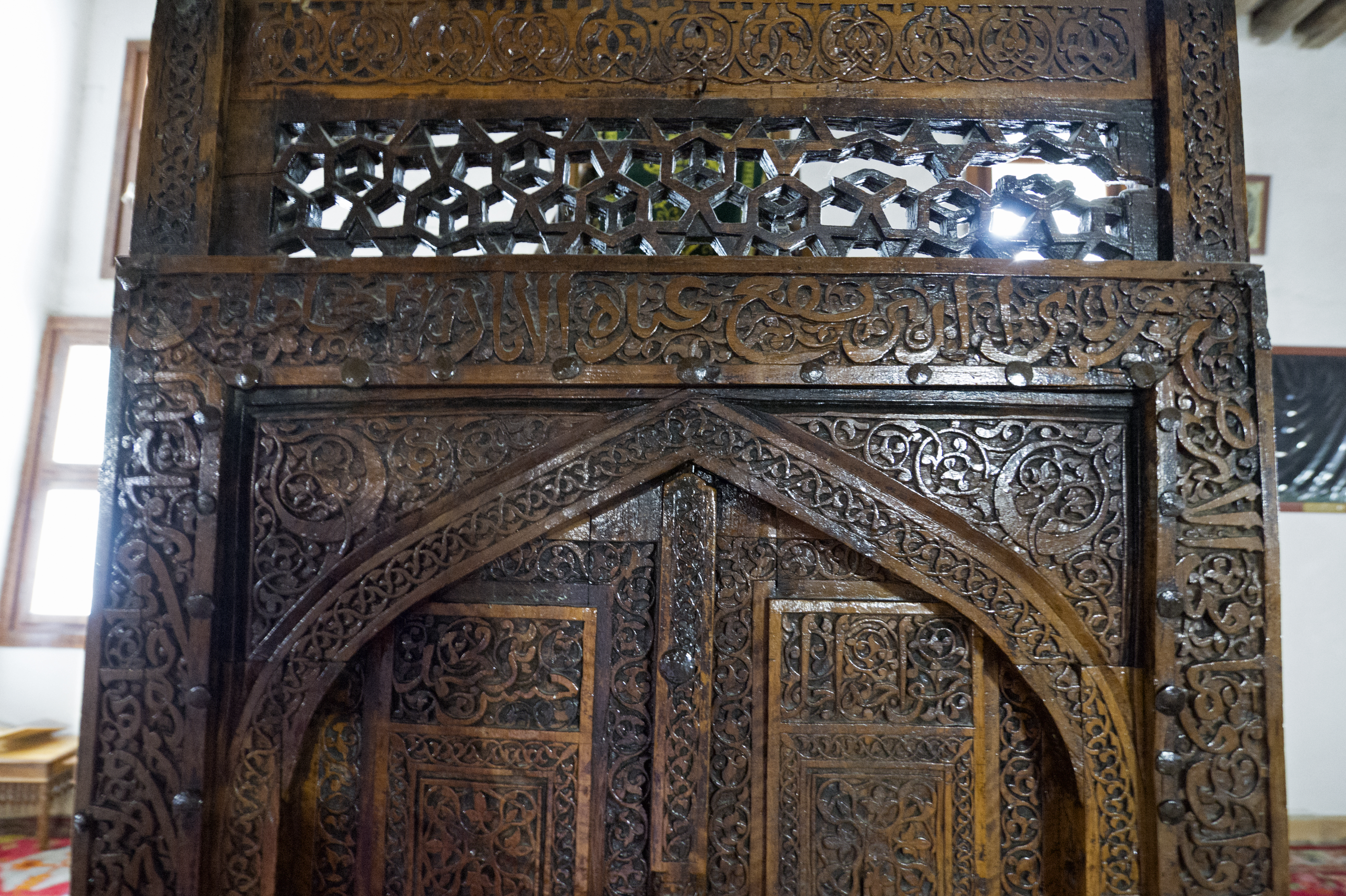
Detall del front del mínbar de la gran mesquita de Sivirhisar (1275)
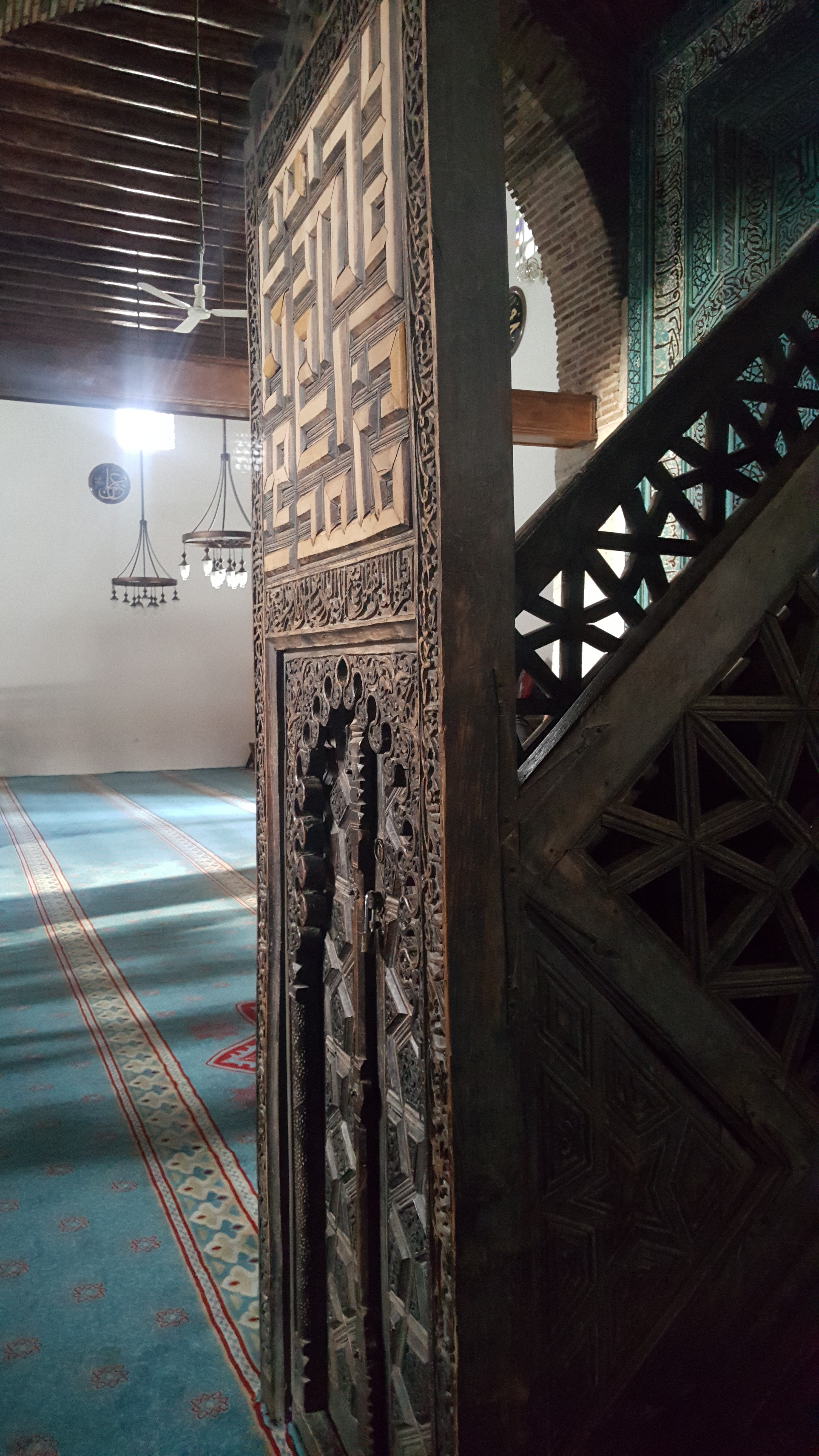
Davant del mínbar de la mesquita Eşrefoğlu de Beyşehir (1297-1299)